# شیراز
“شیراز“()، کلان‌شهری در ایران و مرکز استان فارس در جنوب ایران است. جمعیت کلان‌شهر شیراز بر اساس سرشماری سال ۱۴۰۰، بالغ بر ۲ میلیون تن بوده‌است که بر این اساس، شیراز پنجمین شهر بزرگ و پرجمعیت ایران و پرجمعیت‌ترین شهر جنوب کشور به‌شمار می‌رود.
شیراز در بخش مرکزی استان فارس، در ارتفاع ۱۴۸۶ متر از سطح دریا و در منطقهٔ کوهستانی زاگرس واقع شده و آب و هوای معتدلی دارد. این شهر از سمت غرب به کوه دراک، از سمت شمال به کوه‌های بمو، سبزپوشان، چهل‌مقام و باباکوهی (از رشته‌کوه‌های زاگرس) محدود شده‌است.
بلدیهٔ شیراز در سال ۱۲۹۰ خورشیدی، در زمان استانداری مهدی‌قلی هدایت تأسیس شد. شهرداری شیراز به ۱۱ منطقهٔ مستقل شهری تقسیم شده و جمعاً مساحتی بالغ بر ۲۴۰ کیلومتر مربع را شامل می‌شود. نام |شیراز| در کتاب‌ها و سندهای تاریخی، با نام‌های مختلفی نظیر: «تیرازیس»، «شیرازیس» و «|شیراز|» به ثبت رسیده‌است. محل اولیهٔ این شهر در محل قلعهٔ ابونصر بوده‌است. شیراز در دوران بنی‌امیه به محل کنونی منتقل می‌شود و به بهای نابودیِ شهر استخر — پایتخت قدیمیِ فارس — رونق می‌گیرد. این شهر در دوران صفاری، آل بویه و زندیه، پایتخت ایران بوده‌است.
شیراز از دیرباز به واسطهٔ مرکزیت نسبی‌اش در منطقهٔ زاگرس جنوبی و واقع‌شدن در یک منطقه ی به نسبت حاصل‌خیز، محلی طبیعی برای مبادلات محلی کالا بین کشاورزان، یک‌جانشینان و عشایر بوده‌است. همچنین این شهر در مسیر راه‌های تجاری داخل ایران به بندرهای جنوب مانند بندرعباس و بندر بوشهر قرار گرفته‌است. شیراز به سبب جاذبه‌های تاریخی، فرهنگی، مذهبی و طبیعی فراوان، همواره گردشگران بسیاری را به سوی خود فرامی‌خواند. بیشینه مردم شیراز فارسی‌زبان هستند و به لهجهٔ شیرازی سخن می‌گویند.

## نام
اولین اشاره به نام شیراز، بر روی لوح‌های گلی ایلامی به ۲۰۰۰ سال پیش از میلاد بازمی‌گردد که در ژوئن ۱۹۷۰ در هنگام کندن زمین برای ساخت کوره آجرپزی، در گوشهٔ جنوب غربی شهر یافت شده است. لوح‌های نوشته شده در ایلام قدیم به شهری به نام تیرازیس اشاره دارد.
با توجه به آواشناسی چنین برداشت می‌شود: تیراسیس یا سیراسیس،
این اسم از نام سیراجیس در فارسی قدیم، گرفته شده است که بر اثر تغییر منظم صداها در زبان فارسی مدرن به شیراز تغییر نام داده است. نام شیراز بر روی سفال‌های پیداشده از ویرانه‌های دورهٔ ساسانی در سدهٔ دوم پس از میلاد نیز، رؤیت شده است. بر اساس نوشته‌های برخی از نویسندگان بومی، با توجه به شاهنامه، نام شیراز از نام پسر سومین شاه جهان یعنی تهمورث مشتق شده است.
در کاوش‌های باستان‌شناسی در تخت جمشید، به سرپرستی جورج کامرون در سال ۱۳۱۴ خورشیدی، به پیدایش خشت‌نبشته‌هایی ایلامی انجامید که بر روی چند فقره از آن‌ها به قلعه‌ای به نام «تیرازیس» یا «شیرازیس» اشاره شده است. همچنین مهرهایی مربوط به اواخر ساسانی و اوایل اسلام در محل قصر ابونصر یافت شده است که حاوی نام «شیراز» است. ابن حوقل، جغرافی‌دان مسلمان سدهٔ چهارم هجری، وجه تسمیهٔ شیراز را شباهت این سرزمین به اندرونِ شیر می‌داند؛ چرا که به قول او عموماً خواربار نواحی دیگر بدان‌جا حمل می‌شد و از آن‌جا چیزی به جایی نمی‌بردند. براساس تحقیقات تدسکو، شیراز به معنای مرکز انگور خوب است. هرچند این نظر توسط پژوهشگران دیگر مانند بنونیست و هنینگ رد شده است.

## پیشینه

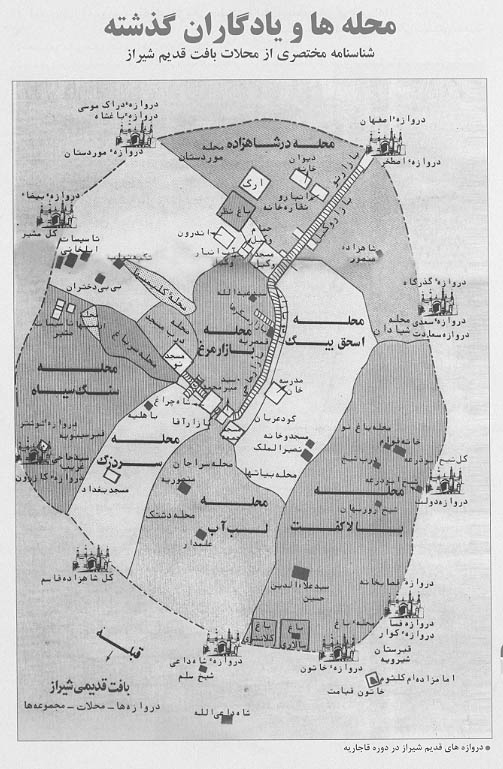
نقشه شیراز قدیم

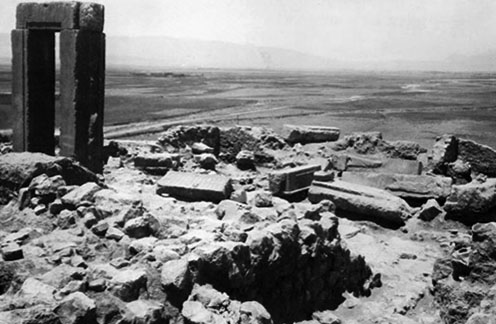
نمایی از سر در قصر ابونصر (۱۳۱۰–۱۳۱۲).

### از دیدگاه تاریخی
طبق تاریخ ایران، چاپ دانشگاه کمبریج، «سکونت دایمی در محل شهر شیراز شاید به دوران ساسانی و حتی پیش از آن برسد. اما اولین اشاره‌های معتبر در مورد این شهر به اوایل دوران اسلامی بر می‌گردد.» به نوشته دانشنامهٔ اسلامی نیز شیراز شهری است بناشده در دوران اسلامی در محلی که از زمان ساسانی یا احتمالاً پیش از آن سکونت‌گاه دایمی انسان بوده است.
به گفتهٔ شاپور شهبازی در دانش‌نامهٔ ایرانیکا «این ادعا که شیراز اردوگاه مسلمانان بوده تا این‌که برادرزاده یا برادر حجاج ابن یوسف آن را در سال ۶۹۳ پس از میلاد به شهر تبدیل کرد، اثبات نشده است.»
جان لیمبرت، چنین جمع‌بندی می‌کند که هر چند تاریخ‌نگاران اسلامی بر این عقیده هستند که شیراز در سدهٔ اول هجری توسط عبدالملک مروان بنیان نهاده شده است، اما باید دانست که شهری با نامی نزدیک به نام شیراز پیش از اسلام در محل یا نزدیک شهر وجود داشته است که نام خود را به شهر کنونی شیراز داده است. خصوصاً با توجه به اشاره‌ای که حمدالله مستوفی داشته است. مستوفی در نزهت‌القلوب (۷۴۰ ق) معتبرترین روایت را این می‌داند که شهر شیراز را محمد برادر حجاج ابن یوسف به زمان اسلام تجدید عمارتش کرد. حمدالله مستوفی روایت دیگری هم آورده است که تجدید بنا بر دست عم‌زادهٔ حجاج محمد بن قاسم بن ابی عقیل صورت پذیرفته است.
آثاری عیلامی (شامل یک سه‌پایه برنزی) مربوط به هزارهٔ دوم پیش از میلاد در جنوب شرقی شیراز یافت شده است. همچنین در تعدادی لوح‌های عیلامی مکشوفه در پارسه (تخت جمشید) به کارگاه‌های مهمی در تی/شی-را-ایز-ایز-ایش (تیرازیس یا شیرازیس) اشاره می‌کند که بی‌شک همان شیراز امروزی است.
لیمبرت، شهبازی و آرتور آربری هر سه فهرستی از نشانه‌های متعددی از سکونت دایم در دشت شیراز و اطراف محل کنونی شیراز در دوران پیش از اسلام را ذکر کرده‌اند. مانند نگاره‌های سنگی مربوط به اوایل ساسانی، اشارات موجود به دو آتشکده (به نام‌های هرمزد و کارنیان) و قلعه‌ای باستانی به نام شاه موبد و آثار کشف‌شده در قلعهٔ ساسانی در محل کنونی قصر ابونصر.
شهبازی می‌گوید که شواهد بالا چنین می‌نمایاند که شیراز تا پایان دورهٔ ساسانی شهری با جمعیتی عمده و احتمالاً مرکزی اداری بوده است. آرتور آربری چنین نتیجه می‌گیرد که بزرگی شیراز به هر اندازه بوده، این شهر در زمان داریوش زیر سایهٔ پارسه و پس از حملهٔ اسکندر مقدونی زیر سایهٔ شهر همسایه استخر بوده است.
همچنین نام شیراز همراه بخش اردشیر خوره دوره ساسانی به مرکزیت فیروزآباد ذکر شده است و شیراز جزئی از آن بوده است. اردشیر خوره یکی از پنج بخشی بوده است که استان فارس ساسانیان را تشکیل می‌داده است. این اطلاعات در مهرهای ساسانی مربوط به اواخر ساسانی و اوایل دوران اسلامی کشف شده در محل قصر ابونصر در شرق محل کنونی شهر شیراز به‌دست آمده است و لیمبرت چنین پیشنهاد می‌نماید که استحکامات موجود در محل قصر ابونصر همان قلعه تیرازیس یا شیرازیس یاد شده در لوح‌های عیلامی پارسه است و بعدها پس از آن‌که شهر کنونی شیراز در نزدیک این قلعه بنیان نهاده شده، این شهر نام خود را از این قلعه در حوالی شهر به یادگار گرفته است.
باستان‌شناسان موزهٔ متروپولیتن نیویورک نیز با توجه به نتایج حفاری‌های خود در محل قصر ابونصر، این استحکامات و احتمالاً روستاهای اطراف را به عنوان محل شیراز پیش از اسلام پیشنهاد می‌کنند. آن‌ها گفته‌های بلخی در سده ۱۲ را نقل می‌کنند که می‌گوید: در محلی که شیراز کنونی وجود دارد، منطقه‌ای بوده است با چند قلعه در میان دشتی باز. آنان در مورد داستان بنیان نهاده‌ شدن شهر جدید شیراز و انتقال آن به محل جدید چنین نظر می‌دهند که انتقال یک شهر در بسیاری جاهای دیگر مانند نیشابور و قاهره نیز اتفاق افتاده است. در این حالت پس از تحولات یا تغییراتی سیاسی، شهر به محلی در نزدیکی شهر قدیم منتقل شده و شهر قدیمی رها گشته تا به شهری حاشیه‌ای یا تلی از خرابه تغییر پیدا کند.

### در اسطوره‌ها و روایات سنتی
طبق روایتی سنتی بنای شیراز توسط تهمورث، از پادشاهان پیشدادی صورت گرفت و با گذشت زمان این شهر رو به ویرانی گذاشت. همچنین طبق روایت سنتی دیگری در محل شهر شیراز شهری به نام فارس بوده است که برگرفته از نام فارس پسر ماسور، پسر شِم، پسر نوح است.

### تصرف فارس توسط مسلمانان
استان فارس ساسانیان شامل استان فارس، یزد، حاشیه خلیج فارس و جزایر آن و بخشی از خوزستان کنونی بود، و طی حملات اعراب بین سال‌های ۶۴۰–۶۵۳ میلادی که از بصره سازمان‌دهی می‌شد به تسخیر درآمد. در آن زمان در محل شیراز کنونی شهری نبود. اما قلعه‌هایی در حوالی شیراز کنونی وجود داشت که در سال ۶۴۱ میلادی به تسخیر اعراب درآمد. در طی این دوران اعراب حملات متعددی از محل این قلعه به استخر تدارک دیدند. استخر، پایتخت فارس تا سال ۶۵۳ میلادی مقاومت کرد. «شهر اصلی فارس، استخر، پیوندهایی نزدیک با سلسله ساسانی و دین زردشتی داشتند. حکمرانان عرب می‌خواستند که مرکزی رقیب و اسلامی در قلمرو تازه فتح شده خود درست کنند.» هنگامی که اعراب شهر شیراز را بنیان نهادند، شهر را به‌گونه‌ای بنیان گذاشتند که بزرگ‌ تر از اصفهان باشد.
شهبازی می‌نویسد که به سبب قرار داشتن شیراز در محل تلاقی راه‌های منتهی به یزد، کرمان، خوزستان، اصفهان و خلیج فارس، شیراز به پایگاه (سپاه مسلمانان) در فارس و مقر دولت و کارگزاران ارشد نظامی و اداری تبدیل شد و برای دو سده محل استقرار فرمانداران عرب فارس بود.
هرچند تا دو سده شیراز زیر سایه شهر رقیب، استخر بود. اما به تدریج با اسلام آوردن ایرانیان و انحطاط شهر استخر، اهمیت شهر استخر به شیراز منتقل شد. از این دوران اطلاعات کمی در دسترس است ولی مشخص است که تا سده نهم میلادی شیراز دارای مسجد جامع نبوده است؛ یعنی تا زمانی که صفاریان شیراز را پایتخت حکومت خود قرار دادند.

### آل بویه تا صفویان

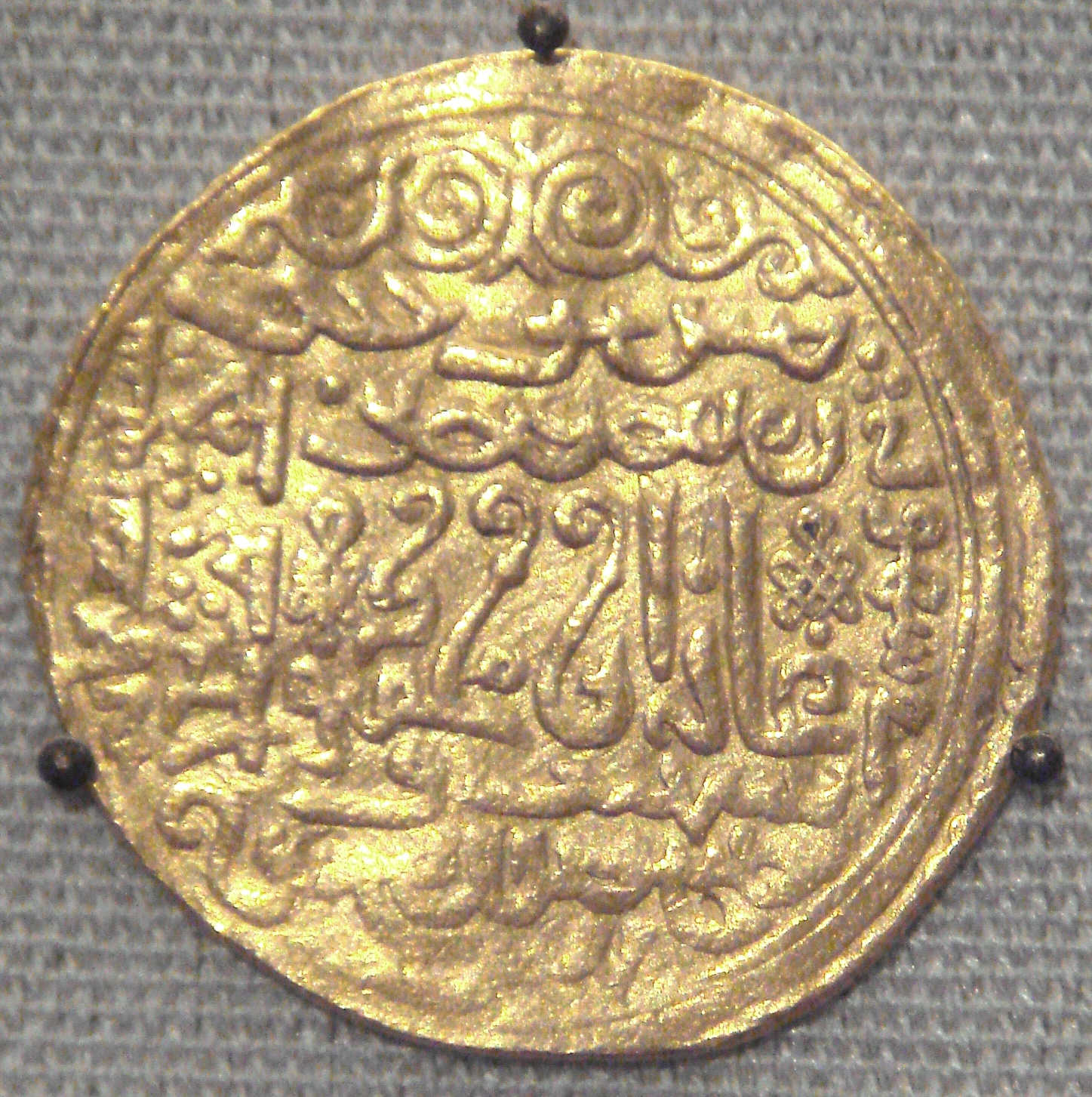
سکه‌ای مربوط به شیراز در دوران مغول

در سده چهارم و پنجم هجری قمری سلسلهٔ آل بویه فارس، شیراز را به پایتختی برگزیدند و مساجد، قصرها، کتابخانه و کانال آب‌رسانی از رودخانه کر در آن بنا نمودند. در این دوران شیراز به بزرگ‌ترین شهر استان فارس (شامل یزد و سواحل شمالی خلیج فارس) تبدیل شده بود. آل بویه پیرو شیعه ۱۲ امامی بودند و شیعه را تبلیغ نموده و مراسمی مانند محرم و عید غدیر را پاس می‌داشتند. با این‌حال آل بویه سیاست‌مدارا و پذیرا بودن با سایر مذاهب مانند اهل سنت را در پیش داشتند. در زمان آن‌ها غیر مسلمانان مانند زردشتی‌ها مجبور نبودند که علامت مشخص‌کننده به تن داشته باشند یا در محله‌های خاصی زندگی کنند. در زمان آل بویه بازار شهر در هنگام جشن مهرگان و نوروز نورانی می‌شد و هنگامی که در سال ۳۶۹ هجری مصادف با ۹۸۰ میلادی مسلمانان شیراز علیه زرتشتیان به اغتشاش پرداختند، عضدالدوله لشکری برای تنبیه اغتشاش‌کنندگان به شیراز فرستاد.
اتابکان فارس (سَلغُریان) از نیمهٔ سدهٔ ۶ هجری (۱۲ میلادی) بر شیراز مستولی شدند. در دورهٔ آن‌ها شیراز شکوفا شد و بناهای متعددی نظیر مدرسه، بیمارستان، بازار اتابک ساخته شد. به تدبیر اتابکان در حمله چنگیز خان مغول، شیراز از تخریب و قتل‌عام در امان ماند چرا که حکمرانان سلغری، ابوبکر بن سعد به پرداخت مالیات به مغولان رضایت دادند. آخرین حکمران اتابک اَبِش بنت سعد بود که به همسری پسر هلاکوخان مغول درآمد. مهریه او بخشش خراج شیراز بود و بدین ترتیب اتابکان فارس در سال ۶۸۵ هجری (۱۲۸۷–۱۲۸۶ میلادی) منقرض شد. شیراز همچنین از قتل‌عام تیمور نیز در امان ماند زیرا شاه شجاع مظفری، فرماندار فارس تسلیم شد. در سده سیزدهم میلادی، شیراز مرکزی پیشرو در علم و هنر بود. به‌خاطر تشویق حاکمان و وجود دانشمندان و هنرمند، این شهر توسط جغرافی‌دانان قدیمی دارالعلم نامیده می‌شد.

### دوران صفویه تا پایان قاجار
شیراز به‌سال ۹۰۹ هجری (۱۵۰۳ میلادی) به دست صفویه افتاد. شاه اسماعیل در راه توسعه تشیع رهبران مذهبی اهل سنت شهر را از دم تیغ گذرانید. در این دوران بناهای متعددی در شیراز مانند مدرسه خان، قصری در محل «میدان» و حصاری بدور شهر ساخت. شهر شیراز در دوران صفویه دو گروه رقیب را در خود جای داده‌بود. حیدری‌ها که پیرو شیخ حیدر صفوی بودند و در شرق شهر سکنا داشتند و نعمتی‌ها که در غرب شیراز ساکن بودند و پیرو شاه نعمت‌الله ولی بودند.
پس از حمله افغان‌ها به ایران و سقوط صفویه در سال ۱۷۲۲ میلادی، سپاه افغان در سال ۱۷۲۳ روانه شیراز شد. شیراز پس از نه ماه محاصره و تحمل قحطی تسلیم شد. گفته می‌شود طی این محاصره حدود ۱۰۰ هزار تن از مردم شیراز کشته شدند. نادرشاه توانست در سال ۱۷۲۹ شیراز را از دست افغان‌ها درآورد و خرابی‌های به بار آمده را ترمیم نماید. اما با شورش حکمرانان محلی در دوره افشاریان علیه نادرشاه، نادرشاه سپاهی را روانه شیراز کرد و شهر پس از چهار ماه محاصره سقوط کرد. پس از این حمله بسیاری از مردم شیراز از دم تیغ گذشتند و دو کله مناره در اطراف شهر برپا شد و باغ‌های اطراف شیراز نابود شد.
کریم‌خان زند شیراز را در سال ۱۱۸۰ هجری قمری (۷–۱۷۶۶ میلادی) به‌عنوان پایتخت سلطنت خود برگزید. در این دوران شیراز رونقی دوباره یافت و بر جمعیت آن افزوده‌شد. شیشه ساخت شیراز به تمام ایران صادر می‌شد و شراب شیراز که عمدتاً توسط ارمنیان و یهودیان ساخته می‌شد از طریق خلیج فارس به بازار هند صادر می‌شد. در دوره کریم‌خان استادکاران و کارگران از سراسر ایران به شیراز آورده شدند. گفته شده است که تنها ۱۲٬۰۰۰ تن در ساختن خندق جدید دور شهر شرکت داشتند. به دستور کریم‌خان بناهای متعددی مانند ارگ جدید شهر، بازار وکیل، دیوان‌خانه، توپ‌خانه، یک مسجد باشکوه و چند هزار مسکن برای لرها که در سپاه کریم‌خان بودند بنا شد. در آن زمان شیراز یازده بخش داشت که پنج تای آن‌ها بخش‌های حیدری، پنج تای آن‌ها نعمتی و یک بخش متعلق به یهودیان بود. پس از کریم‌خان، جانشینان وی موفق به حفظ سلسله زندیه نشدند و پس از روی کار آمدن قاجارها، آقا محمد خان قاجار پایتخت را به تهران منتقل نمود. در دوره قاجاریه، سید علی محمد باب در سال ۱۲۶۱ هجری قمری (۱۸۴۵ میلادی) در شهر شیراز شروع تبلیغ آیین خود نمود. او دستگیر و از شهر اخراج شد. در زمان اشغال ایران در جنگ جهانی اول، شیراز از کانون‌های مبارزه با نیروهای خارجی بود و کمیته ملی حافظین استقلال ایران در این شهر فعالیت می‌کرد.

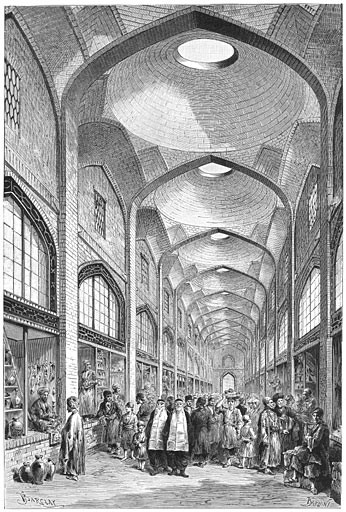
بازار وکیل اثر ژان دیولافوا ۱۸۸۱
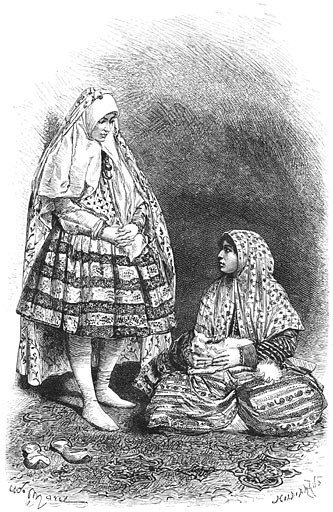
زنان در شیراز اثر ژان دیولافوا، ۱۸۸۱
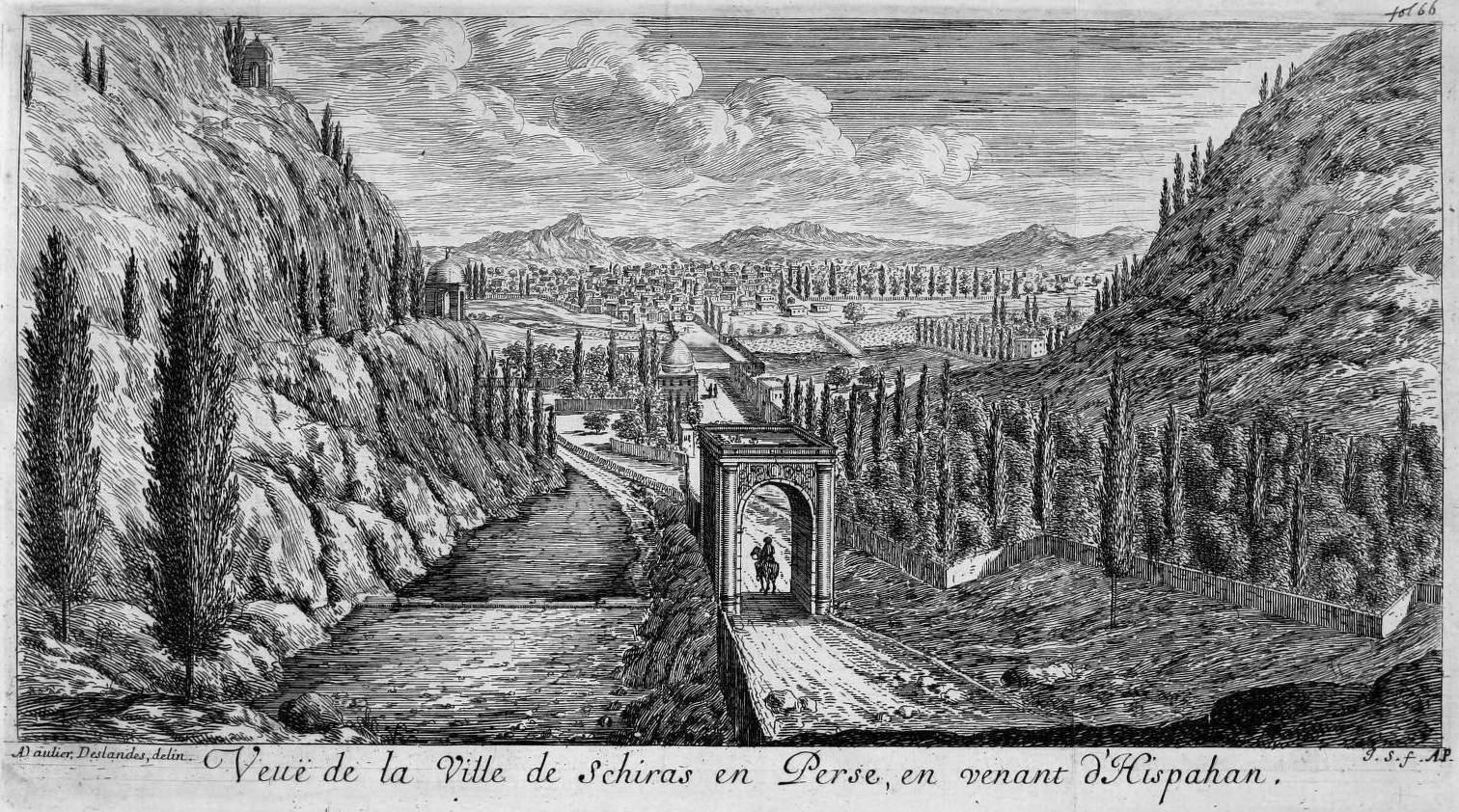
شیراز اثر اندره دولیه دلاند، ۱۶۷۱
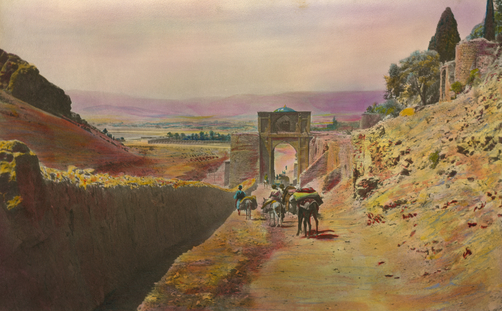
دروازه قرآن هارولد وستون
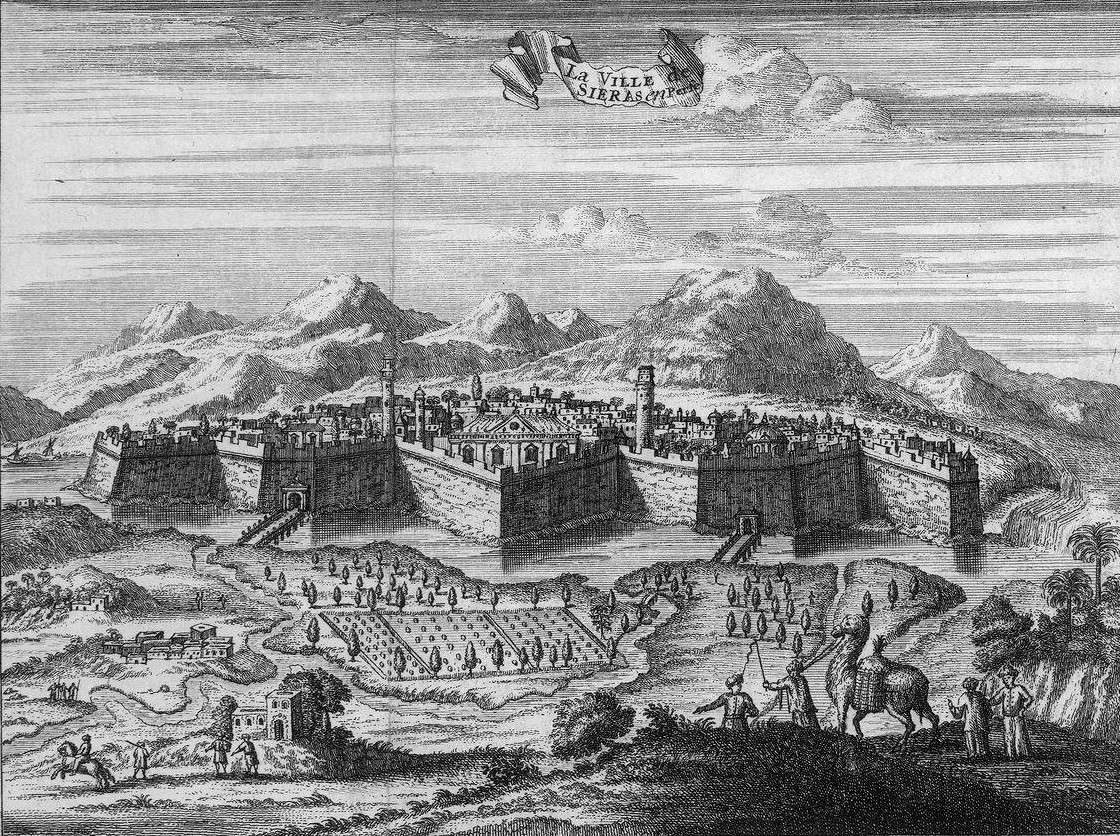
نمایی از شهر شیراز در دوره صفویه اثر ژان شاردن
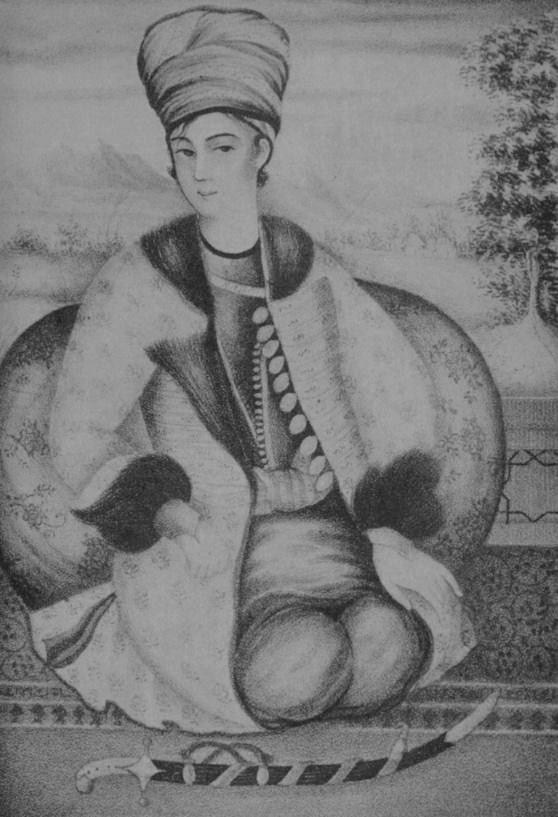
نگاره‌ای از
 لطفعلی‌خان زند

### دوران معاصر
در اثر شیوع آنفلوآنزا در سال ۱۹۱۸ حدود ۱۰٬۰۰۰ تن از مردم شیراز جان خود را از دست دادند. شیراز از دوران صنعتی شدن زمان رضا شاه که در شهرهای مختلف ایران رخ داد، چندان بهره‌ای نبرد ولی پس از جنگ جهانی دوم شیراز پیشرفت زیادی داشت. در سال ۱۳۵۳ خورشیدی شیراز از نظر بزرگی پس از شهرهای صنعتی تبریز و اصفهان و شهر مذهبی مشهد قرار داشت. در سال‌های منتهی به انقلاب شیراز شاهد رشد خوبی بود. هر چند شیراز دیگر در سر شاهراه ترانزیت کالا از بندرهای خلیج فارس به داخل ایران راه نداشت، چون نقش سنتی بندر بوشهر با ساخته شدن راه‌آهن سراسری به بندرهای دیگری انتقال یافته بود. با این حال مراکز آموزش عالی، پایگاه‌های نظامی و صنعت گردشگری رشد خوبی در این شهر داشت.
پس از انقلاب، احیا و مرمت آثار تاریخی مورد توجه قرار گرفته است که از مهم‌ترین کارهای انجام گرفته می‌توان به احیای ارگ کریم‌خان، مرمت و بازسازی آرامگاه خواجوی کرمانی و دروازه قرآن، حمام وکیل و حافظیه اشاره کرد.
به علت گازرسانی از پالایشگاه گاز بیدبلند به مجتمع پتروشیمی شیراز، شهر شیراز یکی از اولین شهرهای گازرسانی‌شده در ایران بوده است. شرکت گازرسانی منطقه ۵ از سال ۱۳۴۲ در این شهر فعالیت داشته است که در اسفند ماه ۱۳۷۷ به شرکت گاز استان فارس تغییر نام یافت.

## جغرافیا

نقشهٔ آب و هوایی ایران؛ شهر شیراز در جنوب غرب کشور قرار گرفته و آب و هوای آن مدیترانه‌ای است.

شیراز، مرکز استان فارس به طول ۴۰ کیلومتر و عرضی متفاوت بین ۱۵ تا ۳۰ کیلومتر با مساحت ۱۲۶۸ کیلومتر مربع به شکل مستطیل و از لحاظ جغرافیایی در جنوب غربی ایران و در بخش مرکزی فارس قرار دارد. اطراف شیراز را رشته‌کوه‌های نسبتاً مرتفعی به شکل حصاری استوار، احاطه کرده‌اند که از لحاظ سوق‌الجیشی و حفظ شهر اهمیت ویژه‌ای دارند.
این شهر از سمت غرب به کوه دراک، از سمت شمال به کوه‌های بمو، سبزپوشان، چهل‌مقام و باباکوهی (از رشته‌کوه‌های زاگرس) محدود شده‌است.
مختصات جغرافیایی شیراز عبارتست از ۲۹ درجه و ۳۶ دقیقه شمالی و ۵۲ درجه و ۳۲ دقیقه و ارتفاع آن از سطح دریا بین ۱۴۸۰ تا ۱۶۷۰ متر در نقاط مختلف شهر متغیر است. رودخانهٔ خشک شیراز رودخانهٔ فصلی است که پس از عبور از شهر شیراز به سمت جنوب شرقی حوضهٔ خود متمایل شده و به دریاچه مهارلو می‌ریزد.

### آب و هوا
میانگین دما در تیر (گرم‌ترین ماه سال) ۳۰ درجهٔ سانتی‌گراد، در دی (سردترین ماه سال)، ۵ درجهٔ سانتی‌گراد، در فروردین ۱۷ درجهٔ سانتی‌گراد و در مهر ۲۰ درجهٔ سانتی‌گراد است و نیز میانگین سالانهٔ دما ۱۸ درجهٔ سانتی‌گراد است. میزان بارندگی سالیانهٔ شهر شیراز ۳۳۷٫۸ میلی‌متر است.
| داده‌های اقلیم شیراز                 | داده‌های اقلیم شیراز | داده‌های اقلیم شیراز | داده‌های اقلیم شیراز | داده‌های اقلیم شیراز | داده‌های اقلیم شیراز | داده‌های اقلیم شیراز | داده‌های اقلیم شیراز | داده‌های اقلیم شیراز | داده‌های اقلیم شیراز | داده‌های اقلیم شیراز | داده‌های اقلیم شیراز | داده‌های اقلیم شیراز | داده‌های اقلیم شیراز |
| ماه                                 | ژانویه              | فوریه               | مارس                | آوریل               | مه                  | ژوئن                | ژوئیه               | اوت                 | سپتامبر             | اکتبر               | نوامبر              | دسامبر              | سال                 |
| ----------------------------------- | ------------------- | ------------------- | ------------------- | ------------------- | ------------------- | ------------------- | ------------------- | ------------------- | ------------------- | ------------------- | ------------------- | ------------------- | ------------------- |
| سابقهٔ بیش‌ترین °C (°F)               | ۲۲٫۴ (۷۲)           | ۲۴٫۰ (۷۵)           | ۳۰٫۶ (۸۷)           | ۳۴٫۰ (۹۳)           | ۳۸٫۶ (۱۰۱)          | ۴۲٫۰ (۱۰۸)          | ۴۳٫۲ (۱۱۰)          | ۴۲٫۰ (۱۰۸)          | ۳۹٫۰ (۱۰۲)          | ۳۴٫۴ (۹۴)           | ۲۸٫۴ (۸۳)           | ۲۳٫۲ (۷۴)           | ۴۳٫۲ (۱۱۰)          |
| میانگین بیش‌ترین °C (°F)             | ۱۲٫۱ (۵۴)           | ۱۴٫۷ (۵۸)           | ۱۸٫۹ (۶۶)           | ۲۳٫۸ (۷۵)           | ۳۰٫۶ (۸۷)           | ۳۶٫۱ (۹۷)           | ۳۷٫۸ (۱۰۰)          | ۳۷٫۰ (۹۹)           | ۳۳٫۷ (۹۳)           | ۲۷٫۸ (۸۲)           | ۲۰٫۵ (۶۹)           | ۱۴٫۴ (۵۸)           | ۲۵٫۶ (۷۸)           |
| میانگین روزانه °C (°F)              | ۵٫۳ (۴۲)            | ۷٫۷ (۴۶)            | ۱۱٫۸ (۵۳)           | ۱۶٫۲ (۶۱)           | ۲۲٫۵ (۷۳)           | ۲۷٫۷ (۸۲)           | ۲۹٫۸ (۸۶)           | ۲۸٫۷ (۸۴)           | ۲۴٫۵ (۷۶)           | ۱۸٫۴ (۶۵)           | ۱۱٫۷ (۵۳)           | ۶٫۸ (۴۴)            | ۱۷٫۶ (۶۴)           |
| میانگین کم‌ترین °C (°F)              | −۰٫۴ (۳۱)           | ۱٫۲ (۳۴)            | ۴٫۸ (۴۱)            | ۸٫۵ (۴۷)            | ۱۳٫۲ (۵۶)           | ۱۷٫۱ (۶۳)           | ۱۹٫۹ (۶۸)           | ۱۸٫۸ (۶۶)           | ۱۴٫۱ (۵۷)           | ۸٫۸ (۴۸)            | ۳٫۸ (۳۹)            | ۰٫۵ (۳۳)            | ۹٫۲ (۴۹)            |
| سابقهٔ کم‌ترین °C (°F)                | −۱۴٫۰ (۷)           | −۸٫۰ (۱۸)           | −۴٫۰ (۲۵)           | −۲٫۰ (۲۸)           | ۳٫۰ (۳۷)            | ۹٫۰ (۴۸)            | ۱۴٫۰ (۵۷)           | ۱۲٫۰ (۵۴)           | ۱٫۰ (۳۴)            | ۱٫۶ (۳۵)            | −۸٫۰ (۱۸)           | −۱۱٫۰ (۱۲)          | −۱۴٫۰ (۷)           |
| بارندگی میلی‌متر (اینچ)              | ۷۹٫۸ (۳٫۱۴)         | ۴۹٫۸ (۱٫۹۶)         | ۴۸٫۴ (۱٫۹۱)         | ۳۰٫۶ (۱٫۲)          | ۶٫۶ (۰٫۲۶)          | ۰٫۲ (۰٫۰۱)          | ۱٫۰ (۰٫۰۴)          | ۰٫۱ (۰)             | ۰٫۰ (۰)             | ۵٫۲ (۰٫۲)           | ۲۰٫۷ (۰٫۸۱)         | ۶۳٫۲ (۲٫۴۹)         | ۳۰۵٫۶ (۱۲٫۰۳)       |
| میانگین روزهای بارانی               | ۸٫۷                 | ۷٫۹                 | ۷٫۹                 | ۶٫۴                 | ۲٫۱                 | ۰٫۲                 | ۰٫۸                 | ۰٫۴                 | ۰٫۱                 | ۱٫۲                 | ۳٫۷                 | ۷٫۲                 | ۴۶٫۶                |
| میانگین روزهای برفی                 | ۱٫۵                 | ۰٫۶                 | ۰٫۰                 | ۰٫۰                 | ۰٫۰                 | ۰٫۰                 | ۰٫۰                 | ۰٫۰                 | ۰٫۰                 | ۰٫۰                 | ۰٫۰                 | ۰٫۶                 | ۲٫۷                 |
| درصد رطوبت                          | ۶۵                  | ۵۸                  | ۵۱                  | ۴۶                  | ۳۲                  | ۲۲                  | ۲۴                  | ۲۴                  | ۲۶                  | ۳۴                  | ۴۸                  | ۶۱                  | ۴۱                  |
| میانگین روزانه ساعت‌های تابش آفتاب   | ۲۱۷٫۰               | ۲۱۸٫۵               | ۲۳۶٫۲               | ۲۴۷٫۷               | ۳۲۴٫۱               | ۳۵۷٫۸               | ۳۴۴٫۶               | ۳۲۹٫۷               | ۳۱۸٫۰               | ۲۹۷٫۷               | ۲۳۸٫۳               | ۲۱۶٫۲               | ۳٬۳۴۵٫۸             |
| منبع شماره ۱: NOAA                  |                     |                     |                     |                     |                     |                     |                     |                     |                     |                     |                     |                     |                     |
| منبع شماره ۲: سازمان هواشناسی ایران |                     |                     |                     |                     |                     |                     |                     |                     |                     |                     |                     |                     |                     |

### دریاچه مهارلو
این دریاچه با ابعاد ۲۸ در ۱۵ کیلومتر و مساحت ۶۰۰ کیلومتر مربع در ارتفاع ۱٬۴۶۱ متری از سطح دریا در ۲۰ کیلومتری جنوب شرقی شهر شیراز و در باختر دریاچه بختگان قرار گرفته‌است. دریاچه مهارلو خاوری‌ترین بخش جلگه شیراز است. مهارلو دارای آبی بسیار شور است و در فصل‌های خشکی یکی از کانسارهای بزرگ نمک ایران به‌شمار می‌آید. فرآوری نمک از این دریاچه توسط مجتمع استحصال نمک وابسته به پتروشیمی شیراز انجام می‌شود.

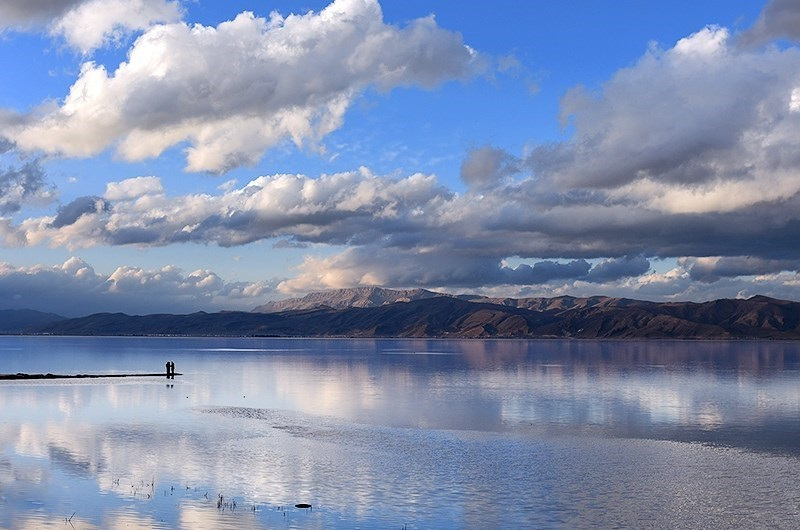
دریاچه مهارلو در ۱۵ کیلومتری شرق شیراز
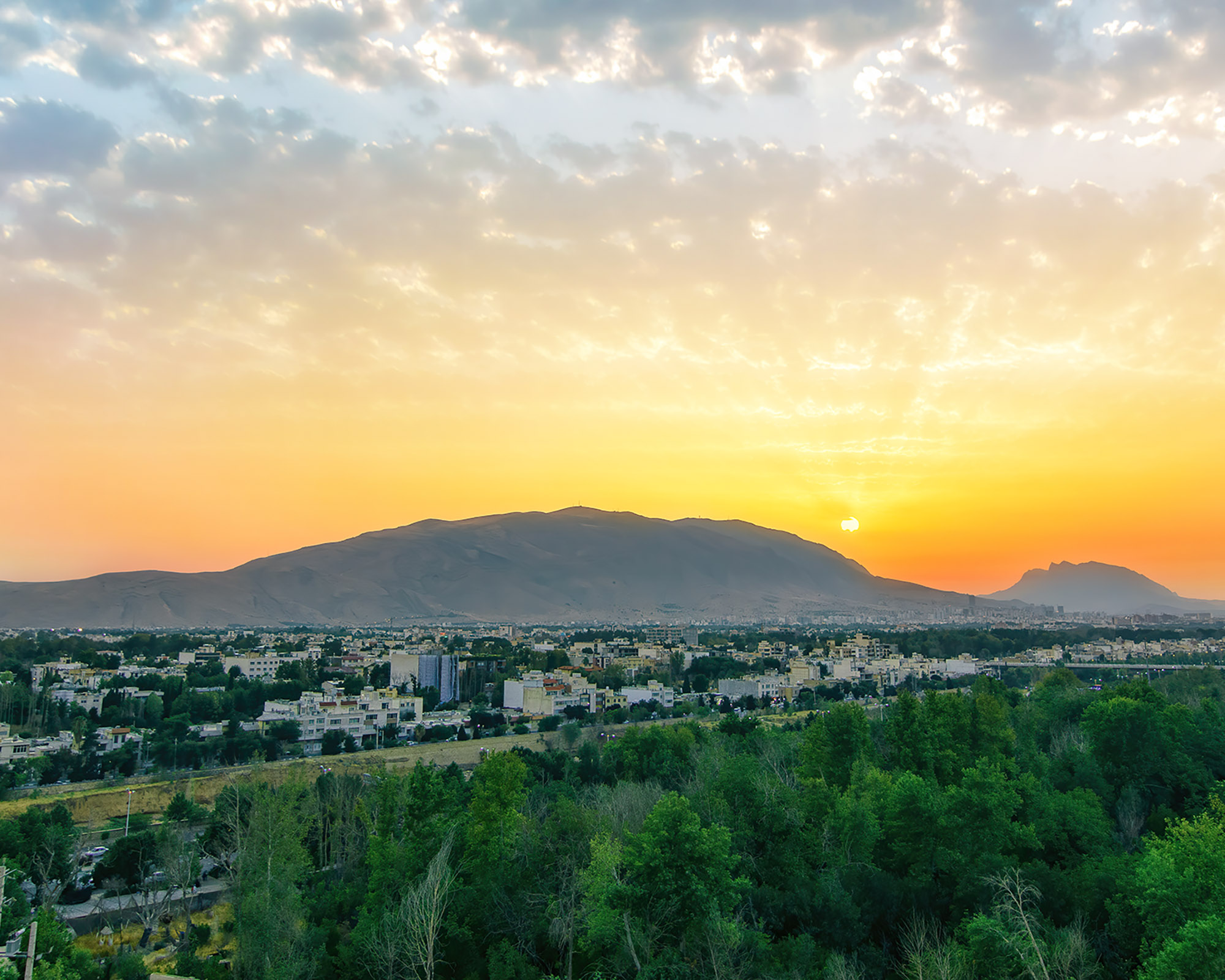
کوه دراک
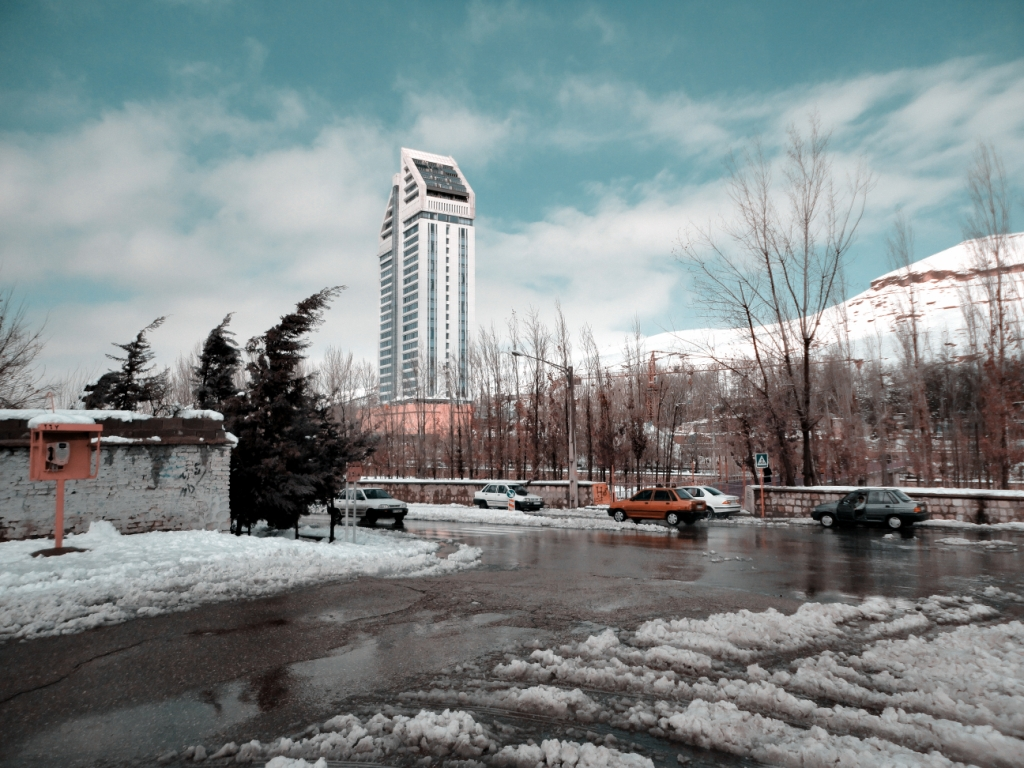
یک روز برفی در شیراز
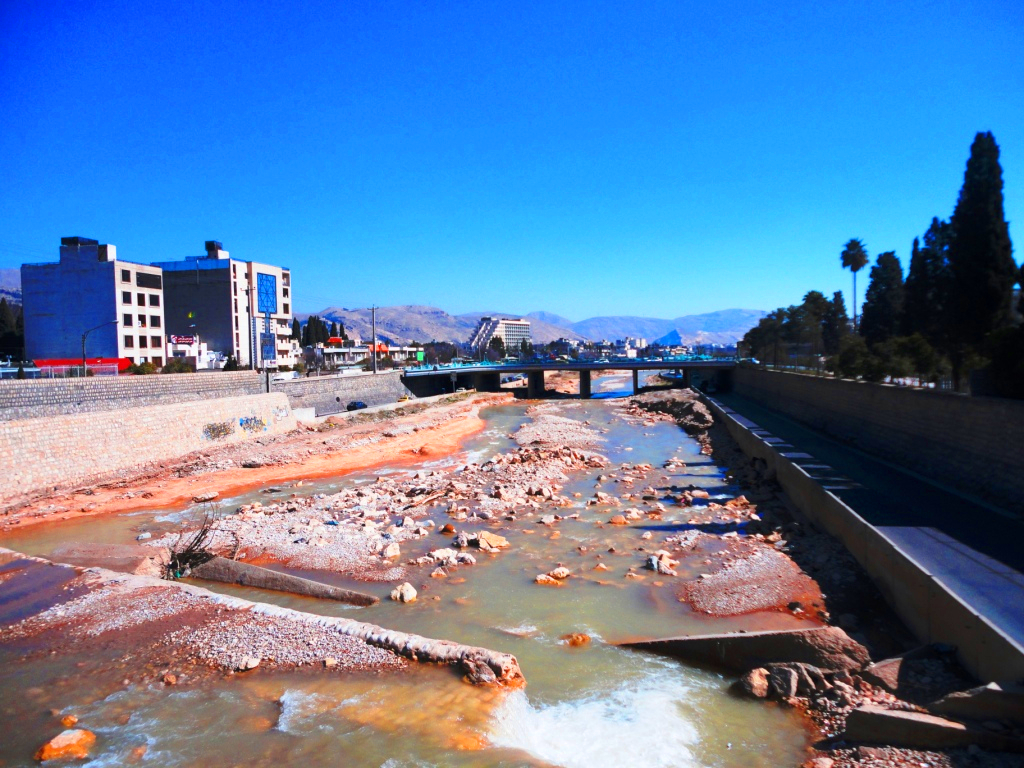
رودخانه خشک شیراز

## فرهنگ
شیراز پایتخت فرهنگی ایران است. از میان شاعرهای بانویِ معروف ایران می‌توان از جهان‌ملک خاتون که در شیراز می‌زیسته نام برد. شیراز به شهر شعر، شراب، باغ، نارنج و ترنج و گل و بلبل معروف است. باغ در فرهنگ ایرانیان از جایگاه ویژه‌ای برخوردار است و شیراز از قدیم به داشتن باغ‌های بسیار و زیبا مشهور بوده‌است. شیراز از دوران باستان باغ‌های انگور فراوانی داشته و همین باعث شهرت جهانی شراب شیراز در دنیا شده‌است. امروزه بیشتر باغ‌های این شهر در شمال غرب آن و در مناطق قصرالدشت، کشن، چمران و معالی‌آباد واقع شده‌اند. تعدادی از باغ‌های شیراز از لحاظ تاریخی بسیار حایز اهمیت هستند و به‌عنوان مراکز مهم گردشگری به‌شمار می‌آیند. از معروف‌ترین این باغ‌ها می‌توان به باغ ارم، باغ عفیف‌آباد، باغ دلگشا و باغ جهان‌نما اشاره نمود.
شهر شیراز در بین سال‌های ۱۳۴۷ تا ۱۳۵۷ محل برگزاری جشن هنر شیراز بود. این جشنواره در زمان خود بزرگ‌ترین رویداد فرهنگی در نوع خود در سطح جهان بود. این رویداد با هدف تشویق هنرهای سنتی ایران و بالا بردن استانداردهای فرهنگی ایران تشکیل شده‌بود. همچنین این رویداد محلی بود برای گرد آمدن بزرگ‌ترین هنرمندان سنتی و مدرن ایران و سراسر دنیا در رشته‌های مختلف هنری.

### هنر

#### جشن هنر شیراز
جشن هنر شیراز جشنواره‌ای از هنر نمایشی و موسیقی بود که از سال ۱۳۴۶ تا ۱۳۵۶ در پایان تابستان هر سال در شهر شیراز و تخت‌جمشید برگزار می‌شد. این جشنواره زیر نظر دفتر مخصوص فرح پهلوی و با مدیریت فرخ غفاری اجرا می‌شد. از این جشنواره هنری به عنوان جنجالی‌ترین جریان فرهنگی و هنری در تاریخ معاصر ایران یاد می‌شود، و در جهان به عنوان یکی از رادیکال‌ترین جشنواره‌های مخلوط از هنرهای گوناگون و فرهنگ‌های شناخته می‌شود.

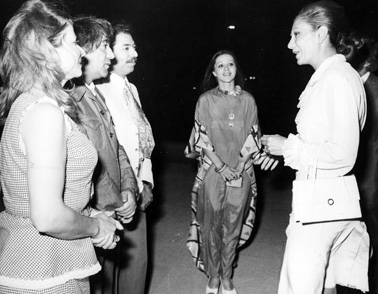
فرح پهلوی  درحال گفتگو با فرزانه تأییدی، علی نصیریان، عزت‌الله انتظامی و مهین شهابی در جشن هنر شیراز
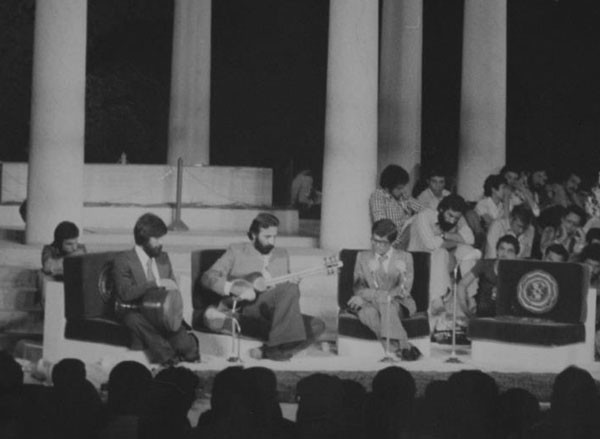
محمدرضا شجریان، محمدرضا لطفی و ناصر فرهنگ‌فر در جشنوارهٔ موسیقی جشن هنر شیراز سال ۱۳۵۴
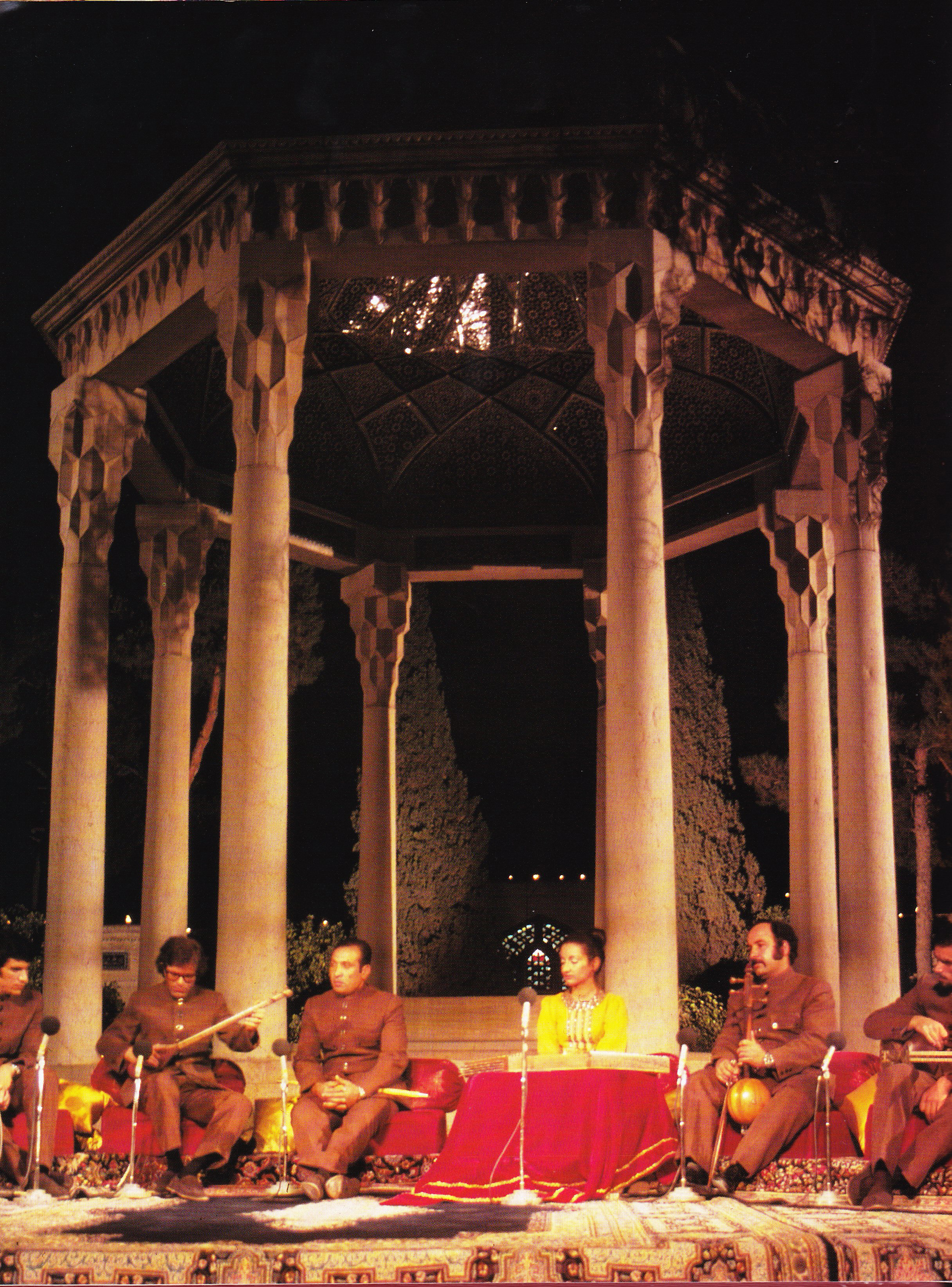
جلال ذوالفنون  درحال نواختن سه تار در جشن هنر شیراز در حافظیه
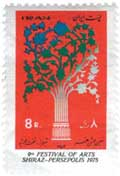
تمبرپستی جشن هنر شیراز ۱۳۵۵

#### نگارگری
مکتب شیراز اول

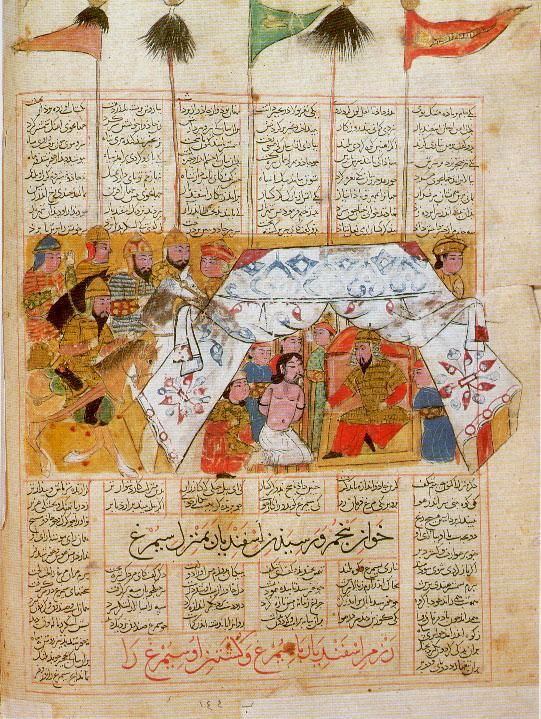
مینیاتور شاهنامه، گرگسار در مقابل چادر اسفندیار زانو می‌زند متعلق به ۷۰۹ خورشیدی

یک مکتب نگارگری ایرانی است. مغول‌ها تمامی ایران را تصرف کردند به جز شیراز که خود تسلیم شد. این مسئله باعث شد که در طی حکومت مغولان، در شیراز یک حکومت محلی شیرازی شکل بگیرد و این مسئله باعث پیدایش مکتب نگارگری شیراز شد که از مکتب تبریز بسیار بیشتر به مایه‌های ایرانی و شیوهٔ کهن نقاشی ایرانی نزدیک است. از آثار مکتب شیراز می‌توان به شاهنامه طوپقاپوسرای (۷۳۱ ه‍.ق)، شاهنامه قوام‌الدین حسن وزیر (۷۴۱ ه‍.ق) و مونس الاحرار محمد بن بدر (۷۴۲ ه‍.ق) اشاره کرد.
مکتب شیراز دوم
به مجموعه‌ای هنری که از اواخر سده هشتم هجری در شیراز و خصوصاً دوره تیموری تولید شده‌اند گفته می‌شود. پس از فروپاشی حکومت مغولان در سال ۷۷۱ ه‍.ق توسط تیمور، مکتب شیراز ادامه یافت و تأثیراتی را از مکتب تازه تأسیس جلایری هم دریافت کرد. از آثار این دوره گلچین اسکندر سلطان (۸۱۴ ه‍.ق)، شاهنامهٔ ابراهیم سلطان (۸۲۳ ه‍.ق) و خاوران نامهٔ ابن حسام با نگارگری فرهاد (۸۸۱ ه‍.ق) است. در دوران تیموریان (سده۹ ه‍.ق) و حضور اسکندر سلطان و ابراهیم سلطان در شیراز زمینه برای بروز دوباره ویژگی‌های دیداری مکتب شیراز اول (سده۸) فراهم شد.

#### صنایع دستی
با بررسی‌های شورای جهانی صنایع دستی در بهمن ۱۳۹۸ شیراز به فهرست یونسکو برای شهرهای جهانی صنایع دستی افزوده شد. مجموعهٔ وکیل از مهم‌ترین مجموعه بناهای عمومی زندیه در این شهر است که امروزه می‌توان در بازار آن از انواع صنایع دستی‌های شیراز بازدید کرد. آثار صنایع دستی این شهر دارای تنوع بسیاری است و نمی‌توان آن را شهری تک‌رشته‌ای در این حوزه معرفی کرد. تولید محصولات صنایع دستی در تمامی این رشته‌های با رعایت شاخصه‌های کیفیت، اصالت، پیشینهٔ تاریخی، مرغوبیت، نوآوری و خلاقیت نشان از توجه خاص هنرمندان و صنعتگران این شهر از به هنرهای دستی و پیوند عمیق تولیدات دست‌ساز در این منطقه با حیات فردی و اجتماعی مردمان آن دارد.
تولیدات چوبی  ازجمله خاتم‌کاری، که شاید بیش از تمامی هنرها در شیراز مشهور است، معرق کاری، منبت‌کاری چوب، صنایع‌دستی سفالی و سرامیکی،  ازجمله سفالگری، کاشی معرق، کاشی هفت‌رنگ، هنرهای فلزی  ازجمله نقره‌کاری و قلم‌زنی، دست‌بافته‌هایی چون گلیم و گبه، حصیر و بوریا، در کنار شیشه‌گری سنتی با پیشینهٔ وسیع تاریخی، نمدمالی، گچ‌بری، گیوه‌بافی و نیز نگارگری که از دیرباز نام این شهر را در میان مکتب‌های نقاشی ایران برجسته کرد، شیراز را در کنار سه شهر و روستای دیگر در ایران شایستهٔ حضور در فهرست شهرهای جهانی صنایع دستی در سال ۲۰۲۰ میلادی کرد.

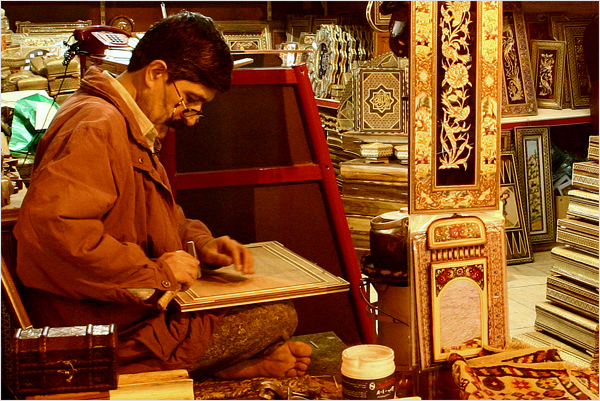
ساخت صنایع دستی
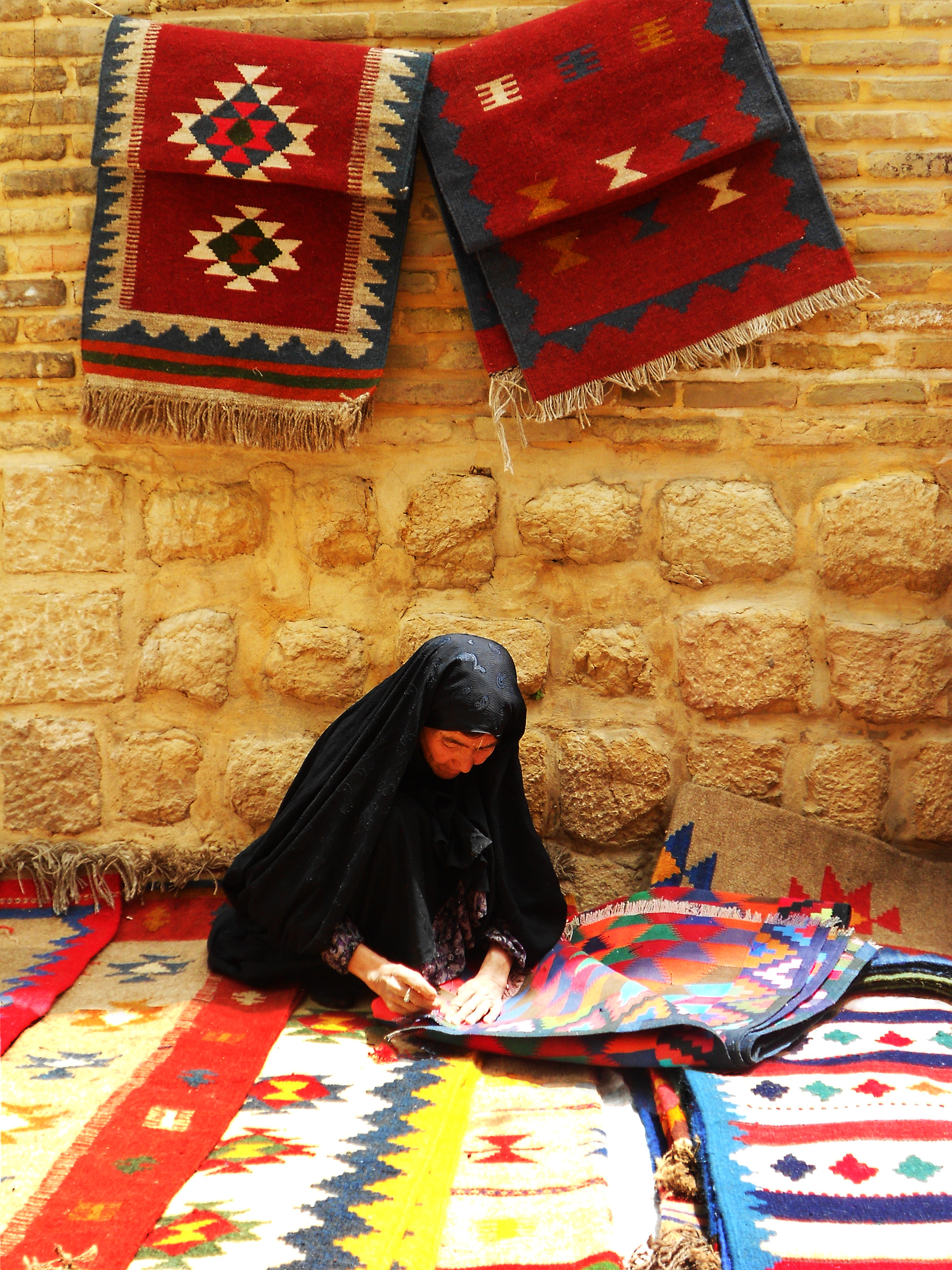
بافت و فروش گبه و گلیم
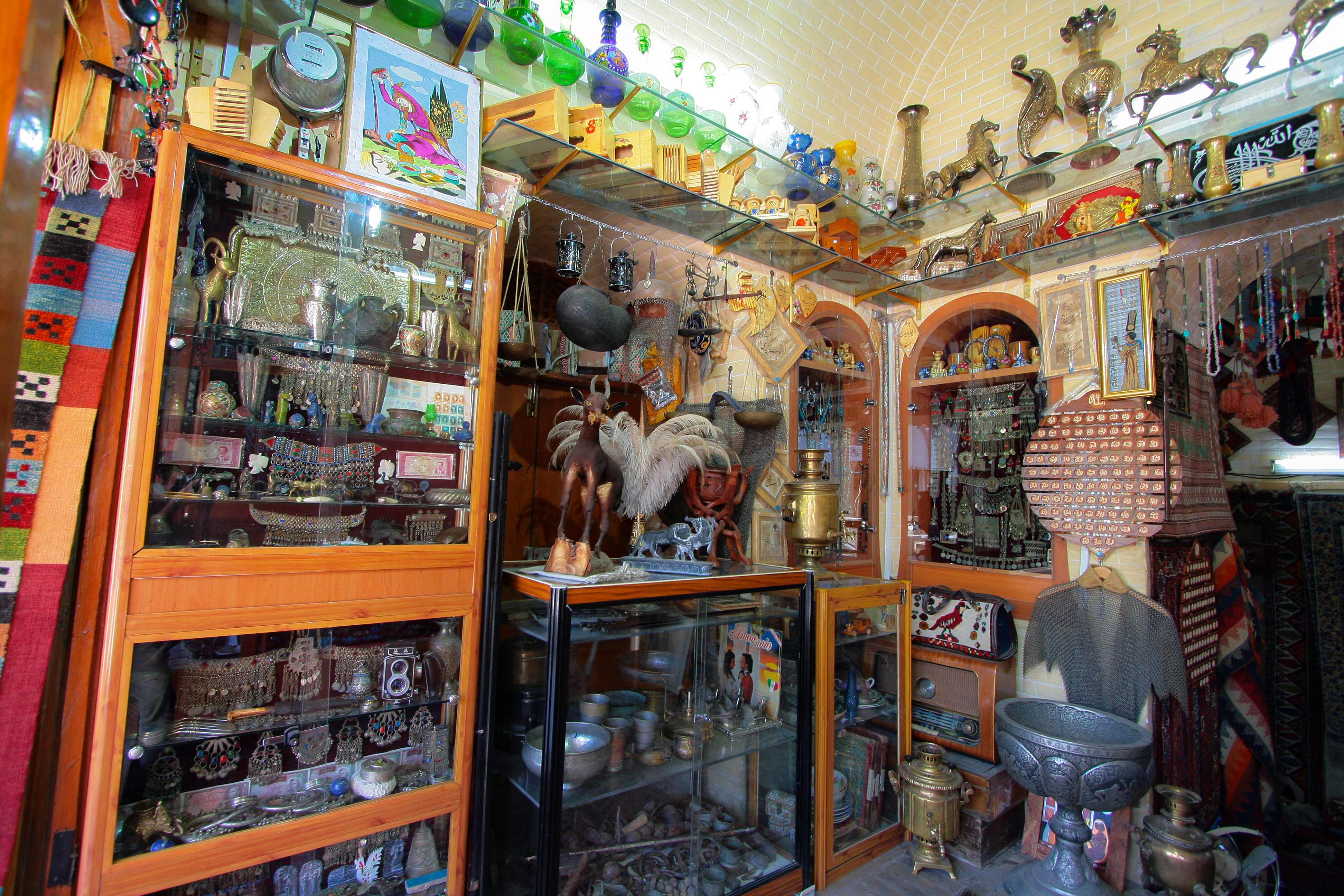
فلزکاری
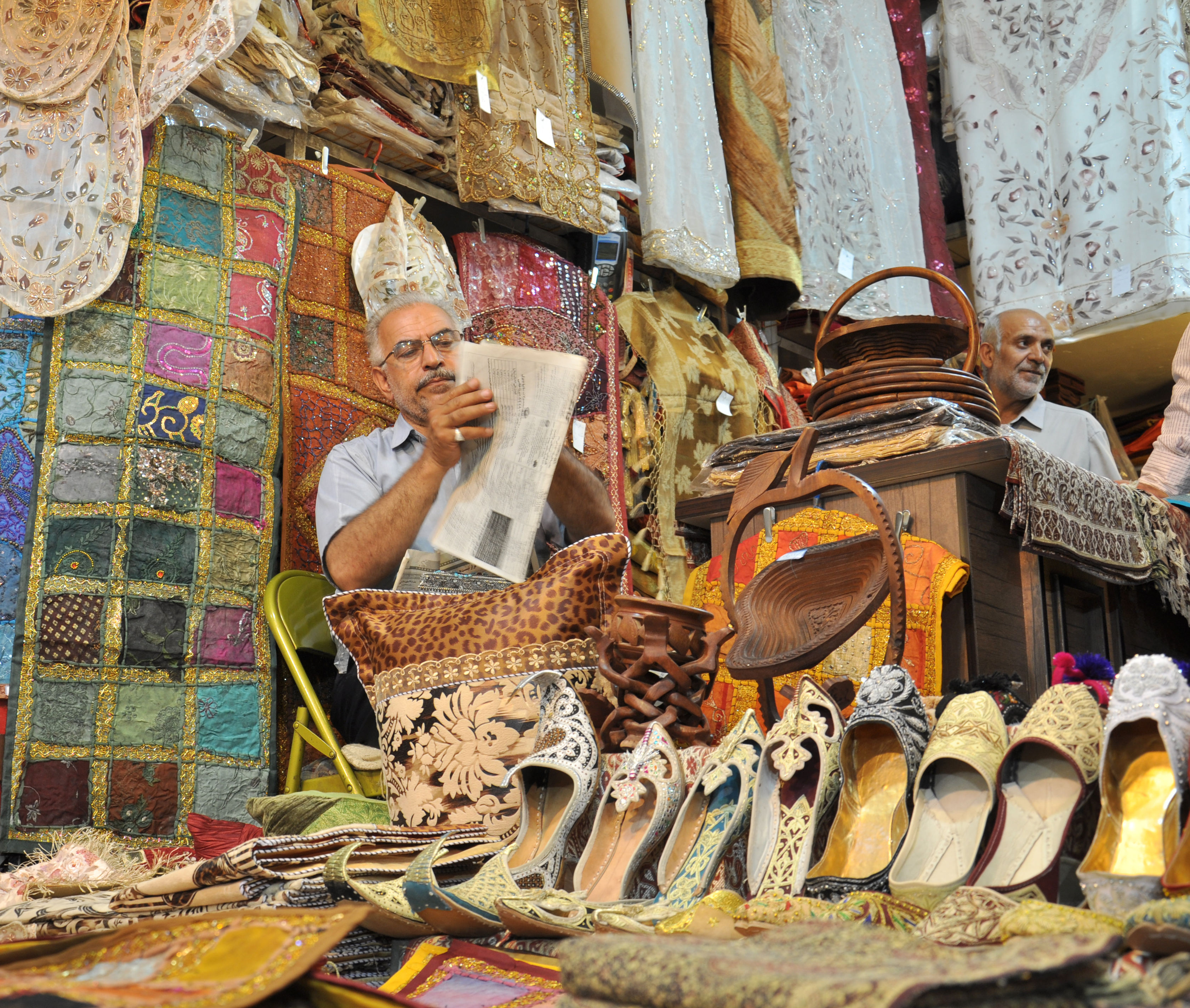
صنایع دستی چرم
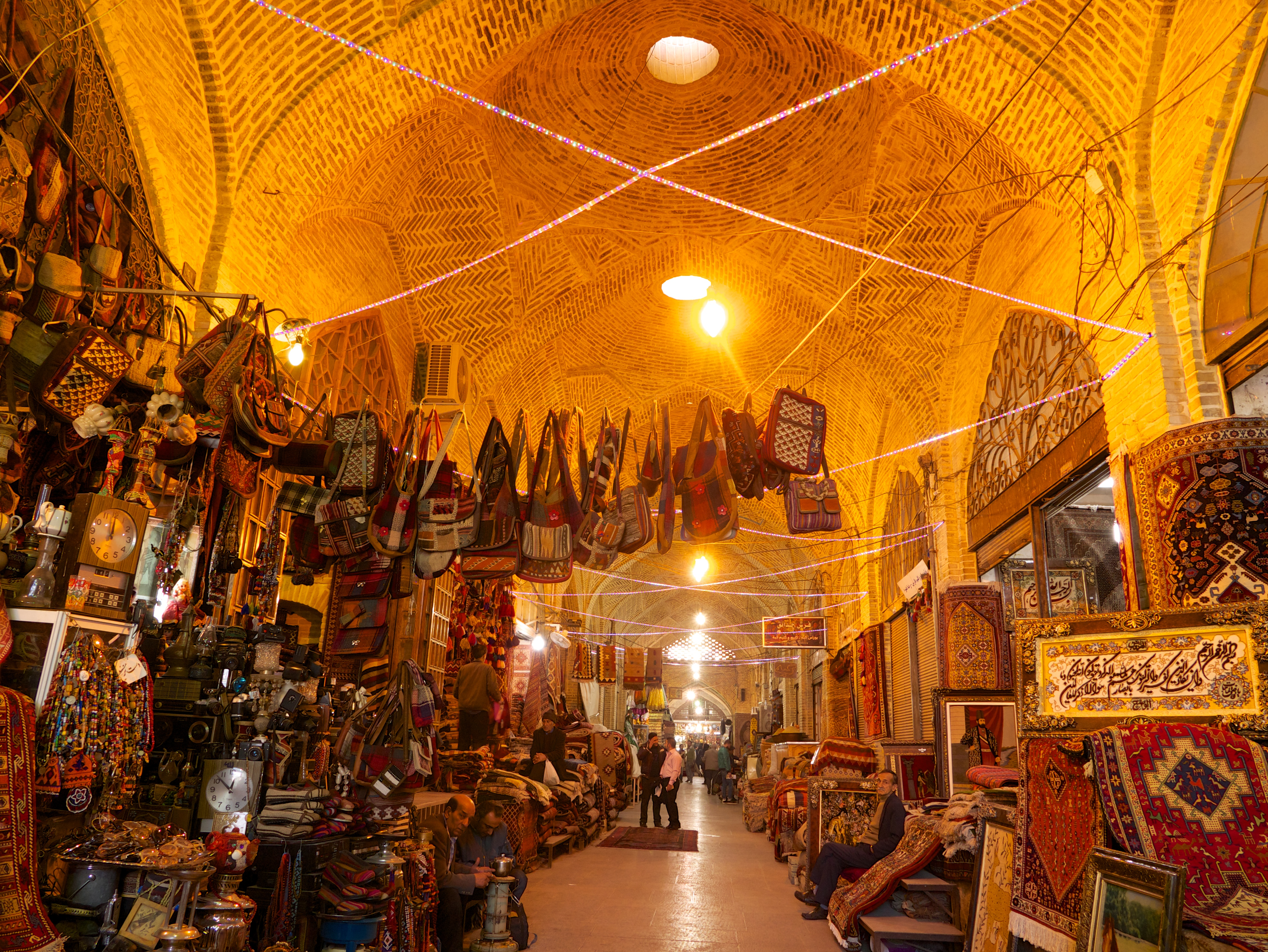
بازار وکیل مرکز صنایع دستی

### روز شیراز

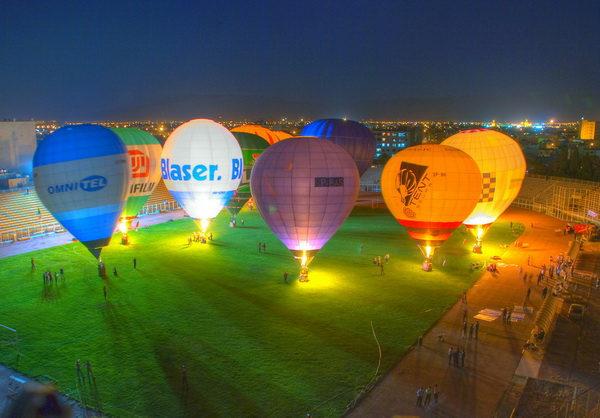
پرواز بالن‌های هوای داغ در روز شیراز (۱۳۸۹)

با تصویب شورای شهر شیراز و تأیید مجلس شورای اسلامی روز میانی بهار، ۱۵ اردیبهشت به نام روز شیراز نام‌گذاری شده‌است. به همین مناسبت، همه ساله برنامه‌های ویژه‌ای از طرف شهرداری شیراز، در این روز برگزار می‌گردد. به عنوان مثال در سال ۱۳۸۹ هجری خورشیدی برای اولین بار در ایران ۱۲ بالون هوای داغ به‌طور هم‌زمان بر فراز آسمان شیراز به پرواز درآمدند. به مناسبت هفته شیراز بالن‌هایی از کشورهای مختلف اروپایی توسط بالن‌سواران حرفه‌ای با حضور شهروندان شیرازی در آسمان شیراز پرواز کردند. بالن‌ها از ۲ منطقه استادیوم ورزشی حافظیه و دانشگاه علوم پزشکی شیراز برخاسته و پس از پروازی تقریباً ۲ ساعته بر فراز شهر شیراز، در نقاط مختلف فرود آمدند.

## جمعیت‌شناسی

### جمعیت

تغییرات جمعیت شیراز بین سال‌های ۱۳۳۵ تا ۱۳۹۵

در نخستین سرشماری رسمی ایران که در سال ۱۳۳۵ خورشیدی انجام گرفت، شهر شیراز با ۱۷۰٬۶۵۹ تن جمعیت ششمین شهر پرجمعیت ایران بود. در سرشماری سال ۱۳۵۵ خورشیدی این شهر با پیشی‌گرفتن بر آبادان به پنجمین شهر پرجمعیت ایران تبدیل شد؛ و تا سرشماری سال ۱۳۷۵ خورشیدی همین جایگاه را در اختیار داشت. در آخرین سرشماری انجام‌گرفته در سال ۱۳۸۵ خورشیدی، کرج با رشد سریع خود بر شیراز پیشی گرفت.
براساس سرشماری عمومی نفوس و مسکن سال ۱۳۹۵ خورشیدی، جمعیت شهرستان شیراز در این سال بالغ بر ۱٬۸۶۹٬۰۰۱ تن بوده‌است که از این تعداد ۹۴۲٬۴۴۴ تن مرد و ۹۲۶٬۵۵۷ تن زن بوده‌اند. همچنین تعداد خانوارهای ساکن این شهر، ۵۶۷٬۵۶۷ خانوار بوده‌است که از این تعداد ۱٬۵۶۵٬۵۷۲ تن در شهر شیراز زندگی می‌کنند.
| مردان  | سن          | زنان   |
| ------ | ----------- | ------ |
| ۵۰٬۹۲۲ | بیشتر از ۶۵ | ۴۹٬۴۸۰ |
| ۳۰٬۷۸۵ | ۶۰–۶۴       | ۲۹٬۷۵۴ |
| ۳۹٬۱۰۲ | ۵۵–۵۹       | ۳۸٬۱۵۹ |
| ۴۴٬۶۲۳ | ۵۰–۵۴       | ۴۳٬۹۵۰ |
| ۵۰٬۸۲۰ | ۴۵–۴۹       | ۵۰٬۹۵۷ |
| ۵۳٬۱۸۹ | ۴۰–۴۴       | ۵۳٬۹۶۱ |
| ۷۱٬۴۹۴ | ۳۵–۳۹       | ۷۳٬۶۱۷ |
| ۹۱٬۹۹۵ | ۳۰–۳۴       | ۹۵٬۲۴۰ |
| ۸۱٬۱۳۸ | ۲۵–۲۹       | ۸۴٬۸۴۵ |
| ۶۰٬۹۴۶ | ۲۰–۲۴       | ۵۹٬۶۶۳ |
| ۵۱٬۷۷۴ | ۱۵–۱۹       | ۴۸٬۸۷۲ |
| ۴۹٬۸۹۹ | ۱۰–۱۴       | ۴۷٬۷۲۳ |
| ۵۴٬۴۲۷ | ۵–۹         | ۵۲٬۲۸۰ |
| ۵۴٬۳۳۶ | ۰–۴         | ۵۱٬۶۲۱ |

### دین
بیشتر ساکنان شیراز مسلمان و شیعه دوازده امامی هستند. دیگر جوامع مذهبی این شهر اهل سنت، بهائیان، زرتشتیان، مسیحیان و یهودیان هستند. طبق سرشماری سال ۱۳۹۵ اقلیت‌های رسمی استان فارس شامل ۵۸۸۰ مسیحی، ۲۸۱۶ یهودی و ۸۳۹ زرتشتی بودند که بیشتر آن‌ها در شیراز زندگی می‌کنند. این شهر همچنین دارای جمعیت بهایی قابل توجهی است و از این نظر دومین شهر کشور پس از تهران به‌شمار می‌رود. طی یک پژوهش شیراز سکولارترین شهر ایران معرفی شد.
شیراز دارای یک جامعه برجسته یهودی است که جمعیت آن‌ها تا ۶ هزار نفر نیز برآورد شده‌است؛ گرچه بیشتر آن‌ها در دهه‌های اخیر به آمریکا و اسرائیل مهاجرت کرده‌اند. یهودیان در شیراز در گذشته در محله جودها (کلیمیان) ساکن بودند و امروزه دارای ۱۷ کنیسه در نقاط مختلف شهر هستند که کنیسه ربیع‌زاده بزرگ‌ترین آن‌هاست. این شهر در کنار تهران و اصفهان یکی از معدود شهرهای ایران با جمعیت قابل توجه یهودی و بیش از یک کنیسه فعال است.
شیراز پس از تهران، یزد و کرمان میزبان بزرگ‌ترین گروه زرتشتیان ایران است. زرتشتیان شیراز در گذشته در میان اقلیت‌های مذهبی این شهر از جایگاه خاصی برخوردار بودند. آن‌ها از زمان اسلام آوردن بیشینه اهالی شهر تا حدود دوره صفویه بزرگ‌ترین اقلیت دینی شیراز به‌شمار می‌رفتند اما امروزه از نظر جمعیت کوچک‌ترین آن‌هایند. امروزه یک آتشکده در شیراز فعال است که آیین‌های مزدیسنا در آن برگزار می‌شود.
مسیحیان شیراز در گذشته بیشتر از ارامنه بودند و در محله ارمنی‌ها متمرکز بودند اما در سده‌های ۱۹ و ۲۰ میلادی  به‌دلیل فعالیت‌های تبلیغاتی مسیحی گروه‌های کوچکی از مسیحیان فرقه پروتستان مانند انگلیکن و پرسبیتری در شیراز پدید آمدند. هم‌اکنون دو کلیسای فعال در شیراز وجود دارد؛ کلیسای مریم مقدس وابسته به کلیسای حواری ارمنی و کلیسای شمعون غیور وابسته به کلیسای انگلیکن.

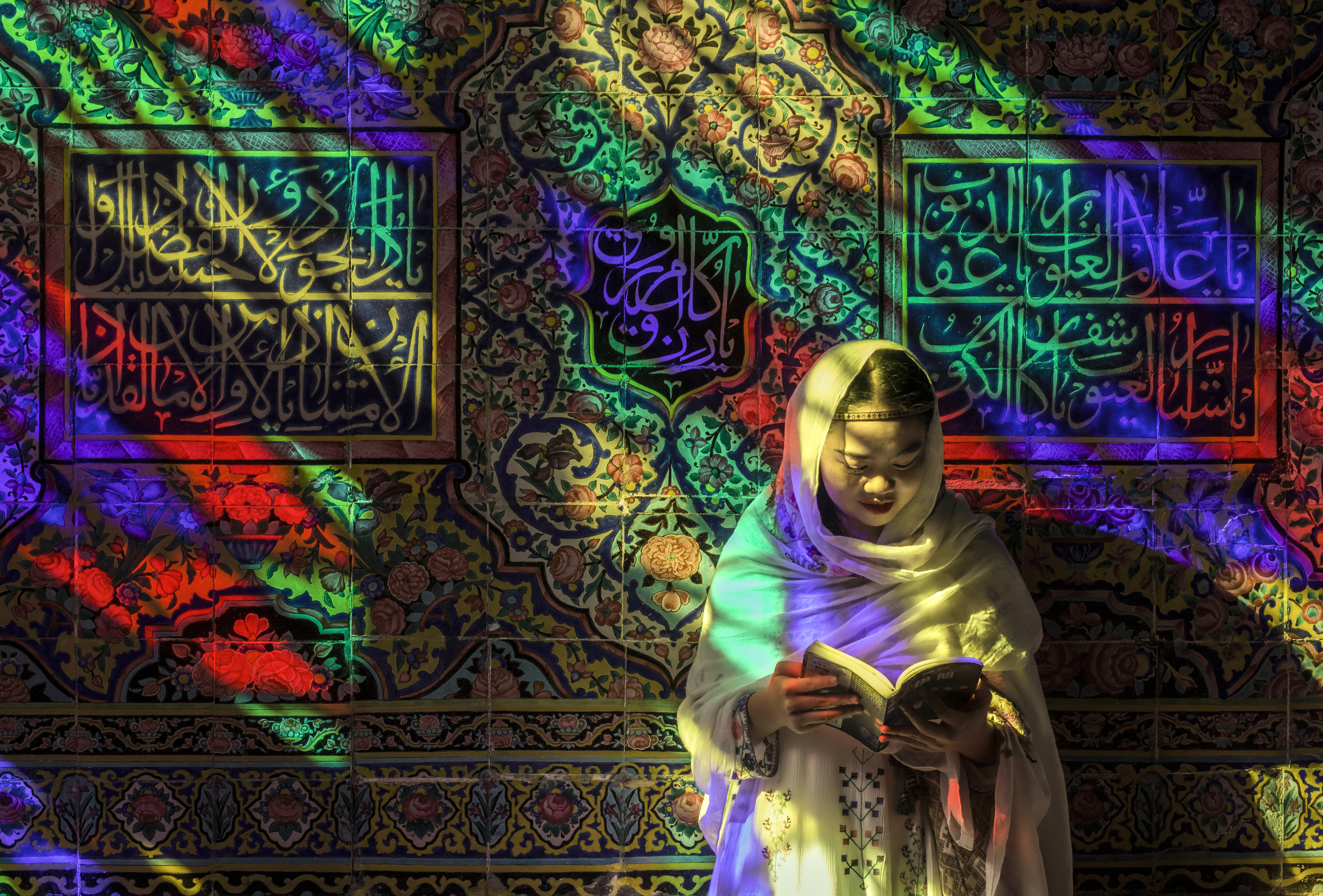
مسجد نصیرالملک
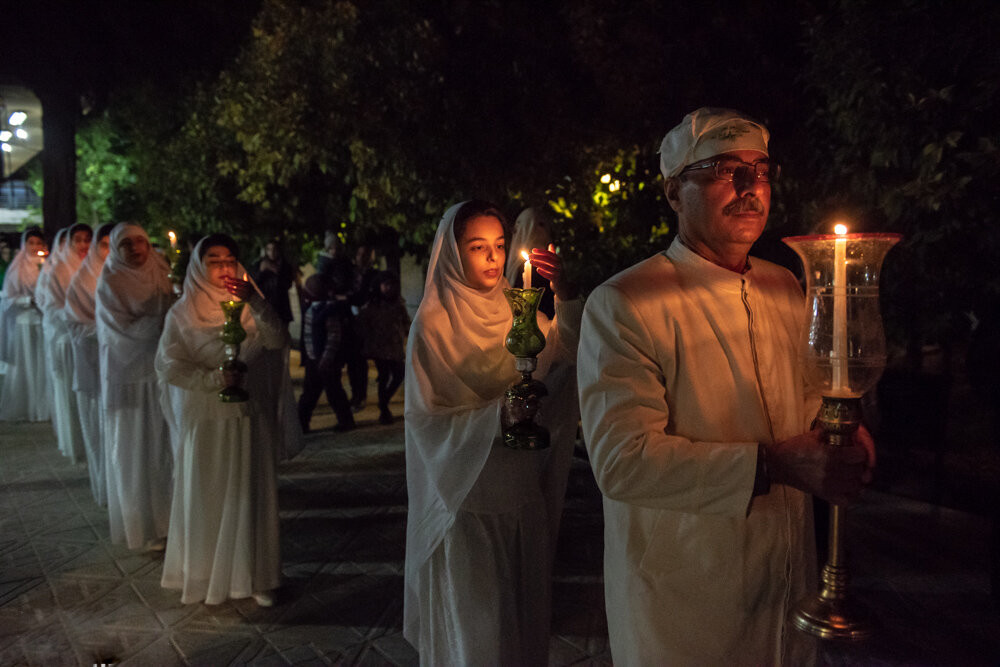
جشن سده در آتشکده زرتشتیان
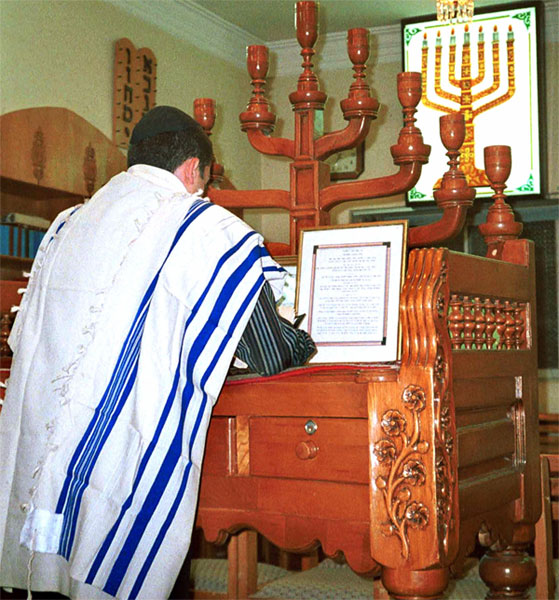
کنیسه ربیع‌زاده
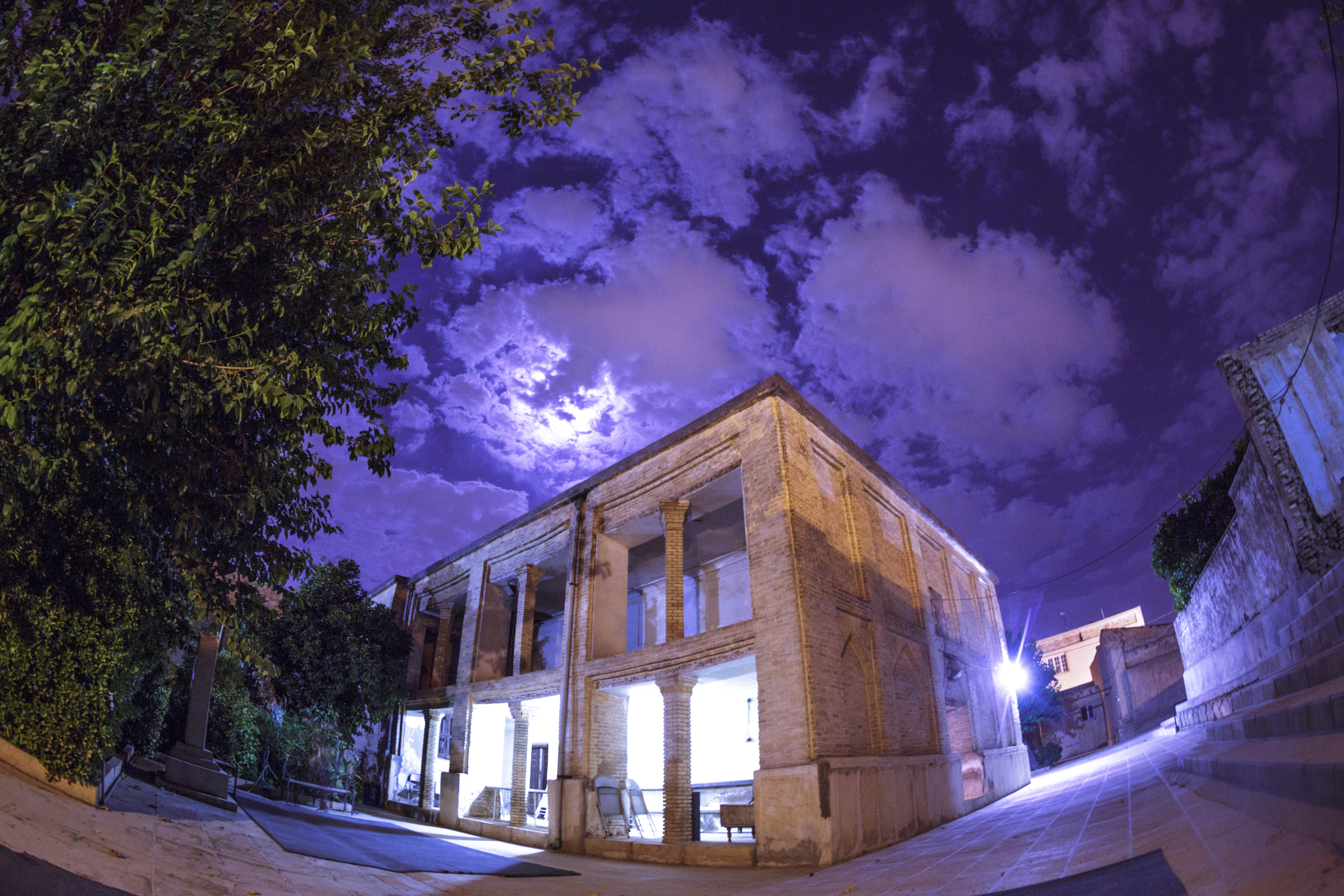
کلیسای مریم مقدس

### زبان
مردم شیراز زبان فارسی را با لهجه شیرازی تکلم می‌کنند. لهجه شیرازی دارای ۲۳ همخوان /P/ , /b/ , /f/ , /v/ , /t/ , /d/ , /k/ , /g/ , /q/ , /c/ , /j/ , /s/ , /z/ , /s/ , /z/ , /m/ , /n/ , /l/ , /r/ , /h/ , /x/ , /?/ , /y/ و ۹ واکه ساده /a/ , /a:/ , /e/ , /e:/ , /o/ , /o:/ , /a/ , /i/ , /u/ و ۵ واکه مرکب /y/ , /ay/ , /ou/ , /ey/ , /ow/ است و ساخت هجایی آن cvc(c) است. تحقیقات در مورد وضع حاضر لهجه شیرازی نشان می‌دهد که در میان شیرازیان میزان آشنایی با این لهجه در سنین بالاتر بیشتر است. در میان بانوان میزان آشنایی زنان خانه‌دار و در میان مردان، کسانی که کار آزاد دارند آشنایی بیشتری با این لهجه دارند. ظهور دو شاعر بزرگ فارسی نو، حافظ و سعدی، باعث تأثیرپذیری تمام جنبه‌های زندگی مردم شیراز از عصر مغول به پس از آثار این شاعران شد. به‌گونه‌ای که باعث افول گویش پیشین مردمان این شهر و حکم‌فرما شدن فارسی نو در این شهر شد.
طی پژوهشی که شرکت پژوهشگران خبره پارس به سفارش شورای فرهنگ عمومی در سال ۸۹ انجام داد و براساس یک بررسی میدانی و یک جامعه آماری از میان ساکنان ۲۸۸ شهر و حدود ۱۴۰۰ روستای سراسر کشور، درصد اقوامی که در این نظر سنجی نمونه‌گیری شد در شیراز به قرار زیر بود:
نظرسنجی سال ۱۳۸۹
| اقوام کلان‌شهر شیراز | اقوام کلان‌شهر شیراز | اقوام کلان‌شهر شیراز | اقوام کلان‌شهر شیراز | اقوام کلان‌شهر شیراز |
| ------------------- | ------------------- | ------------------- | ------------------- | ------------------- |
| قومیت               | قومیت               |                     | درصد                | درصد                |
| فارس                | فارس                |                     | ۸۳٫۲٪               | ۸۳٫۲٪               |
| قشقایی              | قشقایی              |                     | ۹٫۳٪                | ۹٫۳٪                |
| لر                  | لر                  |                     | ۶٪                  | ۶٪                  |
| بلوچ                | بلوچ                |                     | ۰٫۷٪                | ۰٫۷٪                |
| کرد                 | کرد                 |                     | ۰٫۴٪                | ۰٫۴٪                |
| عرب                 | عرب                 |                     | ۰٫۴٪                | ۰٫۴٪                |

## گردشگری

### جاذبه‌های تاریخی
شیراز به عنوان یکی از مهم‌ترین مراکز گردشگری و توریستی ایران مطرح بوده و با جاذبه‌های تاریخی فراوان برای گردشگران داخلی و خارجی شناخته شده‌است.
از جاذبه‌های تاریخی شهر شیراز می‌توان به آتشکدهٔ صمیکان، آرامگاه حافظ، آرامگاه خواجوی کرمانی، آرامگاه سعدی، ارگ کریم‌خان، باغ جهان‌نما، باغ ارم، باغ تخت، باغ چهل‌تن، باغ دلگشا، باغ عفیف‌آباد، باغ نارنجستان قوام، باغ هفت‌تن، خانه صالحی، چاه مرتاض علی، حمام باغ نشاط، عمارت باغ ایلخانی، عمارت باغ نشاط، عمارت دیوانخانه، عمارت کلاه‌فرنگی باغ نظر، مسجد نصیرالملک، قصر ابونصر، قلعهٔ کک‌ها، مدرسهٔ آقاباباخان، مدرسهٔ خان، موزهٔ پارس، موزهٔ هفت‌تنان و نقش برجسته بهرام در برم دلک اشاره کرد.
در سال ۱۳۷۴ در پروژه بین الحرمین ۷ هکتار از بافت تاریخی شیراز که متشکل از ۸۷ خانه تاریخی، مسجد و مدرسه تاریخی بود تخریب شد. هم‌اکنون نیز تصمیم بر این است که تحت همان پروژه ۵۷ هکتار دیگر بدون در نظر گرفتن آثار و بناهای ارزشمند تاریخی تخریب و جایش را به پاساژهای تجاری بدهد.

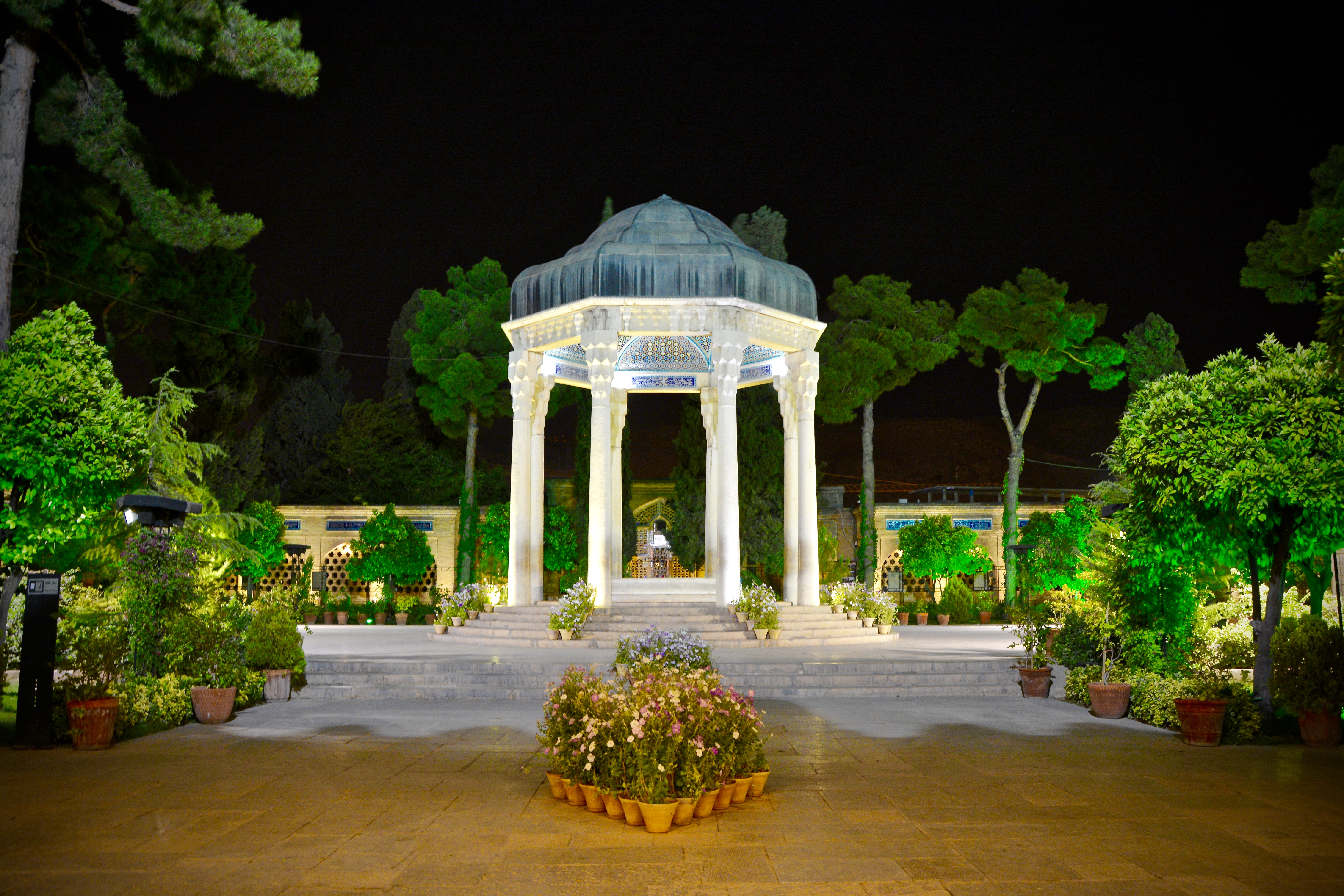
حافظیه
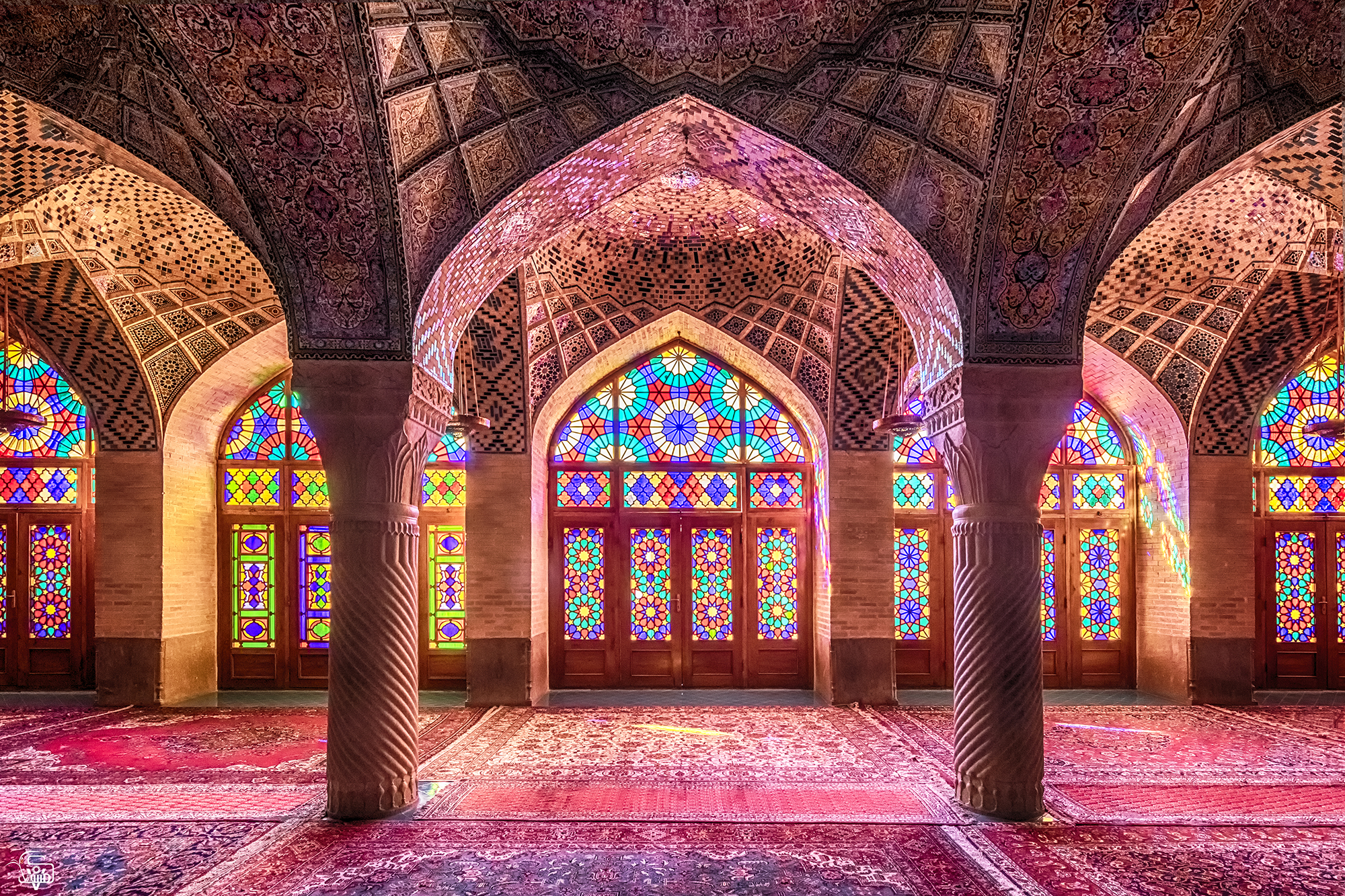
مسجد نصیرالملک
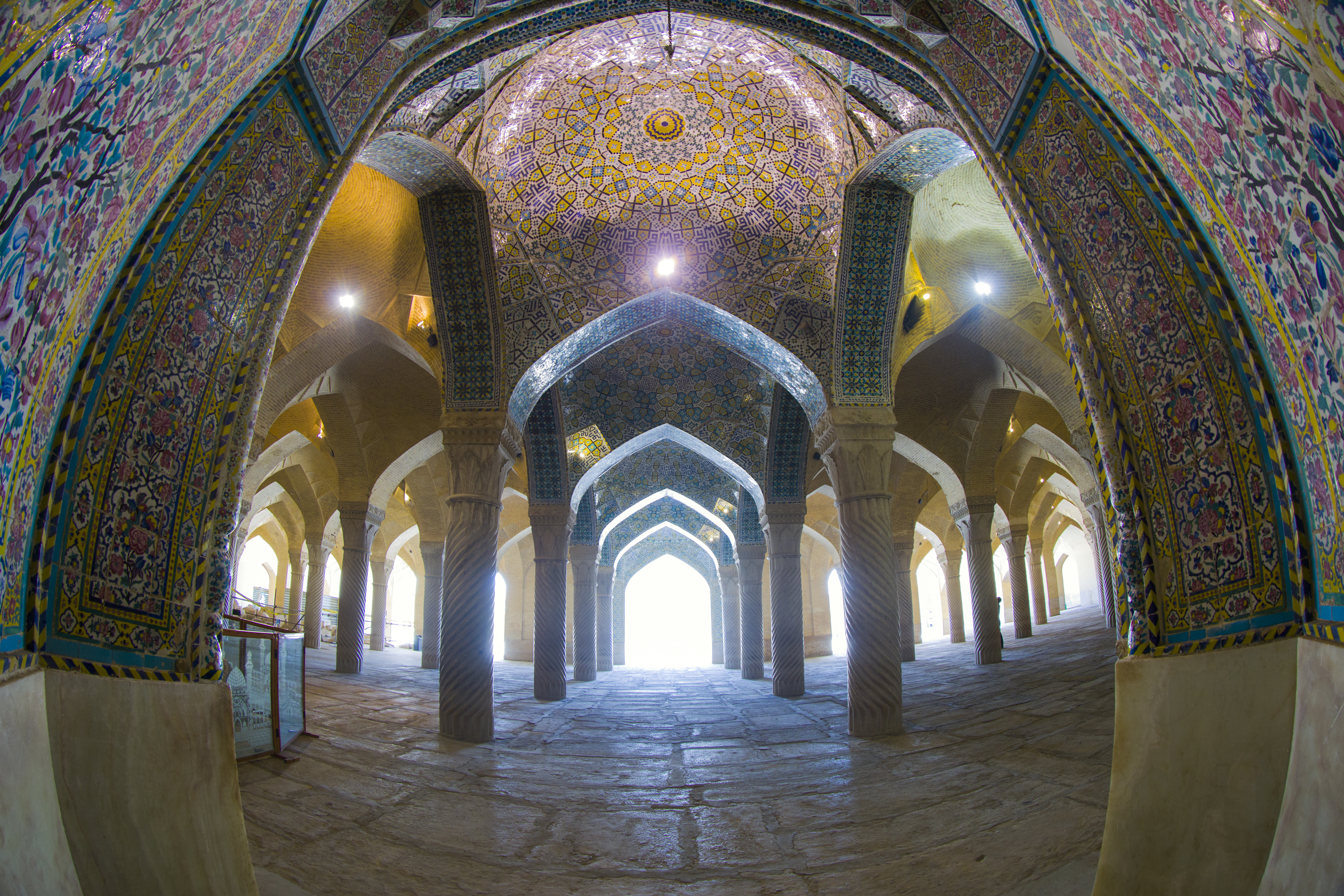
مسجد وکیل
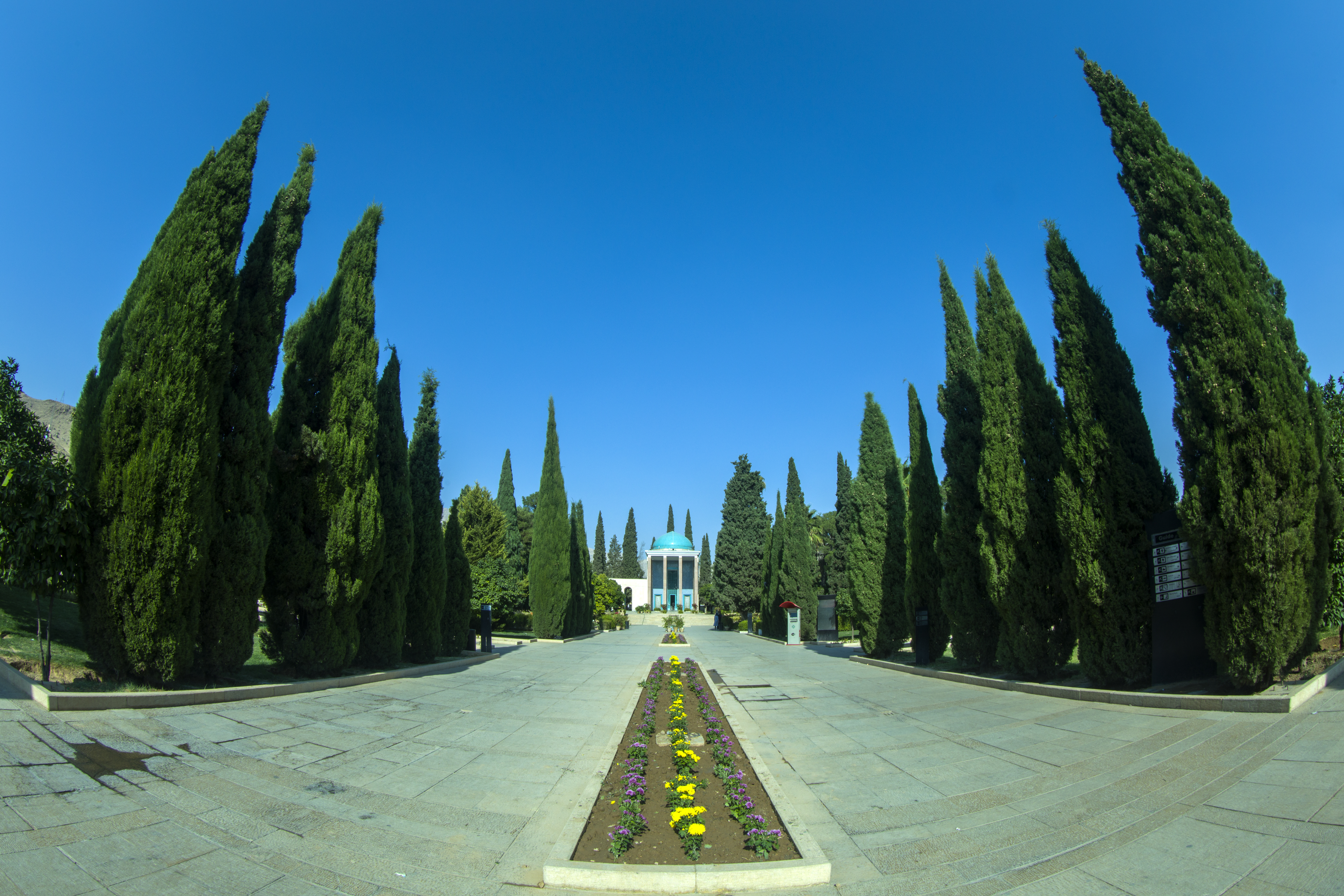
سعدیه
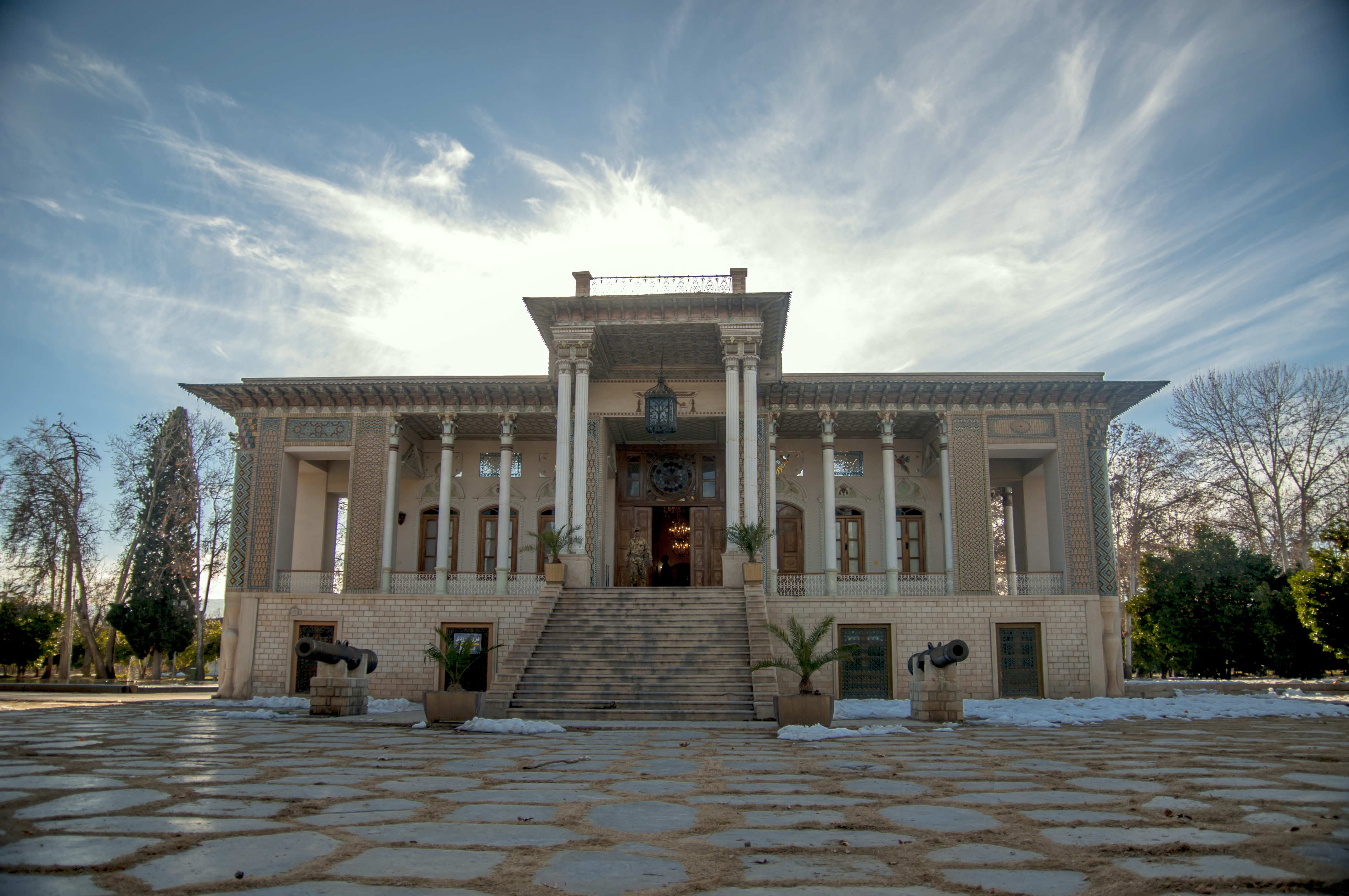
باغ عفیف‌آباد
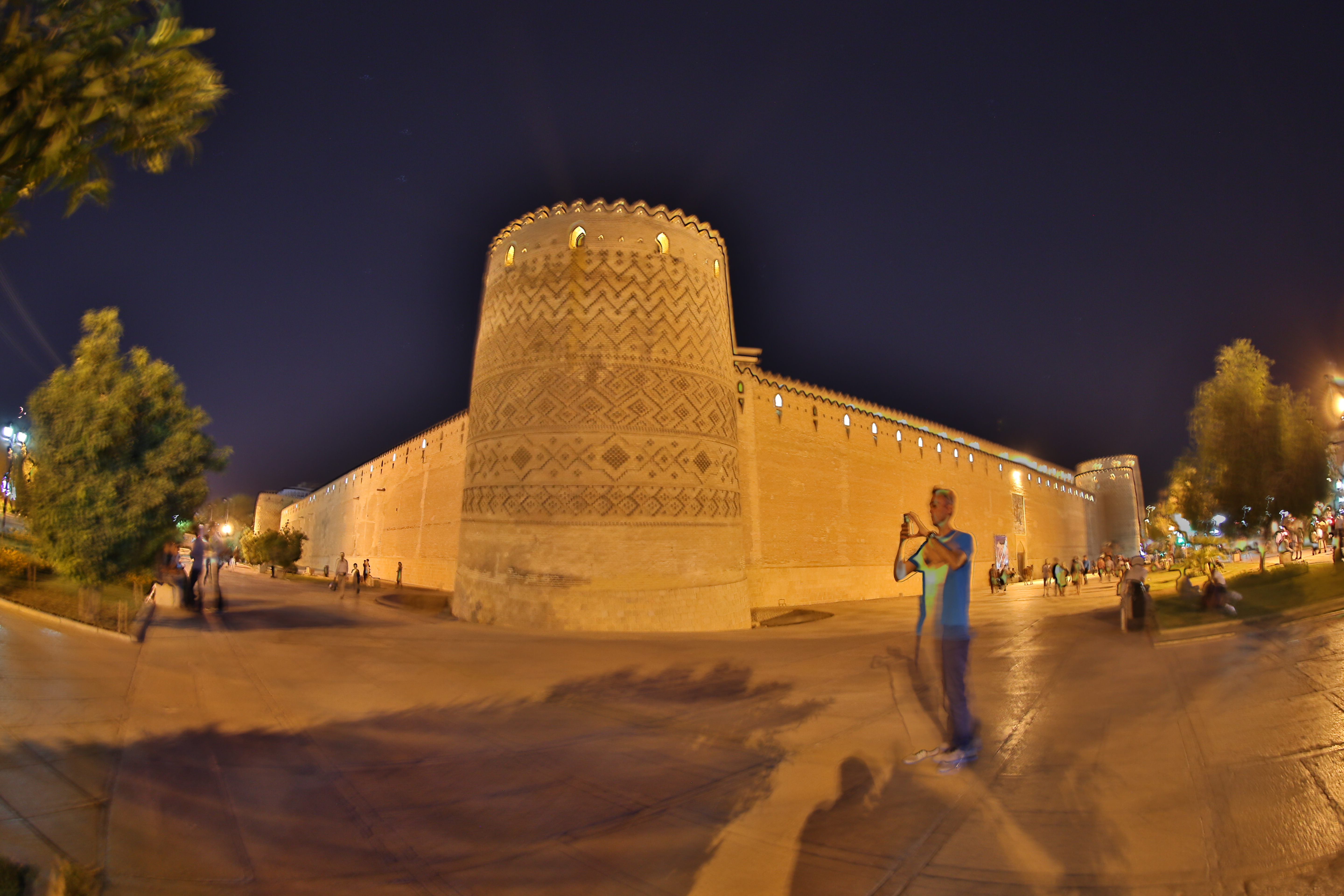
ارگ کریم‌خان
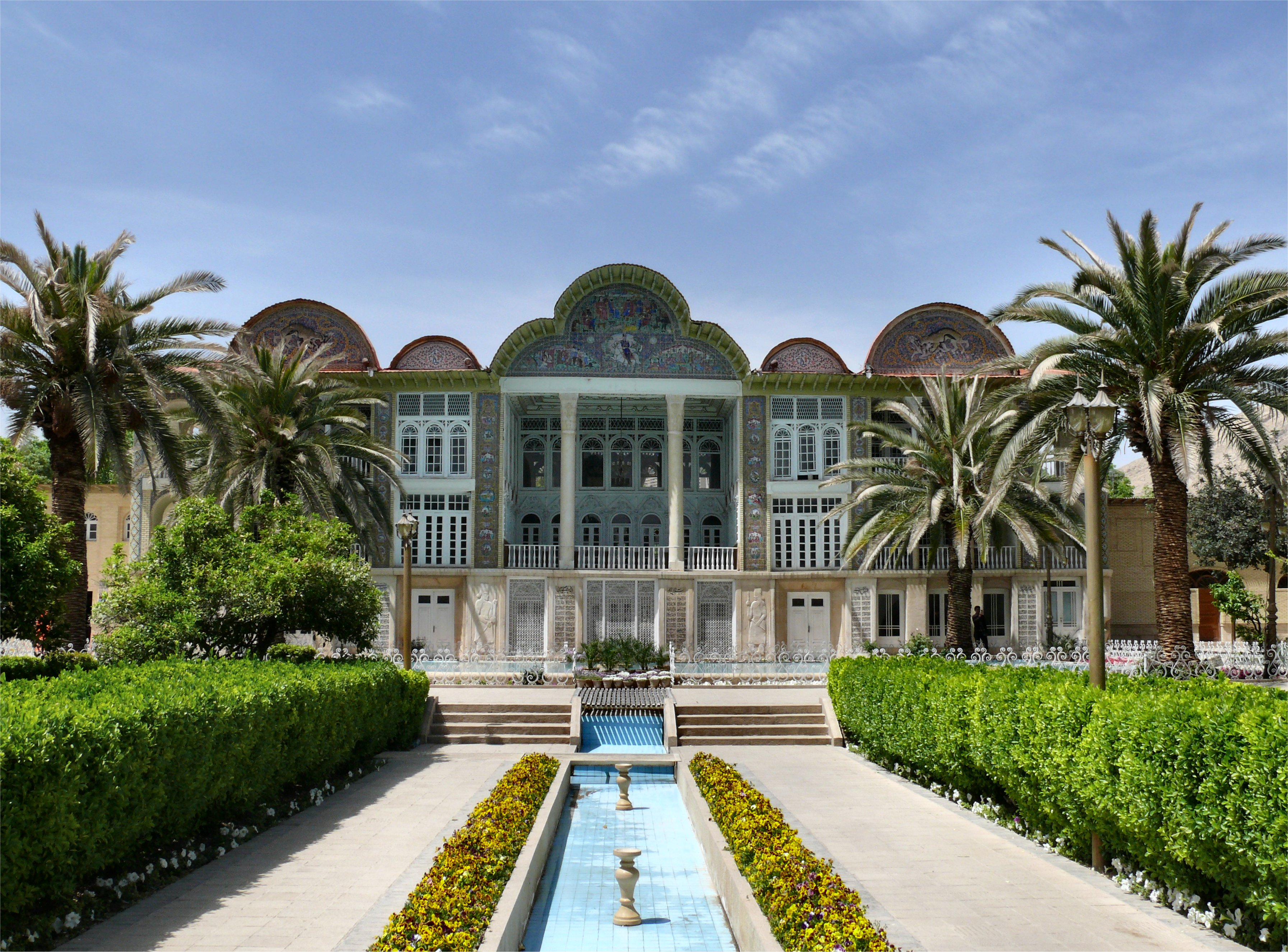
باغ ارم
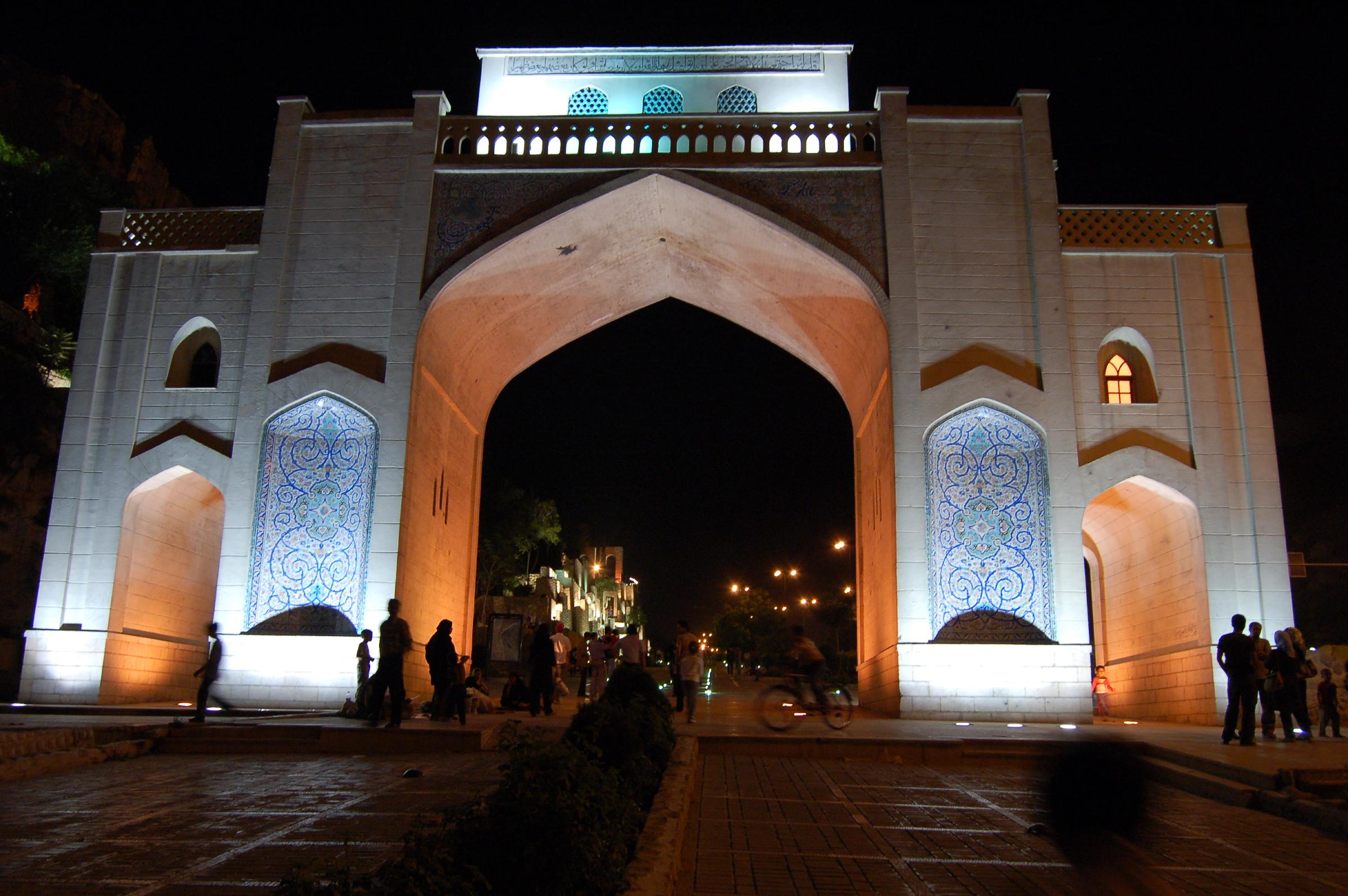
دروازه قرآن

### جاذبه‌های طبیعی
از جاذبه‌های طبیعی شهر شیراز می‌توان به باغ‌وحش شیراز، باغ گل‌های شیراز، آبشار کوهمره سرخی، برم‌دلک، پارک قلعه‌بندر، پارک ملی بمو، باغ پرندگان شیراز، پیربناب، چشمهٔ جوشک، چشمهٔ خارگان، چشمهٔ ریچی، دریاچهٔ دشت ارژن، دریاچهٔ مهارلو، رکن‌آباد، رودخانهٔ قره‌آغاج، روستای قلات، کوه سبزپوشان، گردشگاه آتشکده، گردشگاه چاه‌مسکی، گردشگاه چشمه سلمانی و گردشگاه هفت‌برم اشاره کرد.
چشمه‌های طبیعی موجود در اطراف شیراز هم از جهت آب‌درمانی و هم از جهت جذب گردشگر برای صنعت گردشگری استان فارس از اهمیت ویژه‌ای برخوردار هستند و صنعت گردشگری این استان را رونق می‌بخشند.

### جاذبه‌های مذهبی
مقبره امام‌زادگان متعددی که در شیراز وجود دارد، در طول سده‌ها ساختار اجتماعی و اقتصادی این شهر را شکل داده‌است. گفته می‌شود که در زمان مأمون خلیفهٔ عباسی، تعدادی از فرزندان و نوادگان موسی بن جعفر – امام هفتم شیعیان – به شیراز پناه آورده بودند. برطبق روایت‌های مختلف، آنان به مرگ طبیعی درگذشتند یا توسط حاکم عباسی کشته شدند. پس از سال‌ها تعدادی از این مزارها شناسایی شدند و زیارتگاه شیعیان قرار گرفتند. برخی از این امام‌زادگان -همچون علی بن حمزه- در دورهٔ آل بویه شناسایی شدند؛ ولی برای بعضی دیگر – مانند شاه‌چراغ – حدود چهارصد سال زمان لازم بود تا توسط حکمرانان سَلغُری شیراز شناسایی شوند. شناسایی بیشتر این مزارها بیش از آن‌که براساس شواهد و سندهای تاریخی باشد، بر مبنای احادیث و روایات اسلامی بوده‌است.
خانه باب، مهم‌ترین زیارت‌گاه بهائیان در ایران بود، در ۱۰ شهریور ۱۳۵۸ و در جریان حوادث بعد از انقلاب ایران تخریب شد.

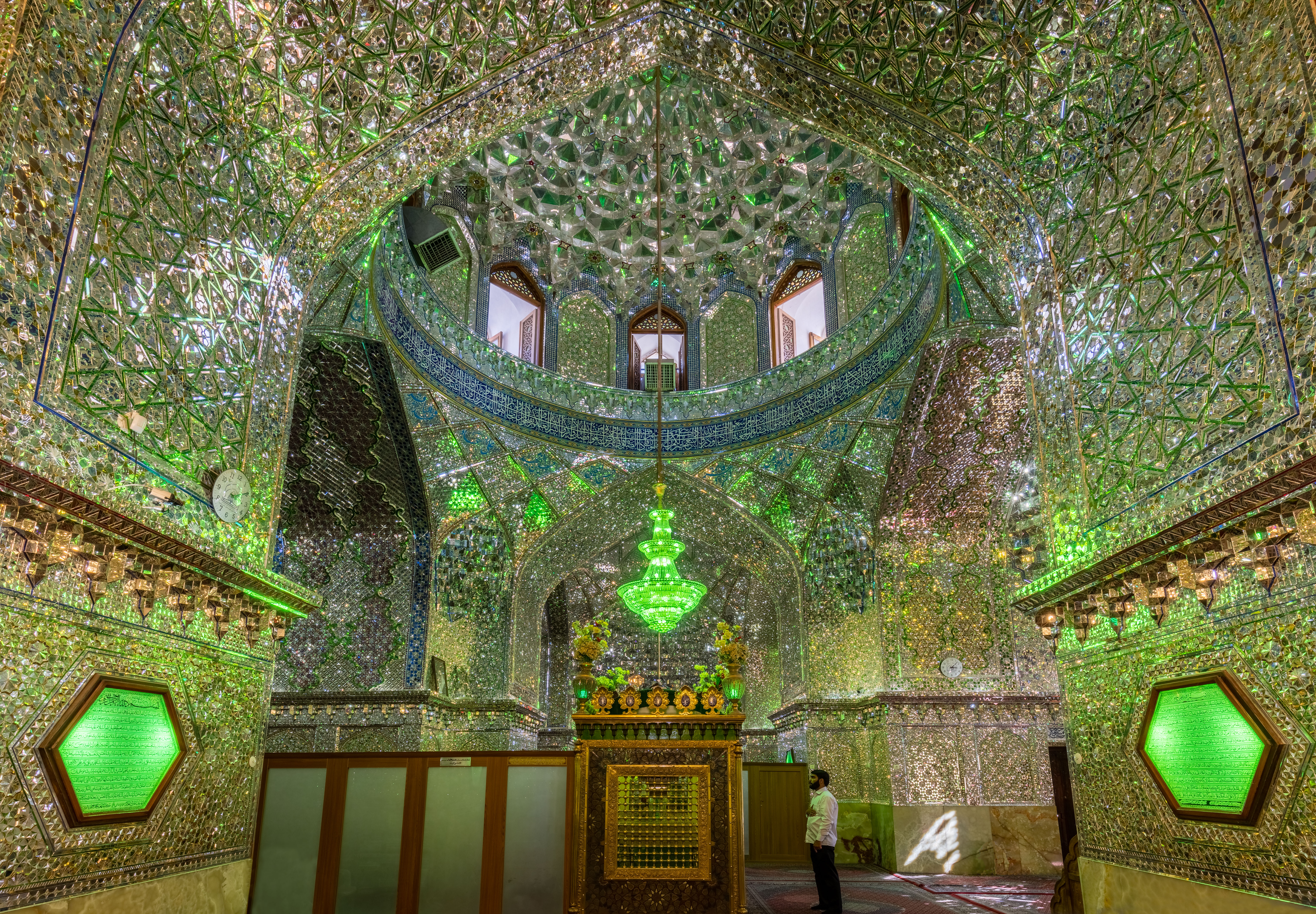
علی بن حمزه
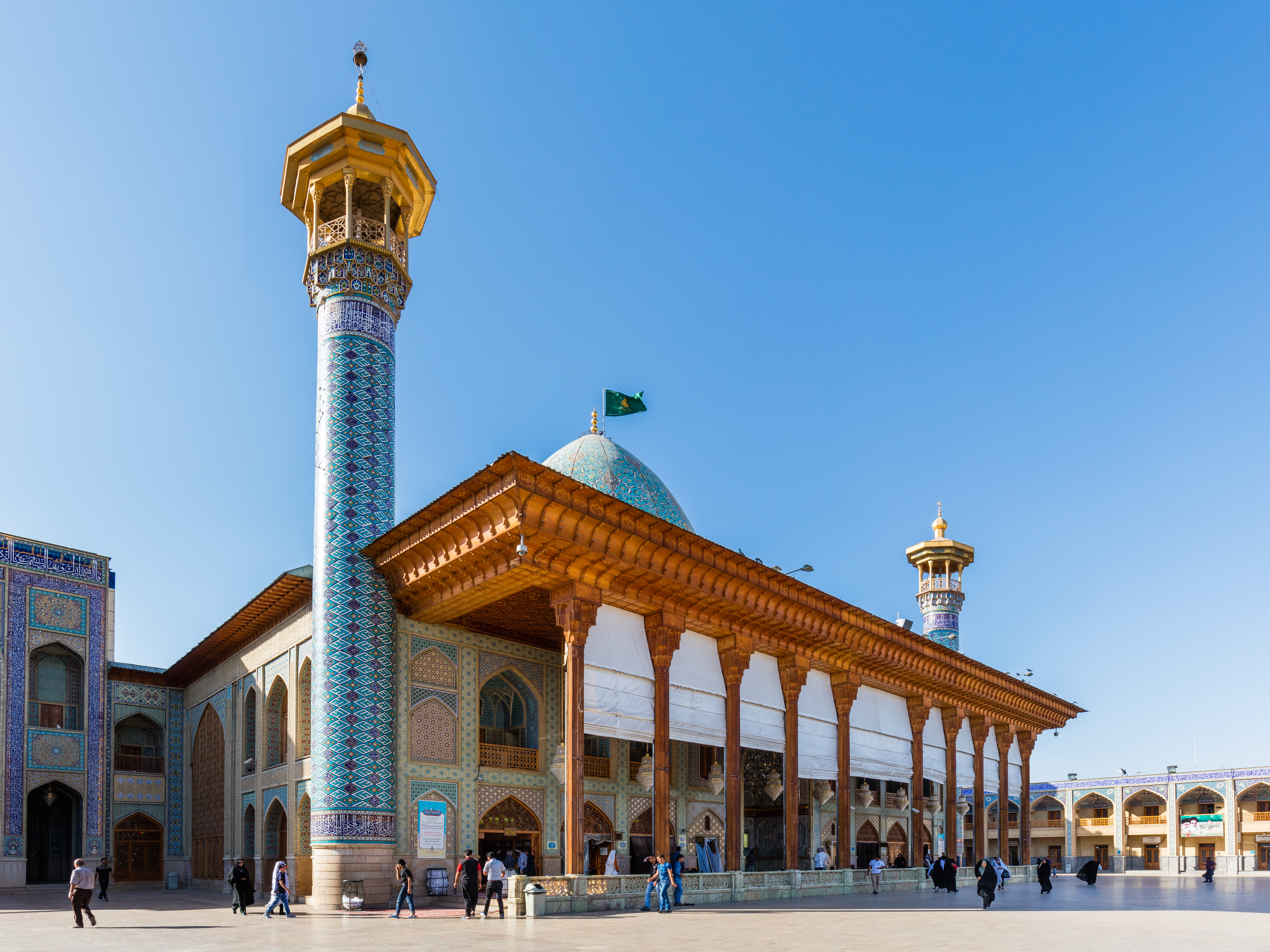
شاه‌چراغ
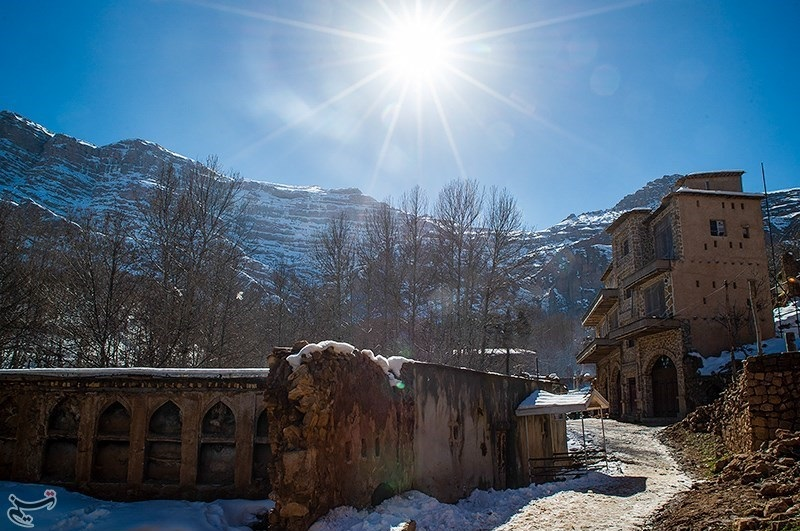
روستای گردشگری قلات
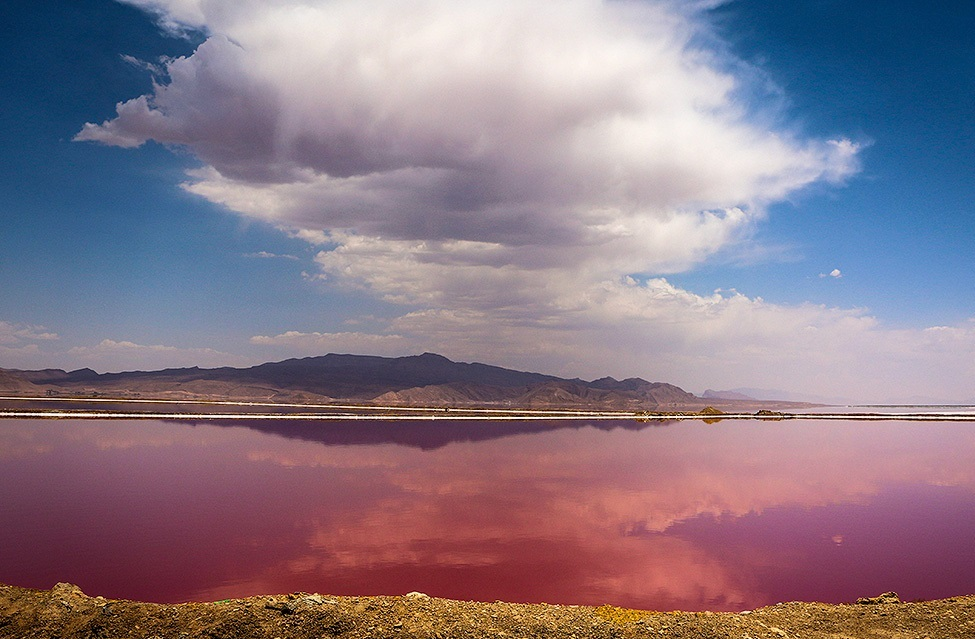
دریاچهٔ مهارلو

### فضای سبز
سرانه فضای سبز در شیراز در سال ۱۳۸۷ برابر با ۱۲٫۷ متر مربع به ازای هر تن است. هم‌اکنون در شهر شیراز ۱۱۸ پارک فعالیت می‌کنند که این تعداد شامل ۴۸ پارک شهری و ۷۰ پارک محله‌ای است که از این جهت مساحت کل پارک‌ها در شیراز ۲٬۱۷۰٬۵۵۰ متر مربع است که از این میزان ۱۲۸٬۰۴۴ متر مربع متعلق به پارک‌های محله‌ای و ۲٬۰۴۲٬۵۰۶ متر مربع متعلق به پارک‌های شهری است و همچنین پارک آزادی با ۲۰۴٬۱۹۱ متر مربع مساحت بزرگ‌ترین پارک شیراز محسوب می‌شود.
پارک کوهستانی دراک یکی از بزرگ‌ترین بوستان‌های ایران است که در شهر شیراز و در دامنه کوه دراک در شمال غرب این شهر قرار دارد. فاز اول این بوستان در تابستان ۱۳۹۶ گشایش یافت. در این پارک مسیر مناسب‌سازی شده‌ای برای پیمایش کوه وجود دارد. همچنین هوای تمیز پارک و چشم‌انداز زیبایی که از کوه دراک به شهر و طبیعت اطراف آن دیده می‌شود که یکی از جاذبه این پارک است

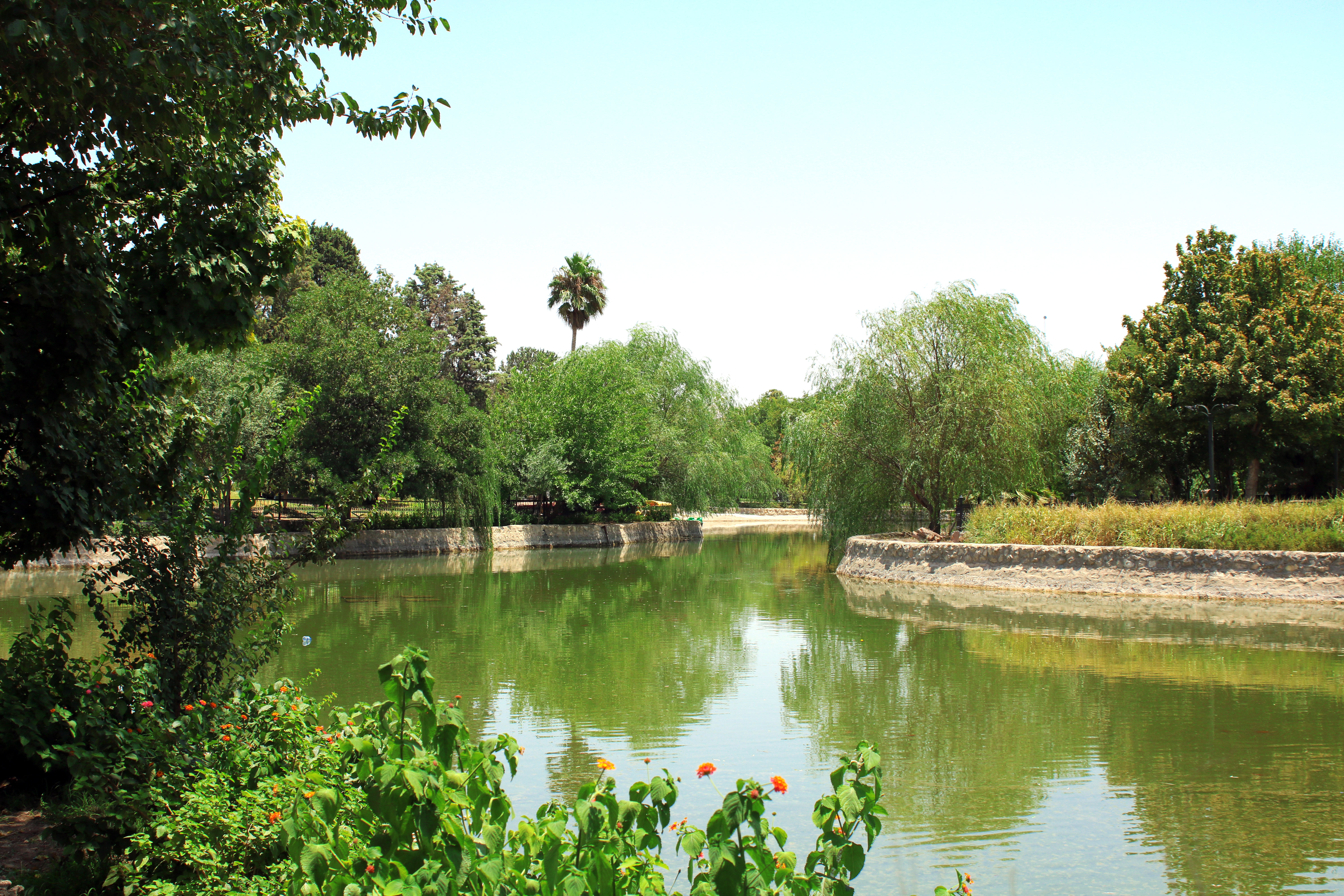
بوستان آزادی
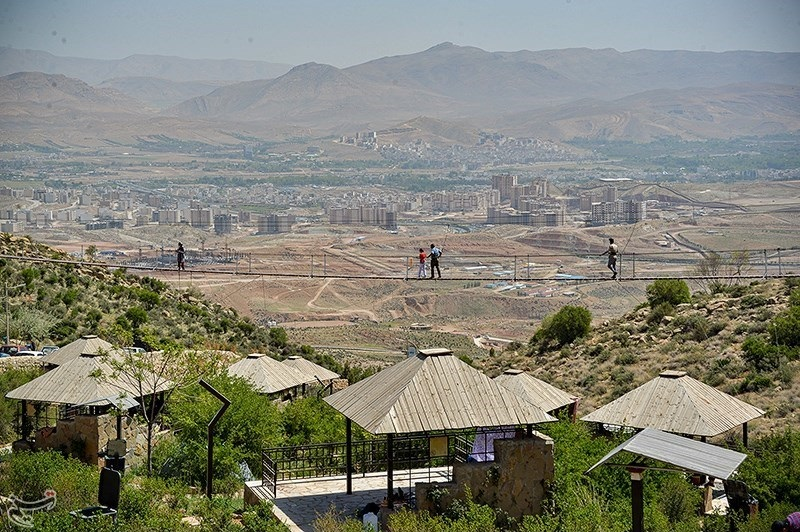
پارک کوهستانی دراک
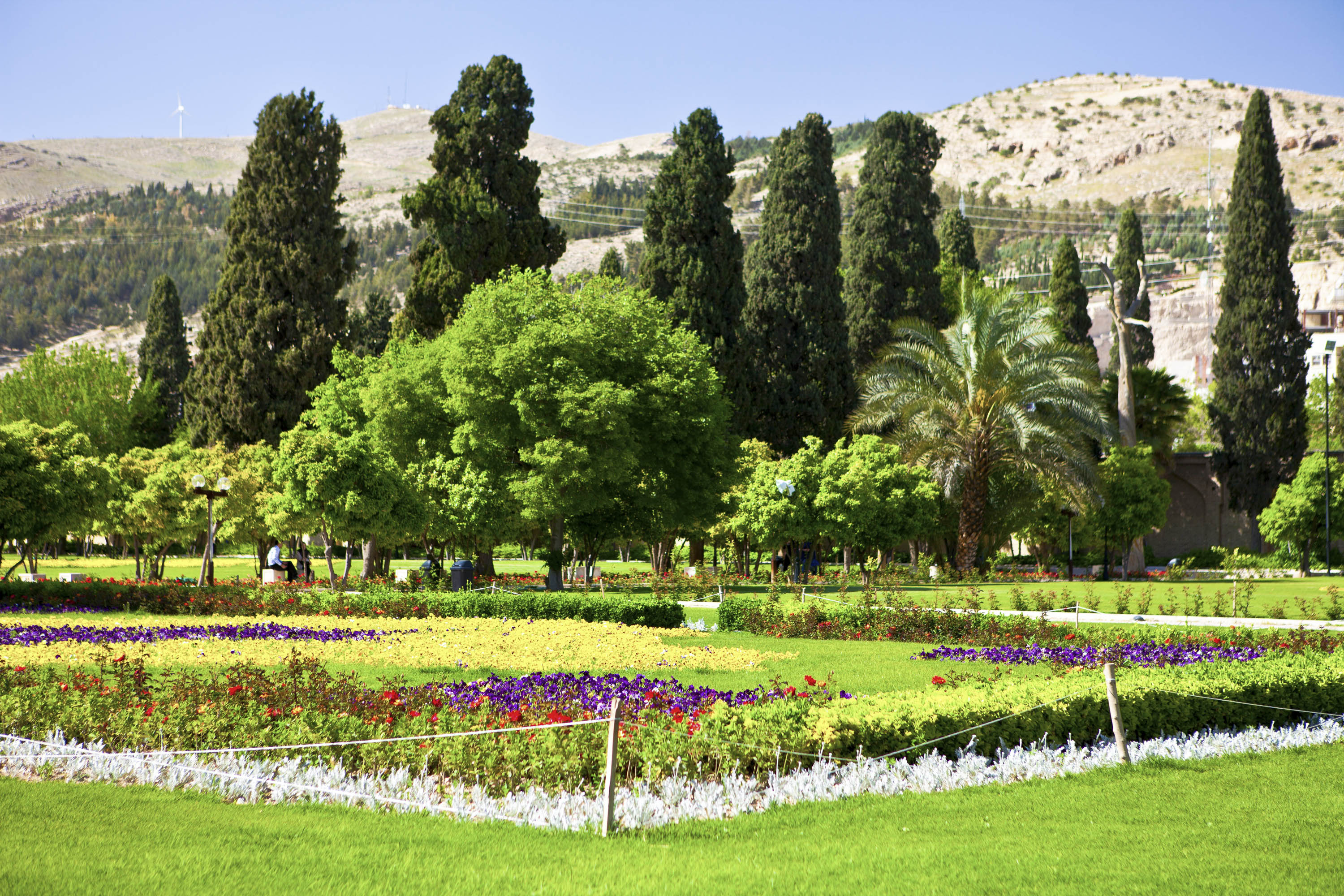
باغ جهان‌نما
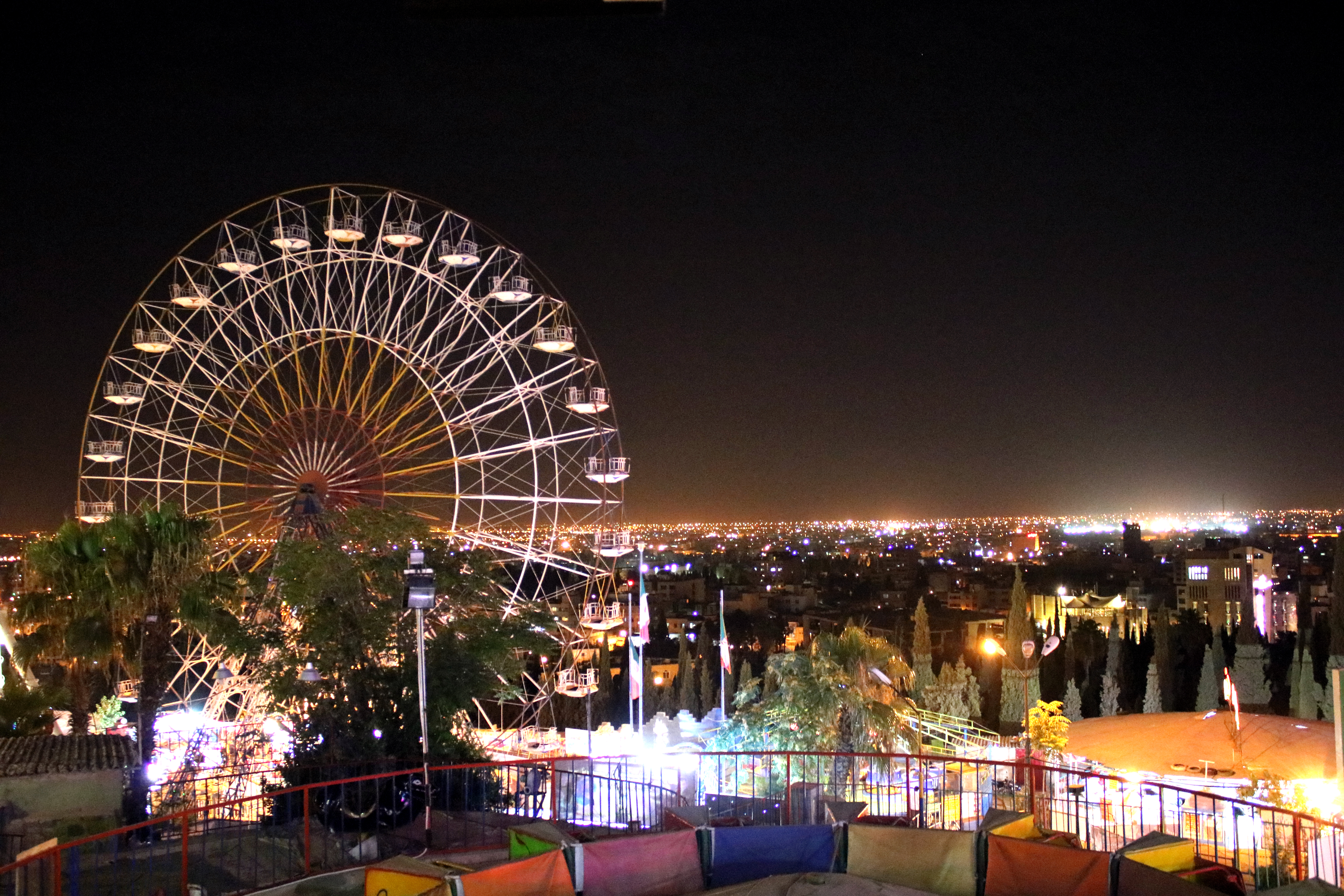
لونا پارک

### نمایشگاه بین‌المللی
نمایشگاه بین‌المللی شیراز بزرگ‌ترین مرکز نمایشگاهی در جنوب ایران است.
این نمایشگاه در فضایی بالغ بر ۷۶۰٬۰۰۰ متر مربع در شمال غرب شیراز در شهرک گلستان تأسیس گردیده‌است. نمایشگاه بین‌المللی شیراز هم‌اکنون دارای فضایی به میزان ۱٫۷ کیلومتر مربع به‌صورت ۶ سالن سرپوشیده و سه سالن  درحال ساخت و فضای باز نمایشی به میزان ۳٬۰۰۰ متر مربع است.

### سوغات

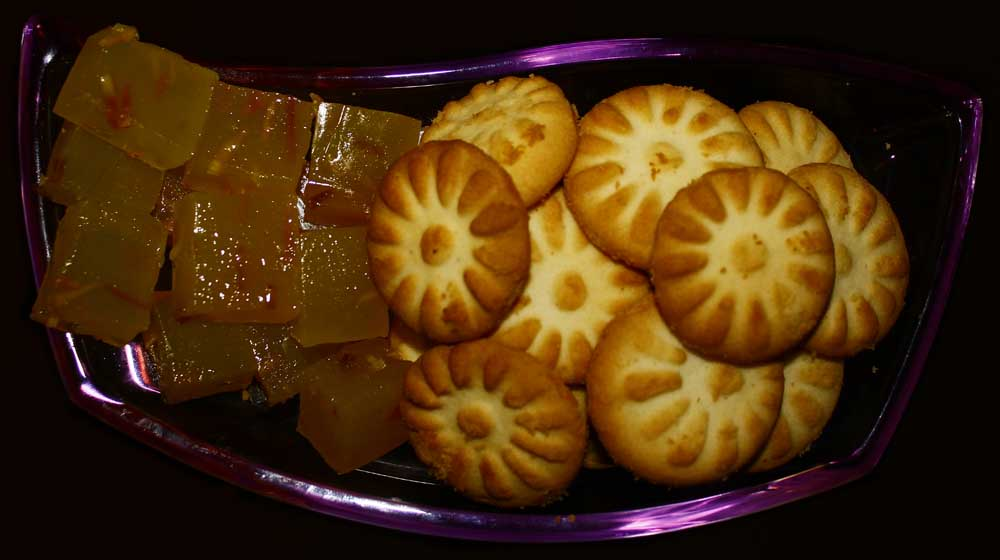
کلوچه و مسقطی

از سوغات عمدهٔ شیراز می‌توان به آبلیمو، انار، انجیر، ترشی‌جات، چرم، حصیر، حنا، خاتم‌کاری، خراطی، خرما، ریسندگی، زعفران، سفیداب، سنگ‌تراشی، شیشه‌گری، بهار نارنج، ظروف سفالی، عرقیات، فلزکاری، قالی، کنده‌کاری، کیسه حمام، گبه، گلیم، کلوچه و مسقطی، نان یوخه، نان شیرین (نان چایی)، منبت‌کاری و نمد اشاره کرد.

### نگارخانه‌ها
شیراز دارای ۱۸ نگارخانه‌است که به پرپایی و نمایش آثار هنری و فرهنگی می‌پردازند.

### موزه‌ها
شهر شیراز تعداد ۱۷ موزه را در خود جای داده‌است که از میان آن‌ها می‌توان به موزه‌هایی همچون موزه قاجار که به نمایش اشیاء زمان قاجار می‌پردازد، موزهٔ تاریخ طبیعی و تکنولوژی که به نمایش گونه‌های جانوری، گیاهی و زمین‌شناسی می‌پردازد، موزه پارس که به نمایش اشیاء سفالی از هزاره‌های پیش از میلاد تا دوره قاجاریه می‌پردازد و موزه عفیف‌آباد که به نمایش سلاح‌های گوناگون دوره صفویه تا دوره پهلوی می‌پردازد اشاره کرد.

ساختمان کلاه‌فرنگی موزه پارسساختمان کلاه‌فرنگی موزه پارس
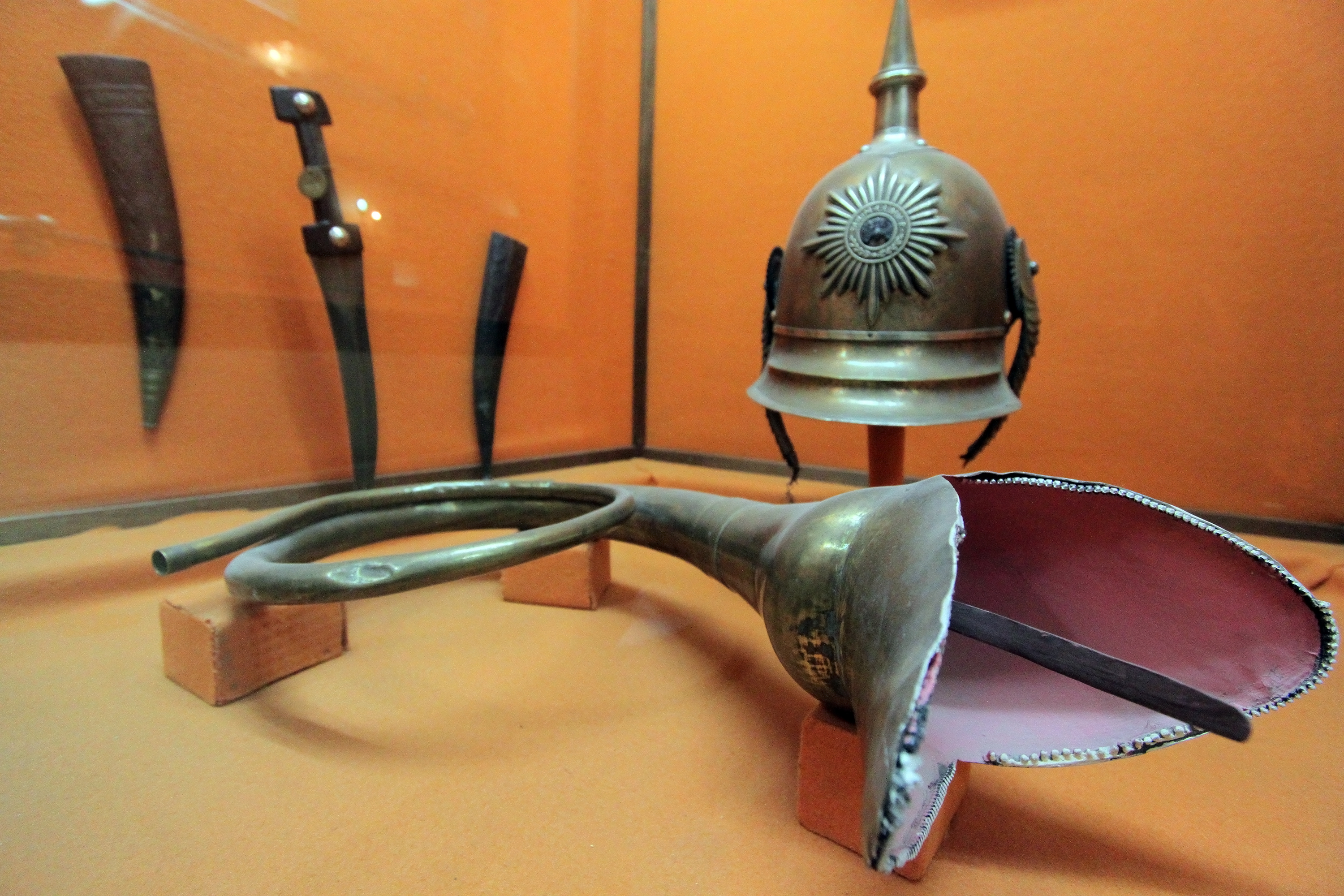
موزه نظامی عفیف‌آباد
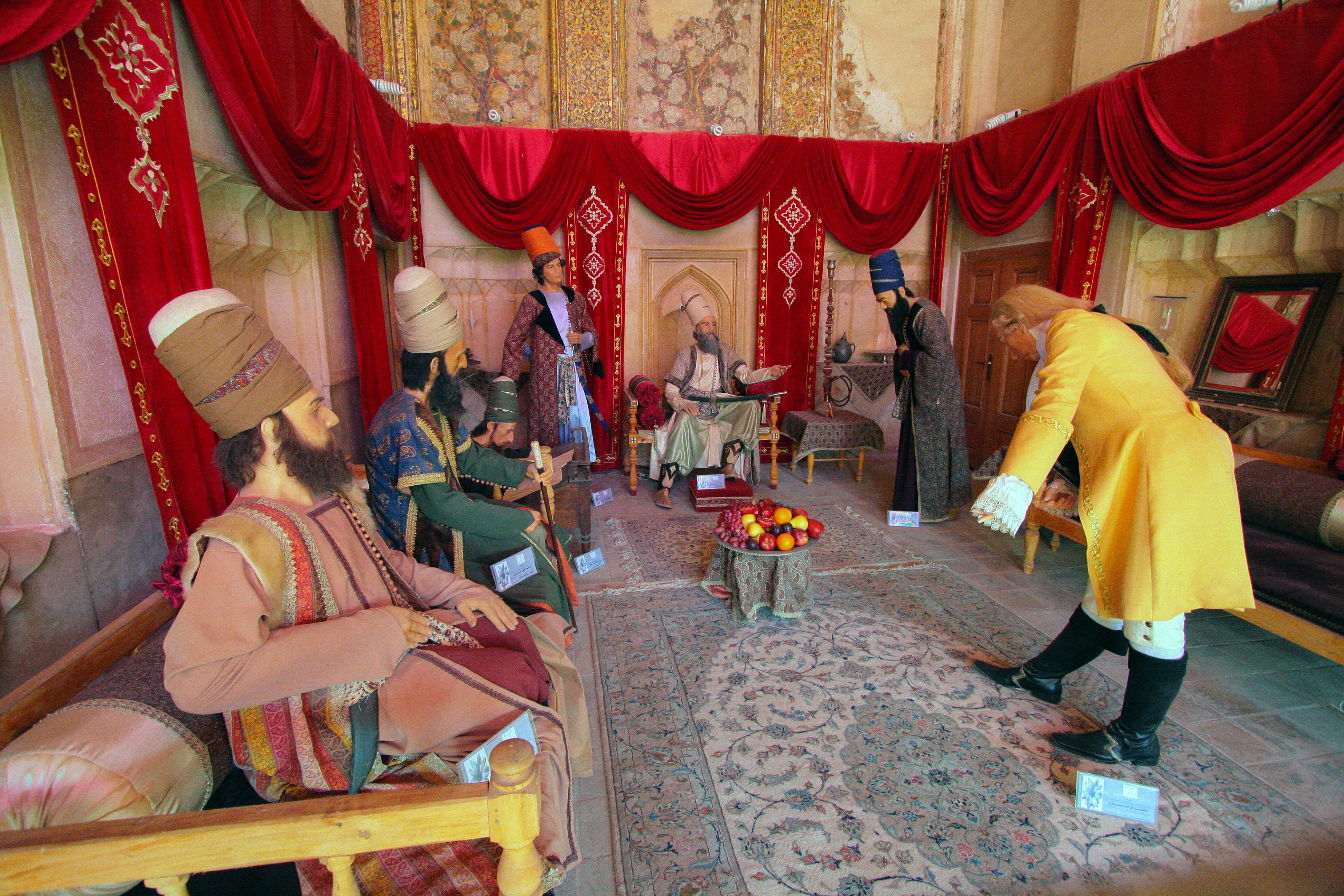
موزه مردم‌شناسی ارگ
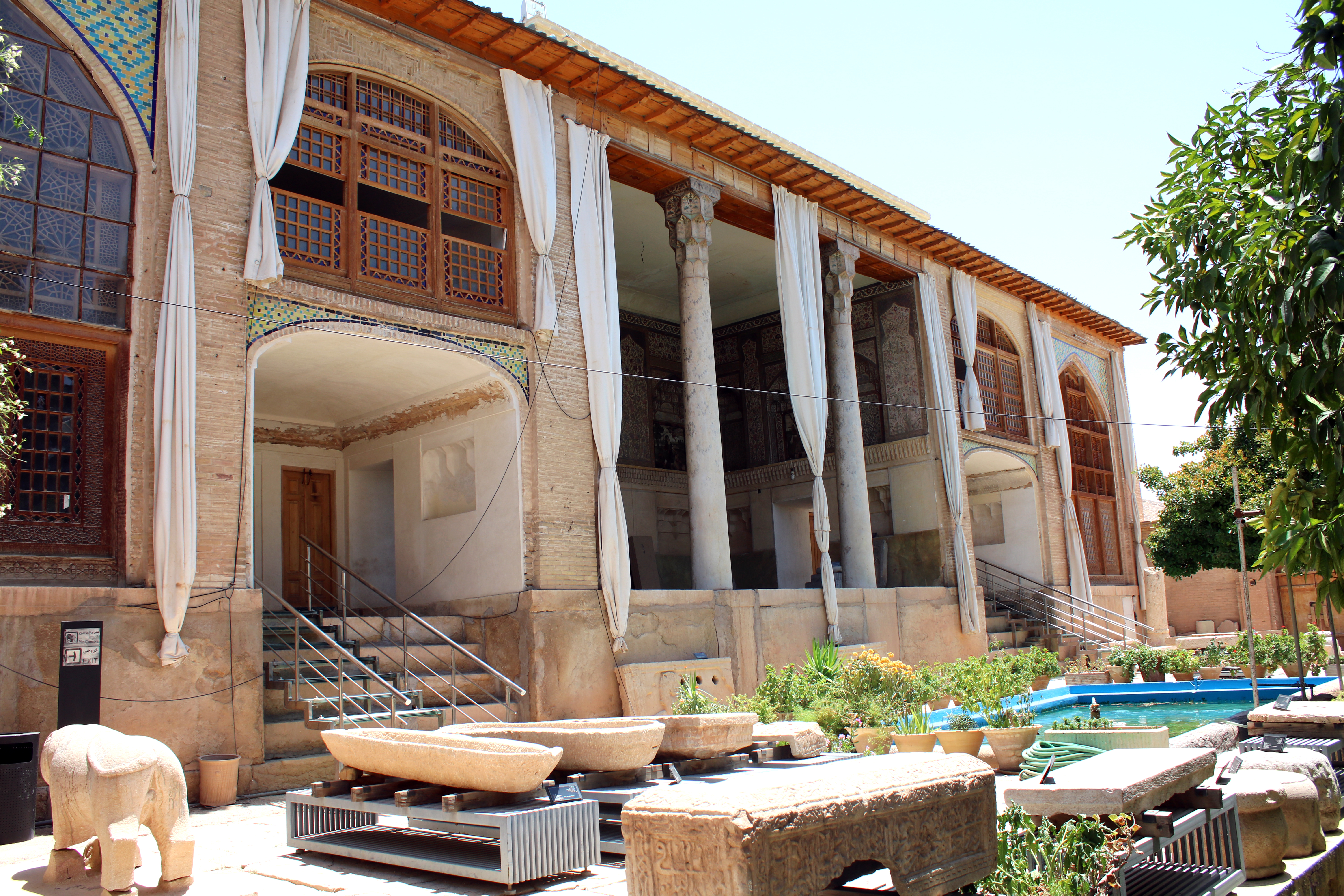
موزه سنگ
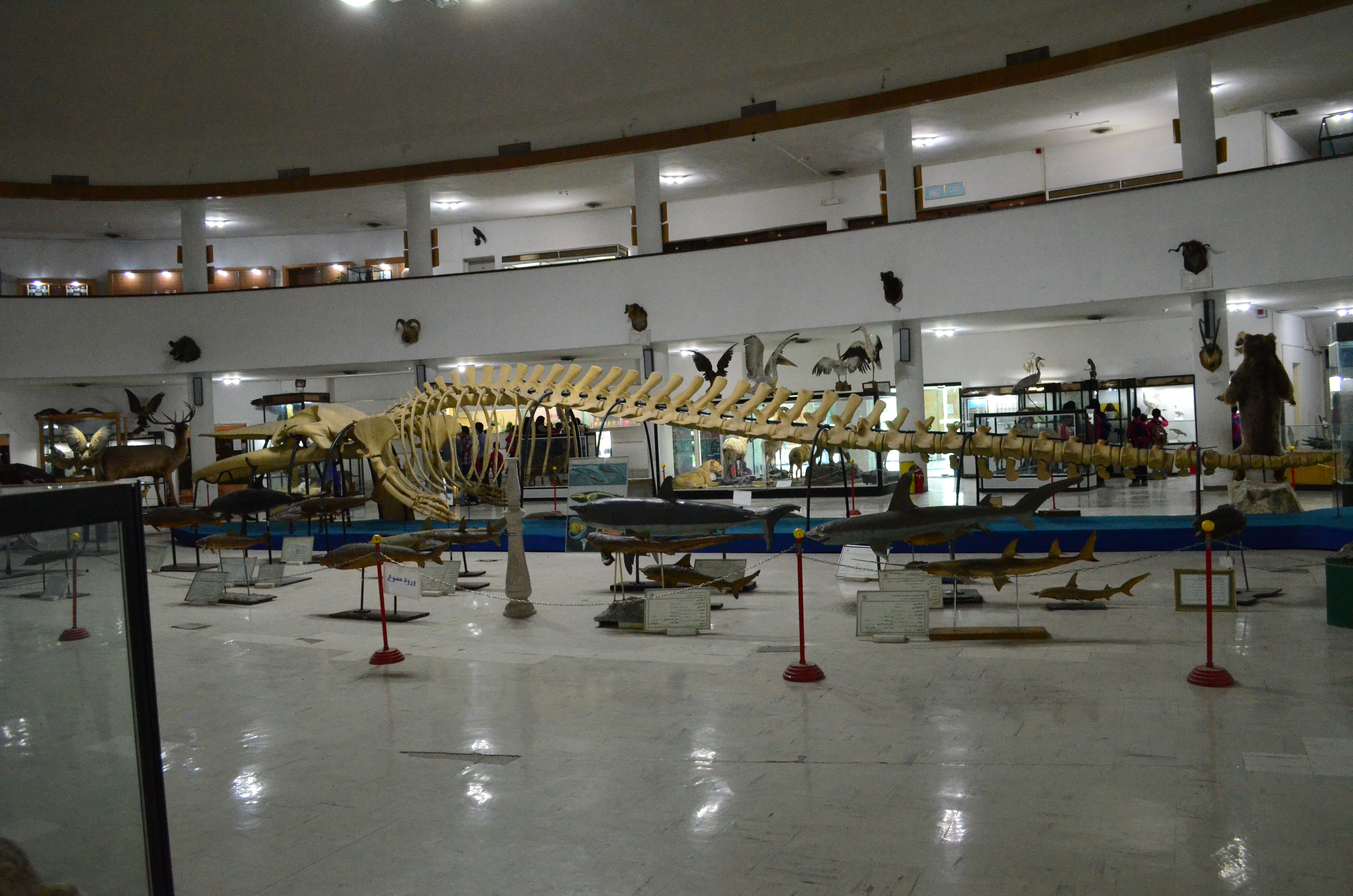
موزه تاریخ طبیعی

### هتل‌ها و مراکز اقامتی
شهر شیراز مجموعاً دارای ۱۳۱ مهمان‌پذیر و مهمان‌سرا ثبت شده و همچنین ۳۴ هتل است که از این تعداد، هتل‌های شیراز، پرسپولیس، زندیه، چمران، پارس و هما پنج ستاره، ۲۶ هتل چهار، سه، دو و یک ستاره و ۴ هتل آپارتمان است.

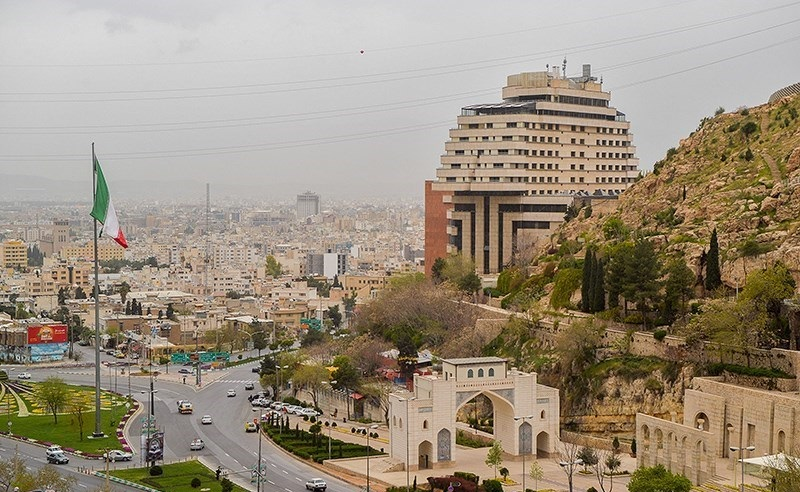
هتل شیراز
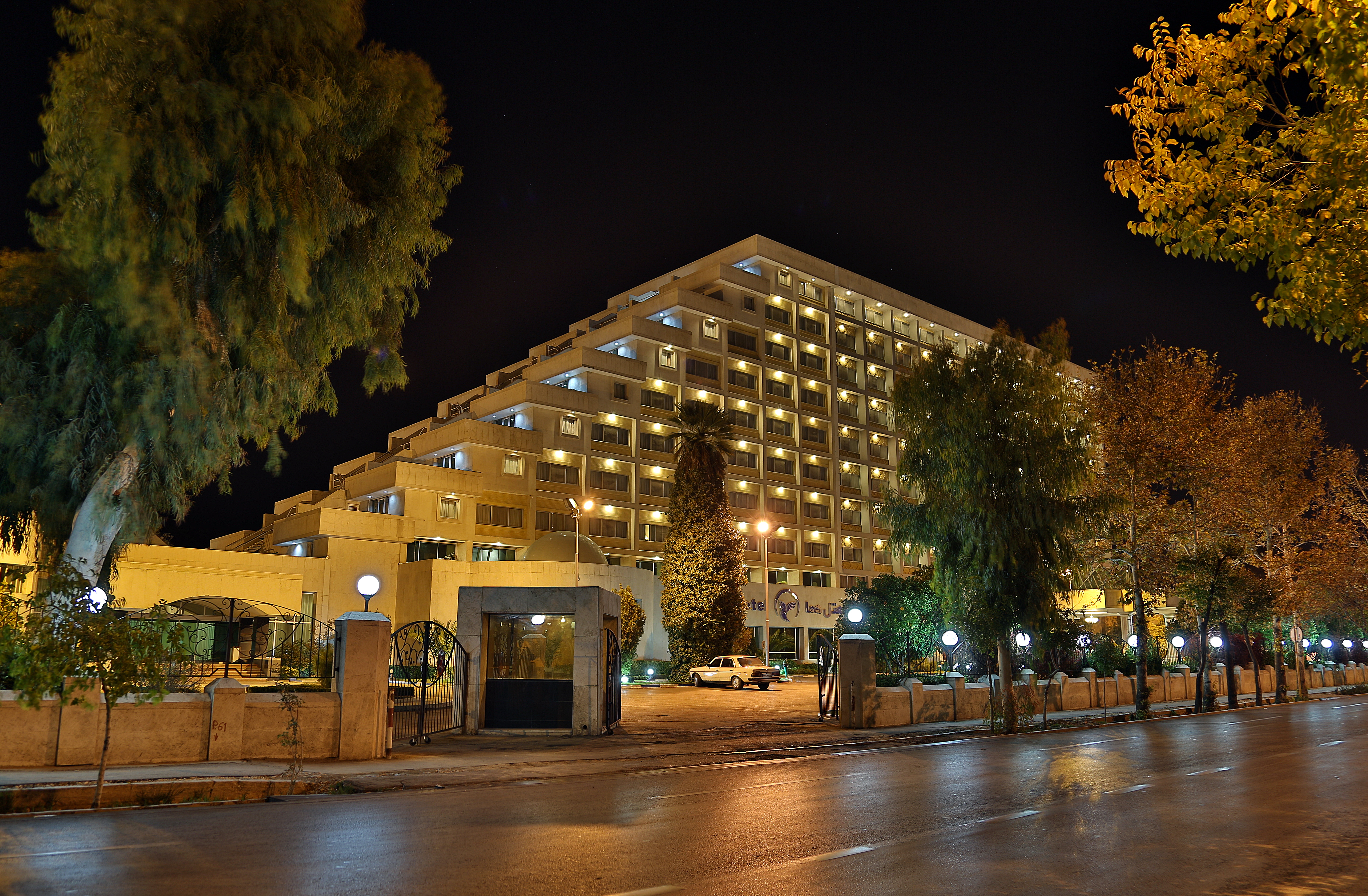
هتل هما
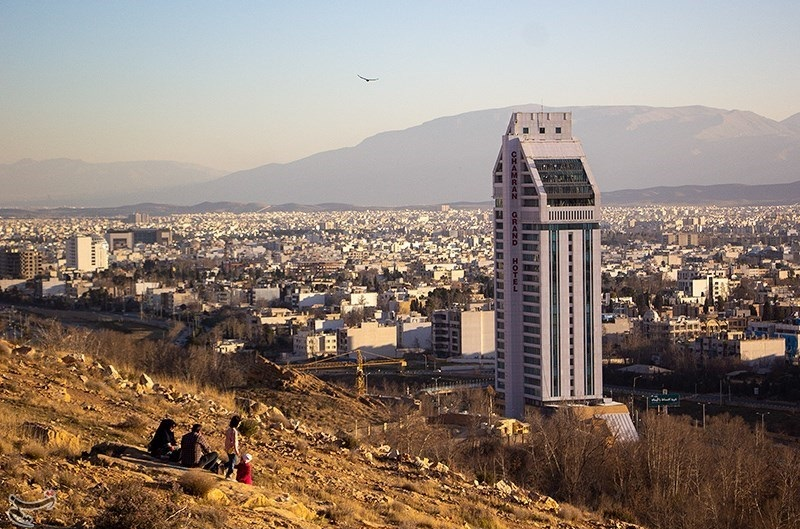
هتل چمران
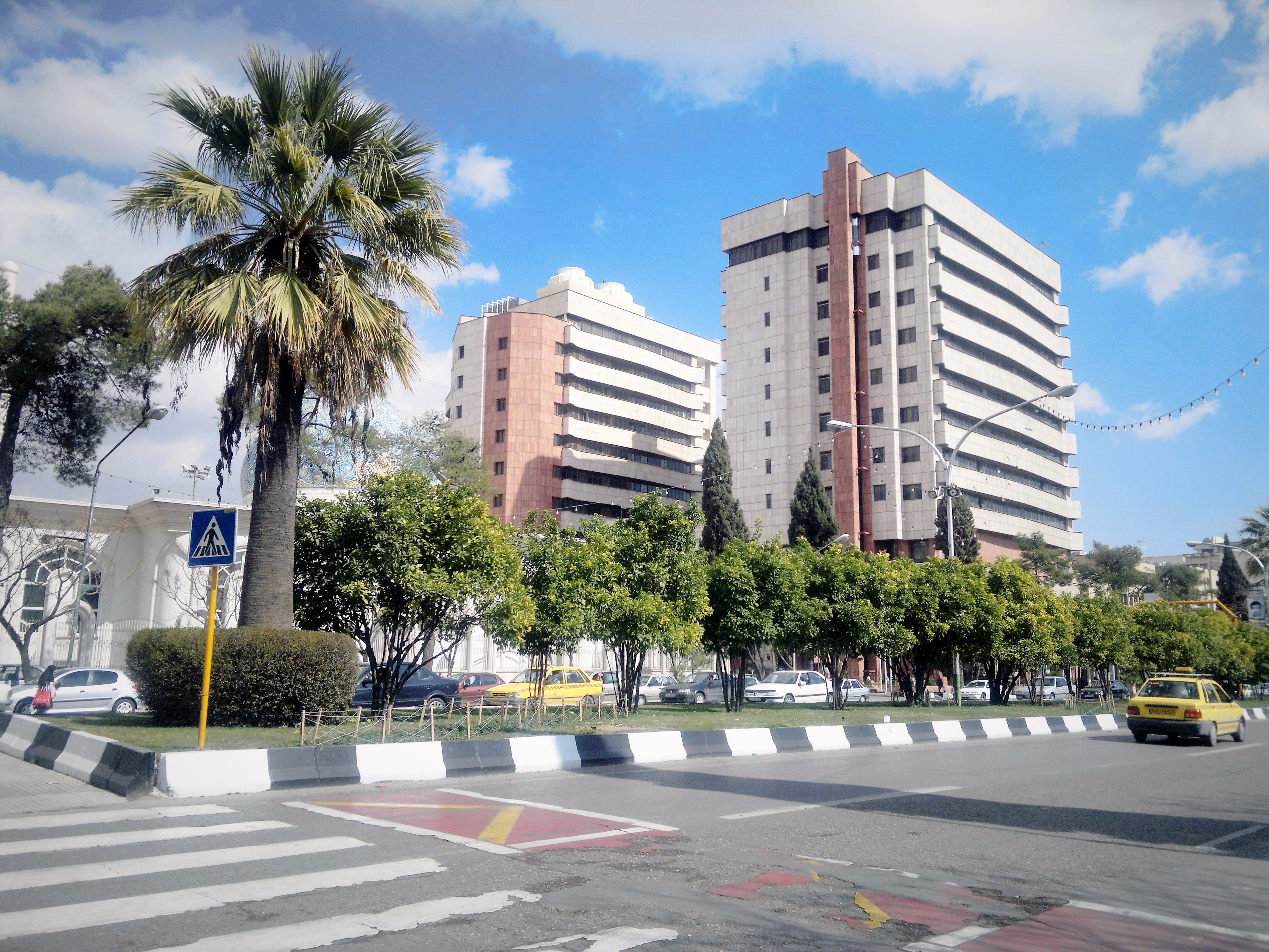
هتل پارس

## اقتصاد

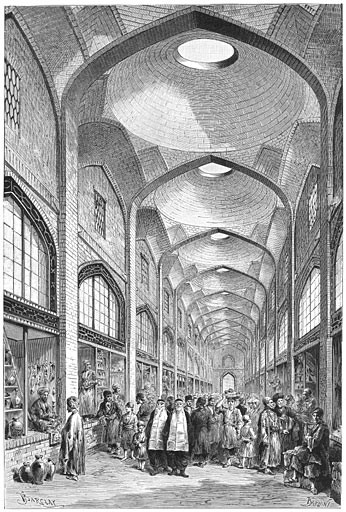
بازار وکیل در سال ۱۲۶۰ خورشیدی.

در طول تاریخ شیراز به واسطه مرکزیت نسبی‌اش در منطقه زاگرس جنوبی و واقع بودن در یک منطقه به نسبت حاصل‌خیز به محل طبیعی برای مبادلات محلی کالا میان کشاورزان و یکجانشینان و عشایری مانند قشقایی تبدیل گشته بود. همچنین این شهر در مسیر راه‌های تجاری داخل ایران به بندرهای جنوب مانند بوشهر بوده‌است که این نقش با احداث شبکه راه‌آهن به بندرهای دیگر ایران کمرنگ شده‌است. مرکزیت ادارای و نظامی این شهر نیز باعث رونق شهر در طول تاریخ بوده‌است. در دهه‌های اخیر این صنعت گردشگری به رونق این شهر افزوده‌است.
شهرک صنعتی بزرگ شیراز صنایع کوچک و بزرگ بسیاری را در خود جای داده‌است. شیراز جایگاه بودن کارخانجات الکترونیکی متعددی  ازجمله صنایع مخابراتی و الکترونیک ایران (صاایران)، زیمنس، ITMC و تکصا است. صنایع فناوری اطلاعات از بزرگ‌ترین صنایع این شهر به‌شمار می‌رود که با شهرهای بزرگی در زمینهٔ تبادل صنایع فناوری اطلاعات در جهان مانند مونیخ و برلین (در زمینهٔ کارخانجات زیمنس) در ارتباط است.
کشاورزی همواره بخش مهمی از اقتصاد شیراز و حومهٔ آن بوده‌است که دلیل آن فراوانی آب در این منطقه نسبت به بیابان‌های اطراف است. تولیدات کشاورزی این شهرستان عبارتند از: انگور، نارنج، خرمالو، ازگیل، شلیل، انار و گندم. این شهر در تولید فرش و گل نیز معروف است. از صنایع دستی این شهر می‌توان به خاتم کاری، معرق‌کاری، قالی‌بافی و منبت‌کاری اشاره کرد.
صنایع مهم شیراز شامل صنایع الکترونیک، پالایشگاه نفت، مجتمع پتروشیمی، کارخانهٔ سیمان، صنایع لاستیک‌سازی، صنایع لبنیات و صنایع نساجی است و در بخش انرژی نیروگاه گازی شیراز، نیروگاه حافظ، نیروگاه سیکل ترکیبی فارس و نیروگاه خورشیدی شیراز  ازجمله نیروگاه‌های مهم شیراز هستند.

## سیاست
شیراز مرکز استان فارس و شهرستان شیراز است. به عنوان یک مرکز سیاسی و اداری، نهادهای دولتی و قضایی استان همانند استانداری فارس و ادارات کل در شیراز واقع شده‌اند. همچنین مقر سازمان‌های فرااستانی در منطقه جنوب کشور و تعدادی سازمان بین‌المللی  ازجمله پایگاه استنادی علوم جهان اسلام نیز در شیراز قرار دارند.
شیراز ۴ نماینده در مجلس شورای اسلامی دارد. ادارهٔ شهر نیز توسط شهرداری شیراز انجام می‌شود. شهردار شیراز توسط شورای شهر شیراز انتخاب شده و این شورا بر عملکرد شهرداری نظارت و برای ادارهٔ شهر قانون‌گذاری می‌کند. شهر شیراز به لحاظ اداری به ۱۱ منطقهٔ شهرداری تقسیم شده است.

### شهرداری
شیراز سومین شهر ایران بود که پس از تبریز و تهران نهاد شهرداری در آن تأسیس شد. شهرداری شیراز در سال ۱۲۹۰ خورشیدی، در زمان استانداری مهدی‌قلی هدایت تأسیس شد. شهرداری آن زمان بلدیه نامیده می‌شد و حبیب‌الله حاجی قوام به عنوان نخستین رئیس بلدیه، توسط انجمن بلدیه، در همان سال انتخاب شد. او به‌همراه شش کارمند و کارگر، خدمات شهرداری را در شیراز آغاز کرد. با به قدرت رسیدن رضا شاه، دولت نقش مهم‌تری در بلدیه‌ها پیدا کرد. پس از تصویب نظامنامهٔ بلدیه در سال ۱۳۰۹، تأمین منابع مالی برای شهرداری راحت‌تر شد.

### شورای شهر
شورای اسلامی شهر شیراز، شورایی مرکب از ۱۳ تن است که با رای مستقیم مردم شهر شیراز، انتخاب می‌گردند. این نهاد وظیفه تصمیم‌گیری در مورد امور مربوط به شهرداری شیراز را داراست.

### شهرهای خواهرخوانده
- شیراز با سیزده شهر جهان دارای پیوند خواهرخواندگی است:

- وایمار، آلمان[۹۴]
- چونگ‌کینگ، چین[۹۵]
- کوالا لامپور، مالزی[۹۴]
- اکادیر، مراکش[۹۴]
- نیکوزیا، قبرس[۹۵][۹۶]
- دوشنبه، تاجیکستان[۹۵]
- پچ، مجارستان[۹۷]
- نانجینگ، چین[۹۸]
- مشهد، ایران[۹۹]
- رامسر، ایران[۱۰۰]
- خوی، ایران[۱۰۱]
- قونیه، ترکیه[۱۰۲]

خواهرخواندگی‌های پیشنهاد شده:
- دوحه، قطر[۱۰۳]

### نمایندگی‌های بین‌المللی

ستاد پایگاه استنادی علوم جهان اسلام و مرکز منطقه‌ای اطلاع‌رسانی علوم و فناوری

| کشور/سازمان                              | نوع              | وضعیت   |
| ---------------------------------------- | ---------------- | ------- |
| پایگاه استنادی علوم جهان اسلام           | ستاد             | فعال    |
| مرکز منطقه‌ای اطلاع‌رسانی علوم و فناوری    | ستاد             | فعال    |
| کمیساریای عالی پناهندگان سازمان ملل متحد | دفتر فرعی        | فعال    |
| ایالات متحده آمریکا                      | کنسولگری         | غیرفعال |
| بریتانیا                                 | کنسولگری         | غیرفعال |
| اتحاد جماهیر شوروی                       | کنسولگری         | غیرفعال |
| آلمان                                    | کنسولگری         | غیرفعال |
| کنیا                                     | کنسولگری         | غیرفعال |
| هند                                      | کنسولگری         | غیرفعال |
| امپراتوری عثمانی                         | کنسولگری         | غیرفعال |
| جمهوری هلند                              | تجارت‌خانه        | غیرفعال |
| عراق                                     | دفتر امور کنسولی | غیرفعال |

## ترابری

### فرودگاه
شیراز دومین شهر ایران پس از تهران بود که دارای فرودگاه بین‌المللی شد. این فرودگاه در دوران سلطنت محمدرضا شاه پهلوی با نام فرودگاه بین‌المللی شیراز تأسیس شد که پس از پیروزی انقلاب اسلامی به‌نام «فرودگاه بین‌المللی شهید دستغیب» تغییر نام داد. فرودگاه شیراز پس از فرودگاه امام خمینی مجهزترین فرودگاه در سطح کشور محسوب می‌گردد.  درحال حاضر فرودگاه بین‌المللی شهید دستغیب شیراز با دارابودن دستگاه‌های کمک ناوبری مدرن و کارآمد از قبیل دستگاه رادار PSR-SSR که یکی از پیشرفته‌ترین رادارهای دنیا است و همچنین دستگاه‌های NDB - DME - DVOR و ILS یکی از فرودگاه‌های ایمن و مجهز در سطح کشور بوده و پذیرای تمامی تایپ‌های پروازی است و به لحاظ سیستم‌های هواشناسی، ارتباطی و رادیویی از تجهیزات پیشرفته و قابل اطمینان برخوردار است. فرودگاه شیراز در اسفندماه سال ۱۳۸۹ خورشیدی به جمع چهار فرودگاه خودگردان کشور پیوست.

### راه‌آهن
خبر افتتاح راه‌آهن شیراز اصفهان در ۱۳ خرداد سال ۱۳۸۸ خورشیدی توسط رسانه‌های خبری منتشر شد.
مدت کوتاهی پس از افتتاح این راه‌آهن معلوم شد که این راه‌آهن به صورت نیمه‌تمام و ناقص اجرا شده و با عبور اولین قطار از روی آن بسیاری از ریل‌ها در هم شکسته‌اند. از آن زمان تا شهریورماه سال ۱۳۹۰ خورشیدی، به علت آماده نبودن ایستگاه راه‌آهن شیراز شیراز برای سوار و پیاده کردن مسافران از ایستگاه موقتی در شهر جدید صدرا استفاده می‌شد. ایستگاه راه‌آهن شیراز شیراز که اکنون یکی از بهترین ایستگاه‌های راه‌آهن کشور محسوب می‌شود در مهرماه سال ۱۳۹۰ خورشیدی به بهره‌برداری کامل رسید و از آن زمان تمامی قطارها از ایستگاه اصلی حرکت می‌کنند.
هم‌اکنون مسیرهای ریلی شیراز - فسا - نی ریز - گل گهر، شیراز - بوشهر - عسلویه و همچنین شیراز - جهرم - لار - بندرعباس در دست ساخت است.

### پایانه مسافربری
چهار باب پایانهٔ مسافربری برون‌شهری در نزدیکی به ابتدای ۴ محور اصلی خروجی شهر قرار دارند. شهرداری شیراز در سال ۱۳۶۳ خورشیدی اولین پایانهٔ متمرکز خود را با نام «پایانهٔ شهید کاراندیش» مطالعه، طراحی و به اجرا درآورد که در دی‌ماه ۱۳۶۶ خورشیدی به بهره‌برداری رسید. «پایانهٔ شهید مدرس» در شرق شیراز و «پایانهٔ امیرکبیر» در جنوب غرب این شهر نیز پس از احداث و تجهیز در اردیبهشت‌ماه ۱۳۷۵ خورشیدی، به‌طور هم‌زمان به بهره‌برداری رسیدند. همچنین «پایانهٔ غیرمتمرکز سپیدان» جهت سرویس‌دهی به بخش‌های شمال غربی شهر شیراز از سال ۱۳۷۵ خورشیدی شروع به فعالیت کرده‌است.

### اتوبوس
شیراز از اولین شهرهای ایران است که دارای شرکت واحد اتوبوسرانی درون‌شهری شده‌است. سازمان اتوبوسرانی شیراز و حومه در سال ۱۳۴۵ خورشیدی تأسیس گردید. در آن سال ۱۰ دستگاه اتوبوس به صورت نقد و اقساط از شرکت «ایران ناسیونال» خریداری شد و تعداد ۱۰ تن راننده، ۴۰ تن کمک راننده، ۵۰ تن بلیت‌فروش و ۱۰ تن تعمیر کار و بازرس، کارکنان شرکت واحد بودند. حقوق روزانهٔ هر راننده به‌صورت تمام وقت (۶ صبح تا ۱۰ پس ازظهر) مبلغ ۱۶۰ ریال و هر تن کمک راننده و بلیت‌فروش ۸۳ ریال تعیین شده‌بود. با اتوبوس‌های خریداری شده، خط‌های یک، دو و سه راه‌اندازی شدند که این امر با استقبال مردم روبه‌رو گردید. از ابتدای سال ۱۳۸۰ خورشیدی، سازمان اتوبوسرانی شیراز در امر واگذاری اتوبوس‌ها به بخش خصوصی اقدام نموده‌است؛ به‌طوری‌که هم‌اکنون بیش از ۹۰ درصد از این ناوگان به بخش خصوصی واگذار گردیده‌است.

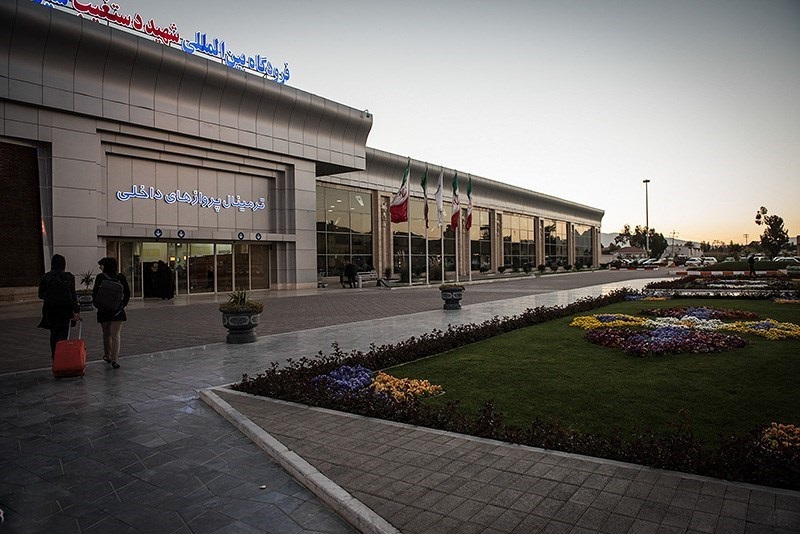
فرودگاه بین‌المللی شیراز
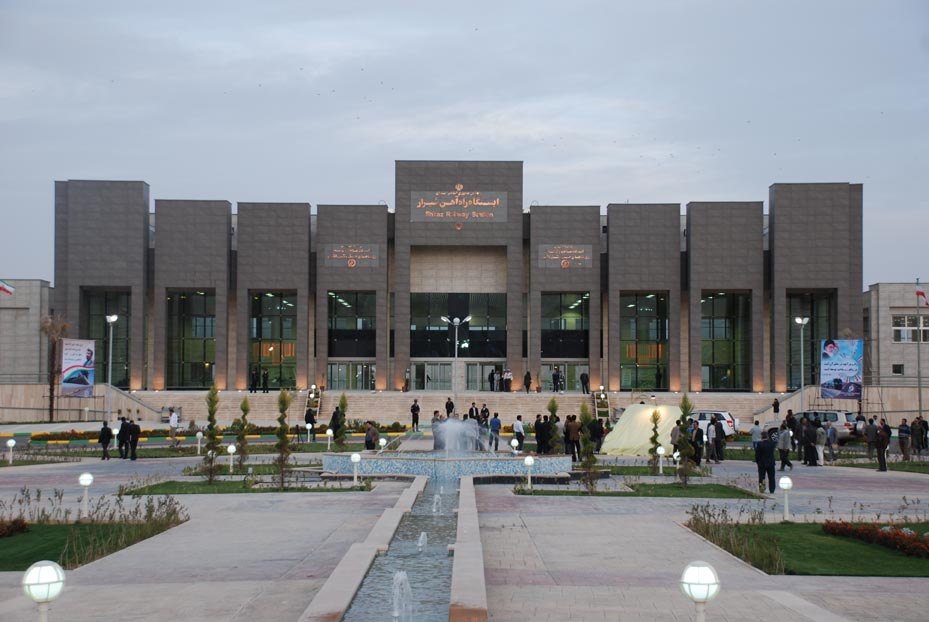
ایستگاه راه‌آهن شیراز
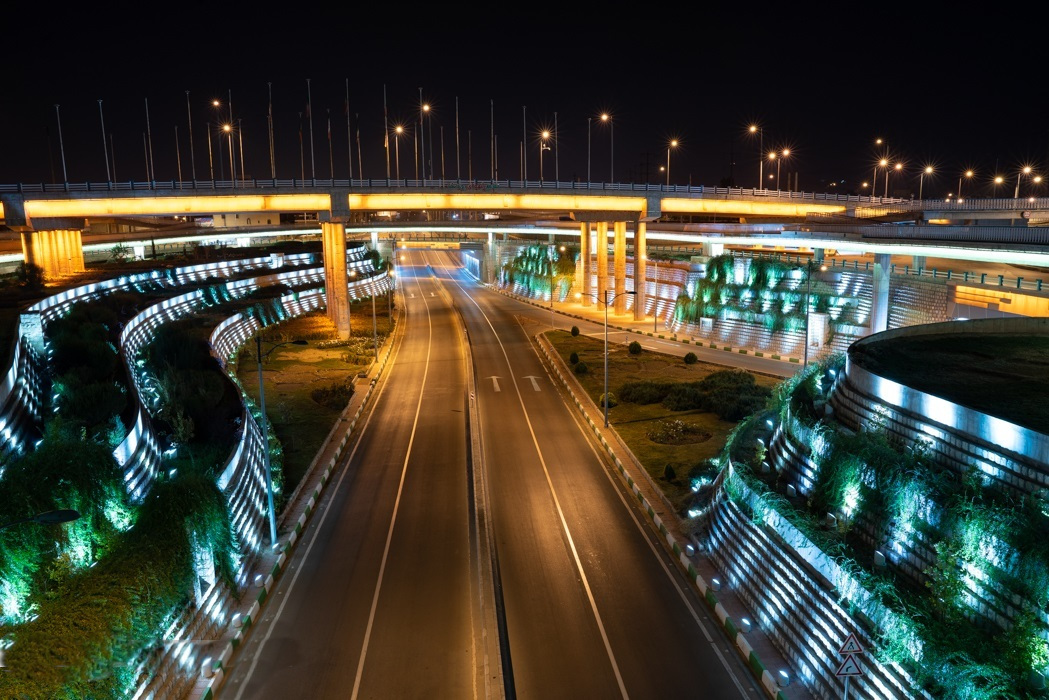
تقاطع غیرهمسطح شهدای پودنک در شیراز
بلوار چمران

### قطار شهری
متروی شیراز به عنوان سومین سامانه قطار شهری در ایران پس از مترو تهران و مترو مشهد شناخته می‌شود. شبکه و خطوط مترو شیراز پس از خطوط مترو تهران دومین خطوط بزرگ مترو در کشور را دارا است و پس از تکمیل، در افق بلند مدت قرار است سالانه بیش از دویست میلیون سفر را پشتیبانی کند.
عملیات ساخت خط ۱ متروی شیراز در سال ۱۳۸۱ از غرب شیراز (میدان احسان) آغاز گردید. فاز اول این خط در تاریخ ۲۰ مهر ۱۳۹۳ و فاز دوم آن در تاریخ ۳۱ مرداد ۱۳۹۶ افتتاح شد و این خط هم‌اکنون به صورت کامل از میدان احسان تا میدان الله (گلسرخ) در مجاورت فرودگاه شهید دستغیب شیراز فعال است. عملیات ساخت خط ۲ متروی شیراز در سال ۱۳۹۰ آغاز گردید. فاز یک خط ۲ در سه ایستگاه قهرمانان، امیرکبیر و امام حسین در ۱۹ بهمن ۱۴۰۱ به بهره‌برداری رسید. و در ادامه ایستگاه‌های شهدای عادل‌آباد، دولت و رحمت نیز در سال ۱۴۰۲ افتتاح شدند. عملیات اجرایی و ساخت خط‌های ۳ و خط ۴ نیز آغاز شده‌است.
| خطوط    | مسیرها                 | سال آغاز ساخت | سال افتتاح | طول (km) | تعداد کل ایستگاه‌ها | نوع      | وضعیت           |
| ------- | ---------------------- | ------------- | ---------- | -------- | ------------------ | -------- | --------------- |
| ۱       | احسان - فرودگاه        | ۱۳۸۱          | ۱۳۹۳       | ۲۴٫۵     | ۲۰                 | قطارشهری | ۲۰ ایستگاه فعال |
| ۲       | میانرود - کلبه سعدی    | ۱۳۹۰          | ۱۴۰۱       | ۱۵٫۱     | ۱۳                 | قطارشهری | ۶ ایستگاه فعال  |
| ۳       | پل معالی‌آباد -شهر صدرا | ۱۳۹۹          | نامعلوم    | ۱۱٫۷     | ۱۰                 | قطارشهری | درحال ساخت      |
| ۴       | احسان - بلوار مدرس     | ۱۴۰۲          | نامعلوم    | ۱۷       | ۱۷                 | قطارشهری | درحال ساخت      |
| ۵       | کوشک میدان -سعدیه      | نامعلوم       | نامعلوم    | ۱۰       | ۹                  | قطارشهری | درحال مطالعه    |
| ۶       | زرگری-پل غدیر          | نامعلوم       | نامعلوم    | ۱۵       | ۱۴                 | قطارشهری | درحال مطالعه    |
| کل خطوط | کل خطوط                | ۱۳۸۳          | نامعلوم    | ۹۳٫۳     | ۸۱                 | قطارشهری | ۲۵ ایستگاه فعال |

### تاکسی
شیراز دارای بیش از ۱۲٬۰۰۰ تاکسی از انواع مختلف است که بخش بزرگی از حمل و نقل مسافران درون‌شهری این شهر را برعهده دارد. این رقم براساس سهم سفر در شهر شیراز ۱٬۸۴ و جمعیت ۱٬۲ میلیون تنی نزدیک به ۴۰ درصد از سفرهای درون‌شهری را عهده‌دار است.
انواع مختلف تاکسی که در شیراز فعالند عبارتند از: تاکسی درون‌شهری (زرد، سبز و سفید)، تاکسی موقت، تاکسی تلفنی، تاکسی سرویس مدارس، تاکسی فرودگاه، تاکسی ترمینال، تاکسی خطوط ویژه و تاکسی بی‌سیم. البته سواری‌های مسافربر شخصی نیز اقدام به جابه‌جایی مسافر می‌کنند که به‌دلیل استفاده از سهمیهٔ سوخت مربوط به آن، بخش بزرگی از آن‌ها شناسایی شده و تحت نظارت سازمان تاکسیرانی قرار گرفته‌اند.

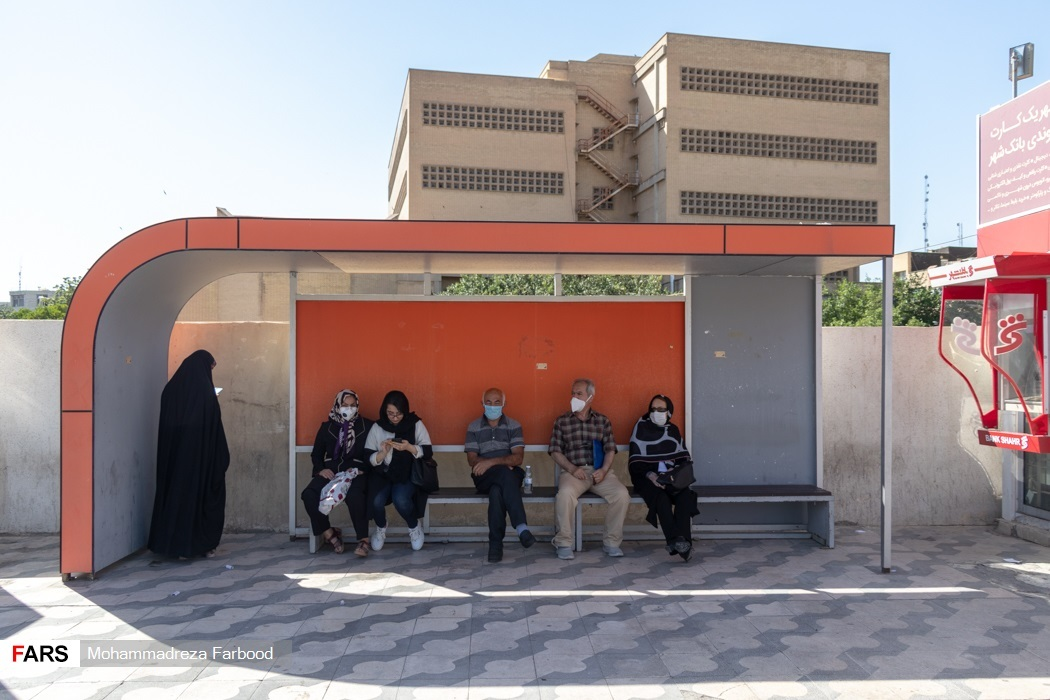
یک ایستگاه اتوبوس در شیراز
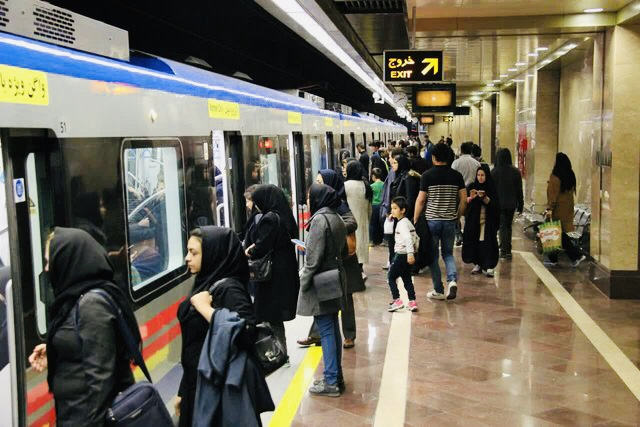
ایستگاه متروی زندیه
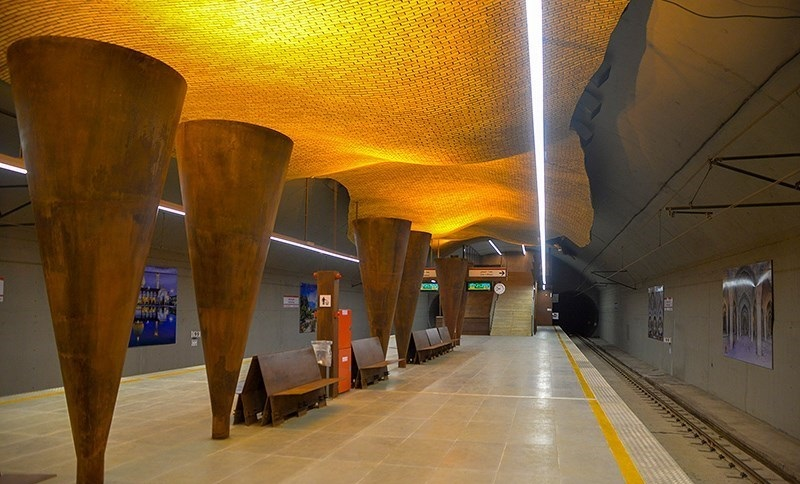
ایستگاه متروی وکیل‌الرعایا
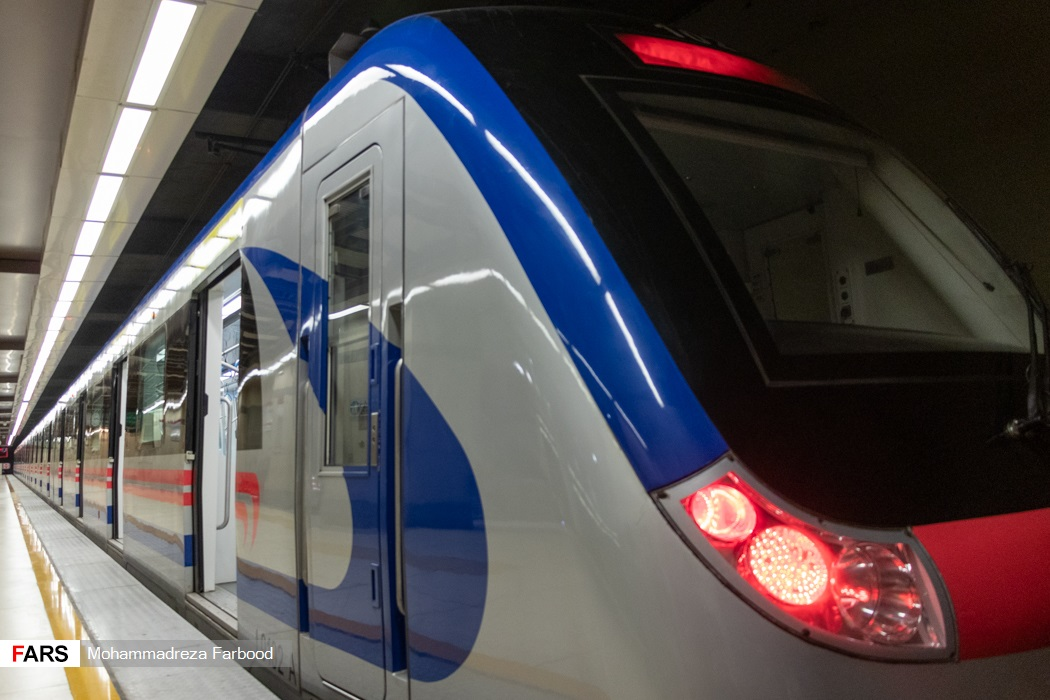
واگن‌های قطار شهری

## سیما و رسانه
صدا و سیمای مرکز فارس که شامل دو بخش تلویزیونی و رادیویی است، برنامه‌های متعددی را به زبان‌های فارسی، انگلیسی و عربی پخش می‌کند. شبکه فارس نخستین شبکهٔ استانی ۲۴ساعتهٔ کشور و همچنین قطب انیمیشن کشور محسوب می‌شود. رادیو فارس نیز به‌عنوان یکی از رادیوهای محلی کشور هم‌اکنون فعالیت می‌کند.
در شیراز روزنامه‌هایی مانند افسانه، تحلیل روز، خبر جنوب، عصر مردم، و نیم‌نگاه منتشر می‌شود.

### سینما
شهر شیراز دارای ۱۲ سینما است پردیس‌های سینمایی شیراز شامل پردیس سینمایی گلستان در معالی آباد، پردیس سینمایی هنر شهر آفتاب در مجتمع خلیج فارس، پردیس سینمایی شیراز مال در شیراز مال و پردیس سینمایی استاد امین تارخ هستند.

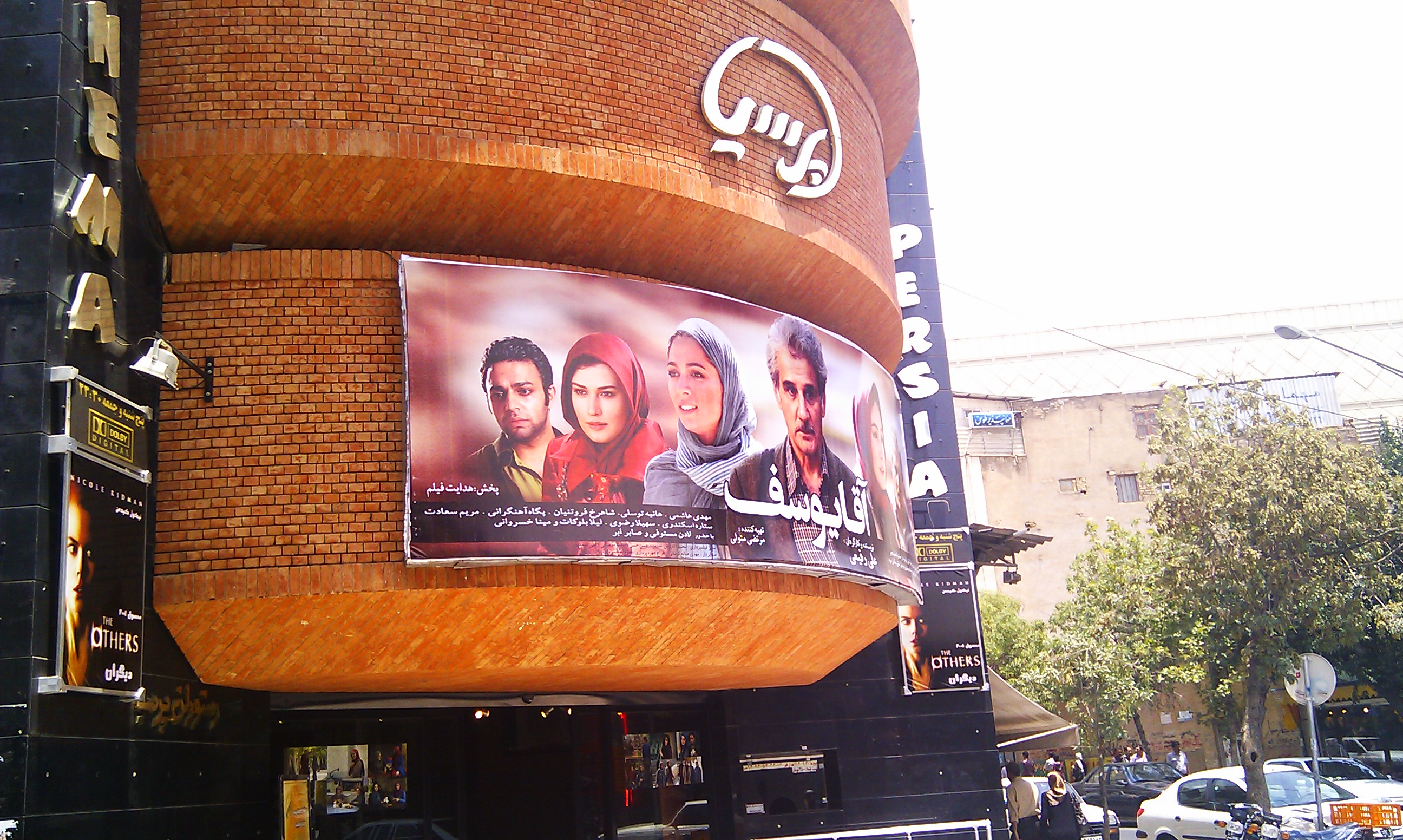
سینما پرسیا
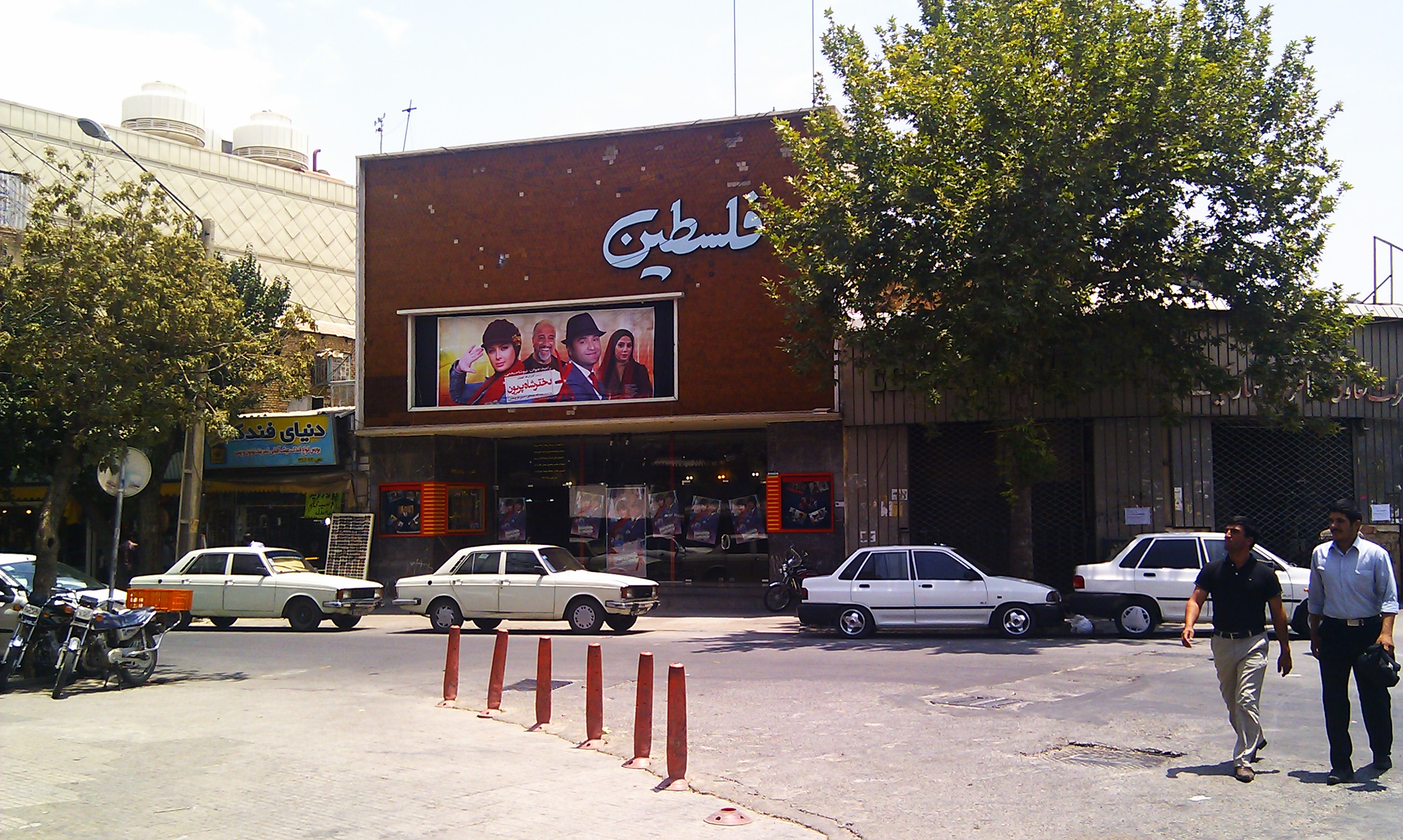
سینما فلسطین
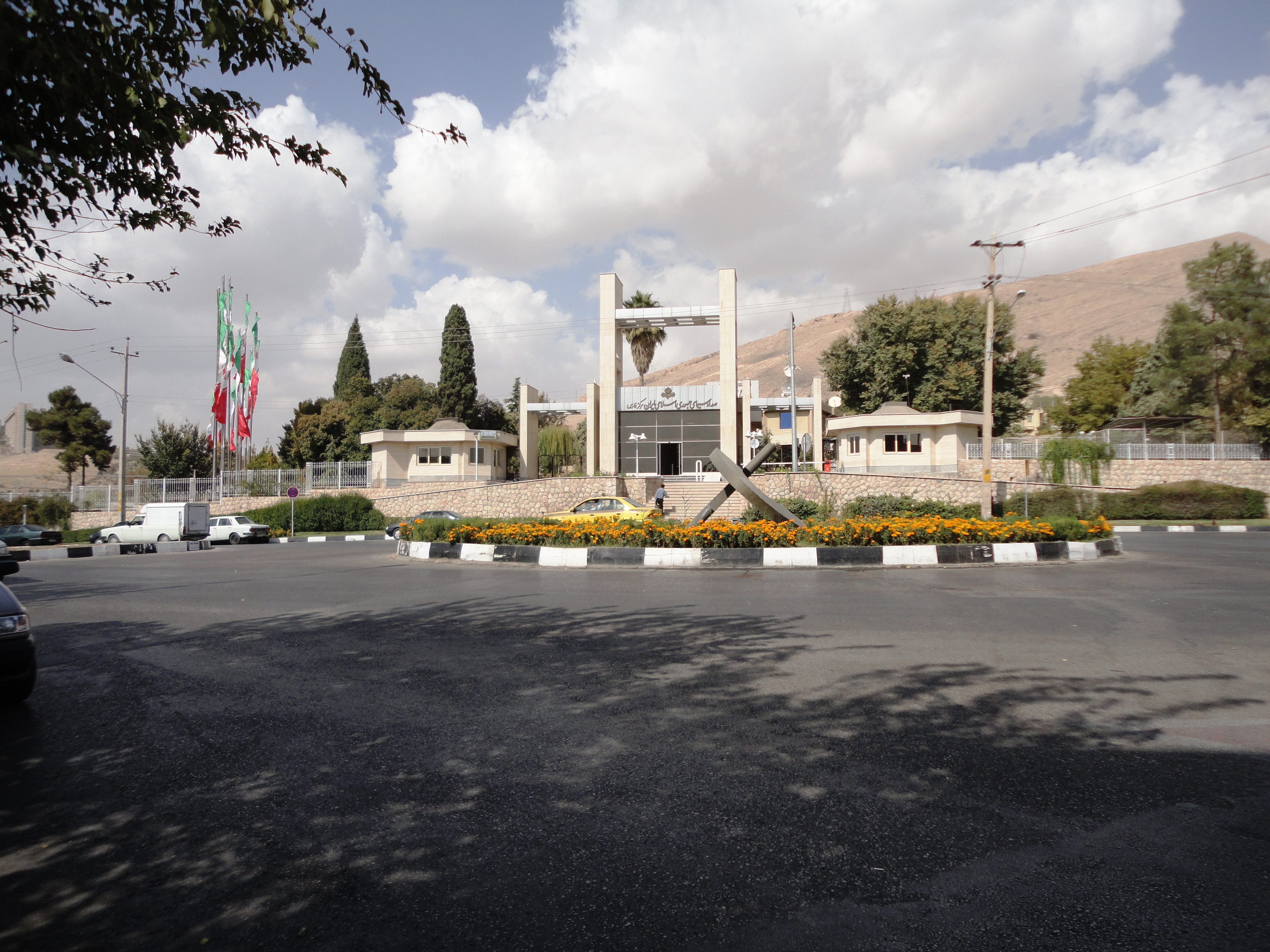
صداوسیمای فارس

## ورزش و تفریح
شهر شیراز دارای چند باشگاه فوتبال حرفه‌ای است. تیم فوتبال باشگاه فجر شهید سپاسی با سابقه حضور طولانی در لیگ برتر فوتبال ایران و ۴ تیم فوتبال برق شیراز، پیام مخابرات، مقاومت بسیج
از آن جمله هستند. همچنین شهر شیراز دارای تیم‌های بسکتبال، لوله آاس شیراز و ب. آ در لیگ برتر بسکتبال است.

### ورزشگاه‌ها
- ورزشگاه پارس با ظرفیت ۵۰ هزار تَن که در جنوب شیراز واقع شده‌است.[۱۵۰][۱۵۱]
- ورزشگاه حافظیه که دقیقاً در روبروی آرامگاه حافظ واقع شده‌است و محل برگزاری مسابقات تیم‌های شیرازی در لیگ برتر ایران و لیگ دسته یک است.[۱۵۲]
- ورزشگاه شهدای ارتش که در گذشته مسابقات مهم در آن انجام می‌گرفت و در یک پادگان متعلق به ارتش واقع است.[۱۵۳]
- دهکده المپیک شیراز با ظرفیت ۱۰۰ هزار تن که البته  درحال ساخت و آماده شدن است.[۱۵۴]

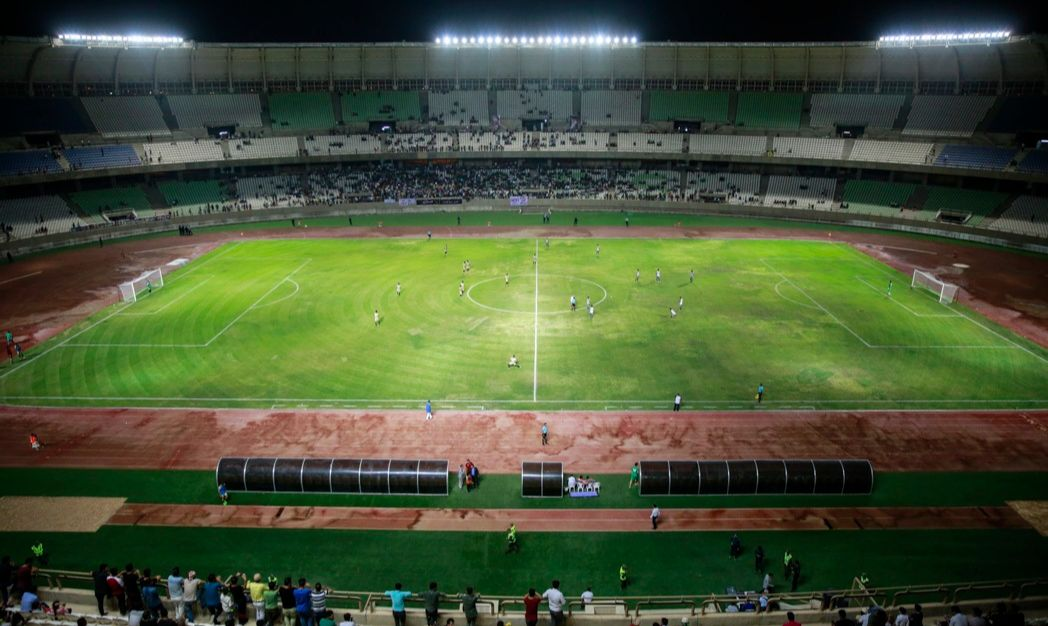
ورزشگاه پارس با ظرفیت ۵۰٬۰۰۰ نفر
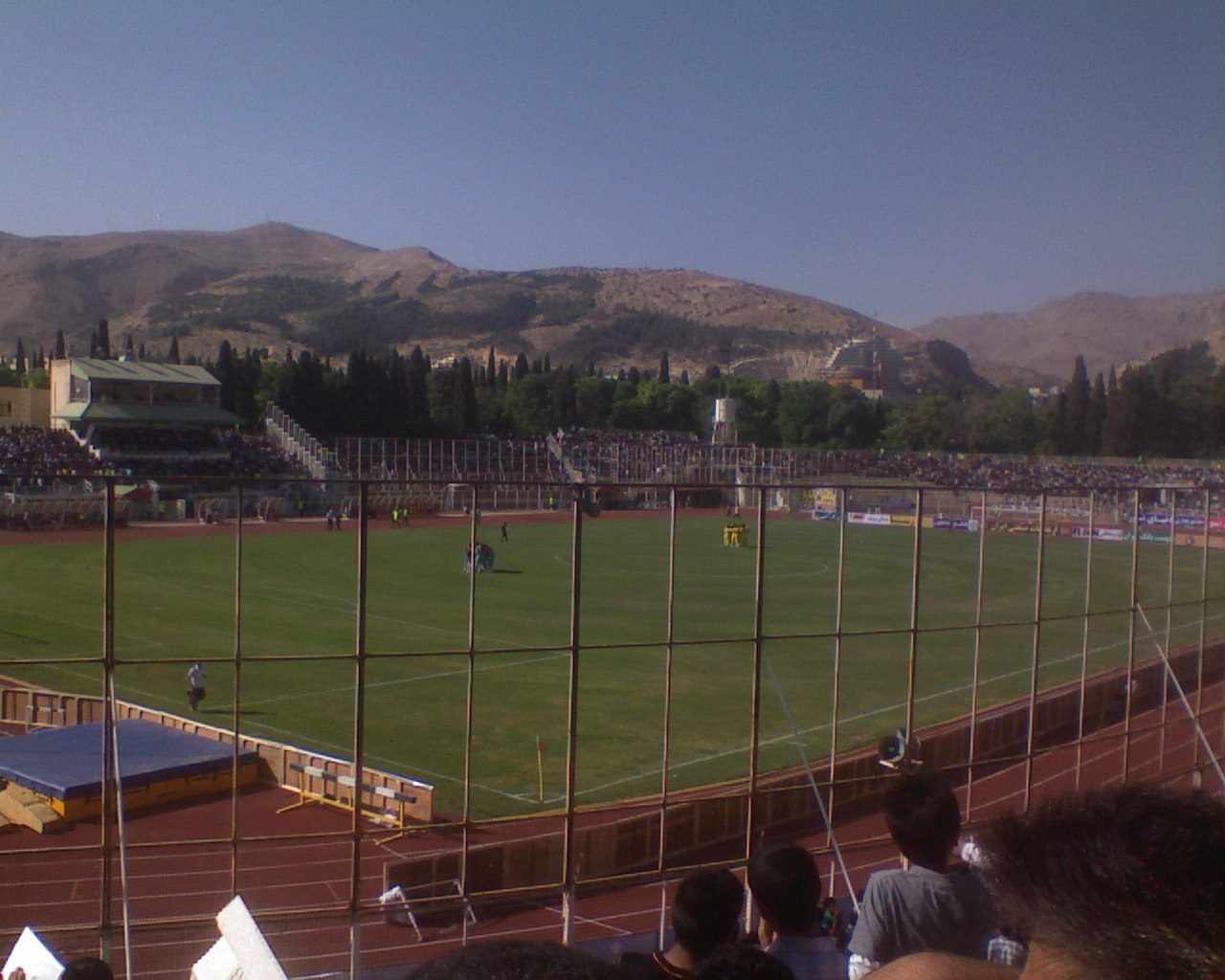
ورزشگاه حافظیه
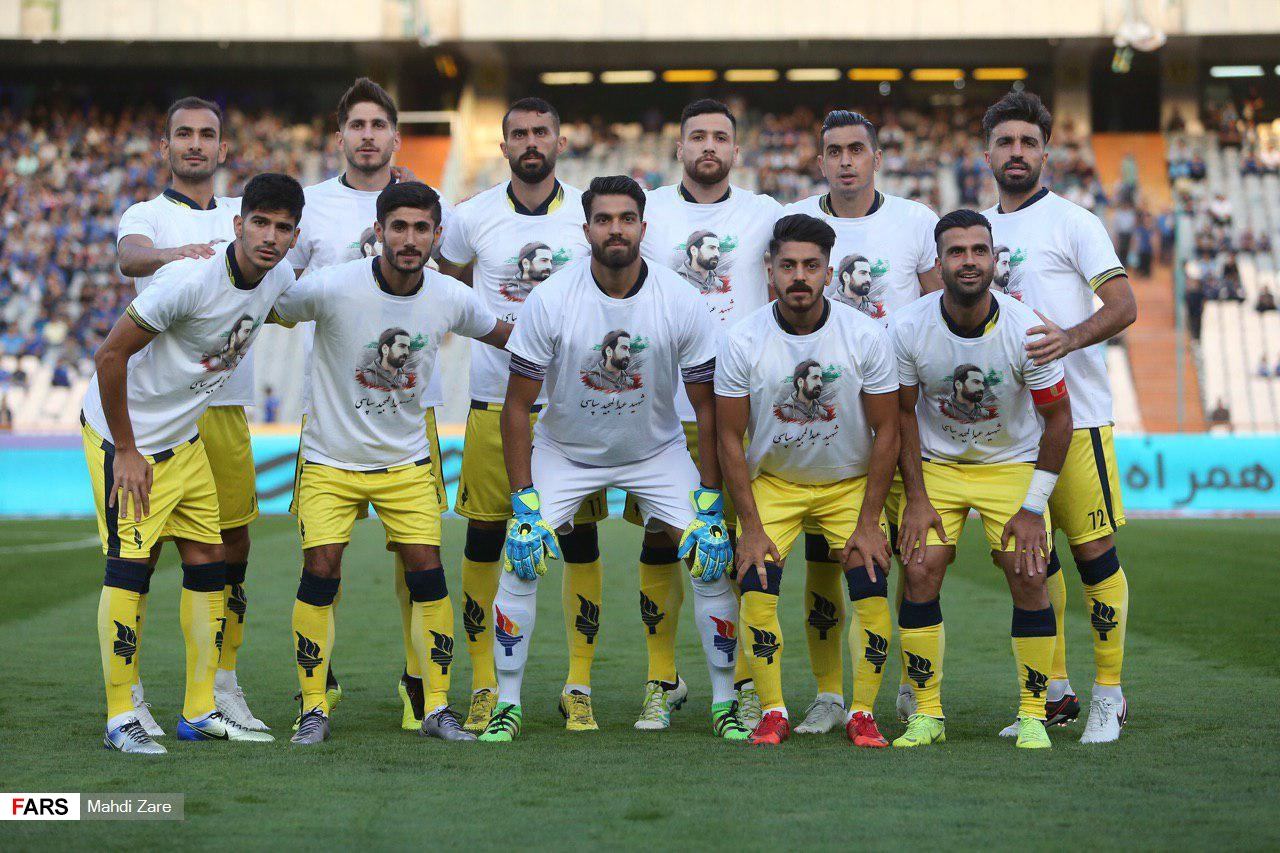
تیم فجر سپاسی سال ۲۰۱۹
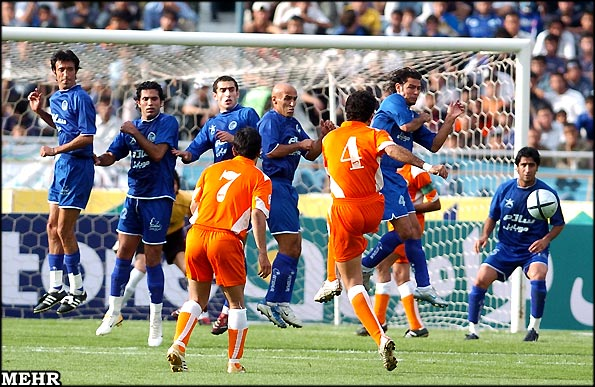
تیم برق شیراز در بازی با استقلال تهران سال ۲۰۰۶

## مراکز آموزش عالی و دانشگاه‌ها
چند دانشگاه مهم ایران در شیراز قرار دارند. مهم‌ترین دانشگاه آن دانشگاه شیراز است که شامل دانشکده‌های مهندسی، علوم، کشاورزی، دامپزشکی، ادبیات و علوم انسانی، هنر و معماری، حقوق و علوم سیاسی و علوم تربیتی و روان‌شناسی می‌شود.
دانشگاه شیراز با تأسیس دانشکده فنی با هدف آموزش متخصصان علوم پزشکی با یک برنامه چهار ساله در سال ۱۳۲۵ تأسیس شد.
در ابتدا مؤسسه عالی بهداشت نامیده شد، در سال ۱۳۲۹ به یک دانشکده پزشکی تبدیل شد. در سال ۱۳۳۲ آموزشکده پرستاری نمازی و دانشکده‌های کشاورزی و هنر و علوم تأسیس شد. با افزودن دانشکده مهندسی و دانشکده دامپزشکی در سال ۱۳۳۳، به وضعیت دانشگاه ارتقاء یافت و دانشگاه پهلوی نامیده شد. سپس دانشکده دندان‌پزشکی در سال ۱۳۴۸، دانشکده تحصیلات تکمیلی و کالج الکترونیک در سال ۱۳۴۸، و دانشکده‌های حقوق و آموزش در سال ۱۳۴۹ به دانشگاه اضافه شدند.
قدمت دانشگاه علوم پزشکی شیراز به ۷۰ سال می‌رسد. دانشگاه صنعتی شیراز، دانشکده صنایع مخابرات راه دور ایران، دانشکده صنعت الکترونیک، دانشکده فنی شهید باهنر، مرکزآموزش عالی حافظ شیراز و مرکز آموزش عالی پاسارگاد شیراز
از دیگر دانشگاه‌های شیرازند. دانشکده صنعت الکترونیک شیراز  به‌دلیل فعالیت‌های خاص خود و موفقیت‌هایی نظیر ساخت نخستین لامپ تصویر در ایران بسیار شناخته شده‌است در ضمن دانشکده صنایع مخابرات و راه دور ایران  به‌دلیل وجود صنایع الکترونیک و مخابرات راه دور ایران در شیراز تأسیس شده‌است. دانشگاه آزاد شیراز که متشکل از چندین دانشکده است از مراکز مهم دانشگاه آزاد ایران است. همچنین دانشگاه پیام نور نیز در شیراز وجود دارد.

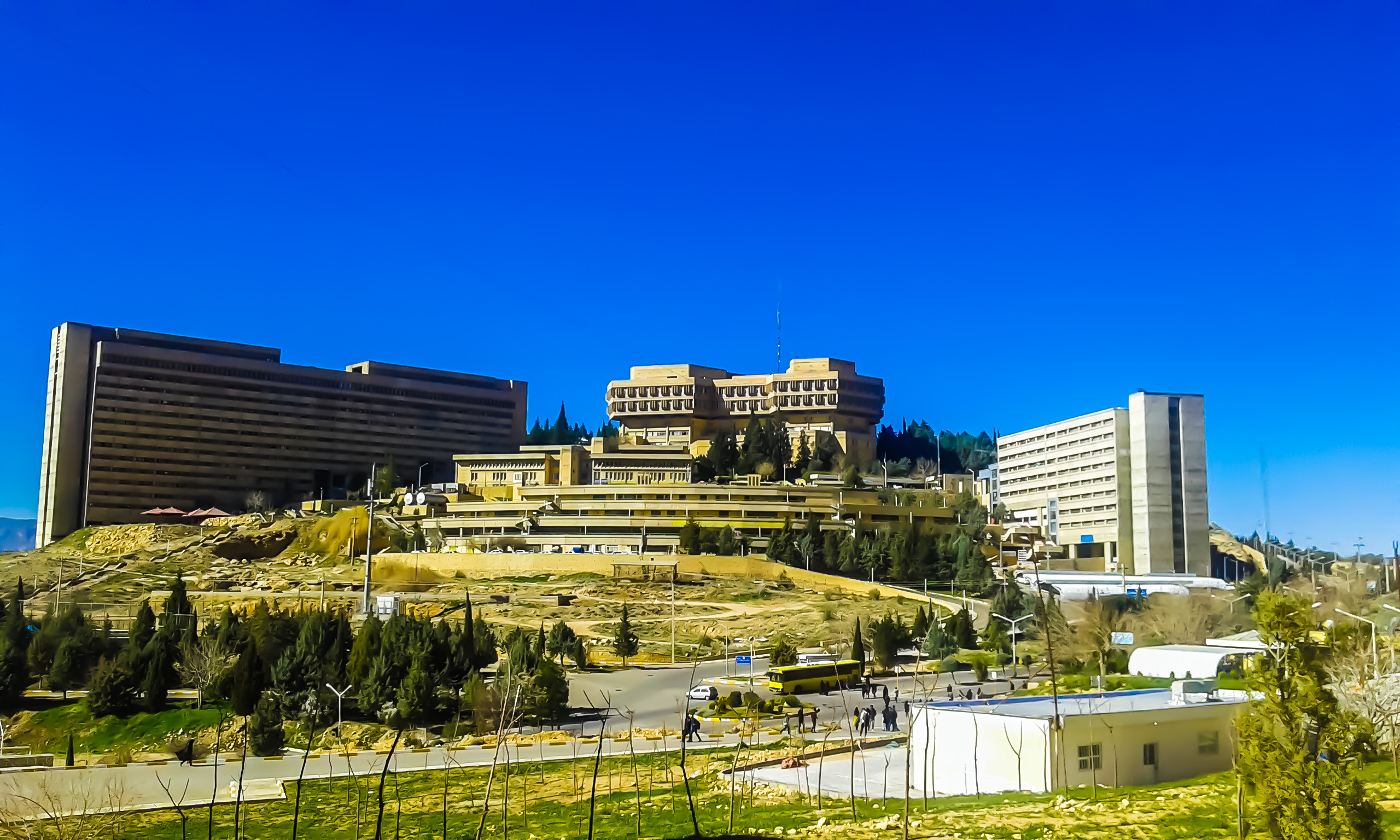
دانشگاه شیراز
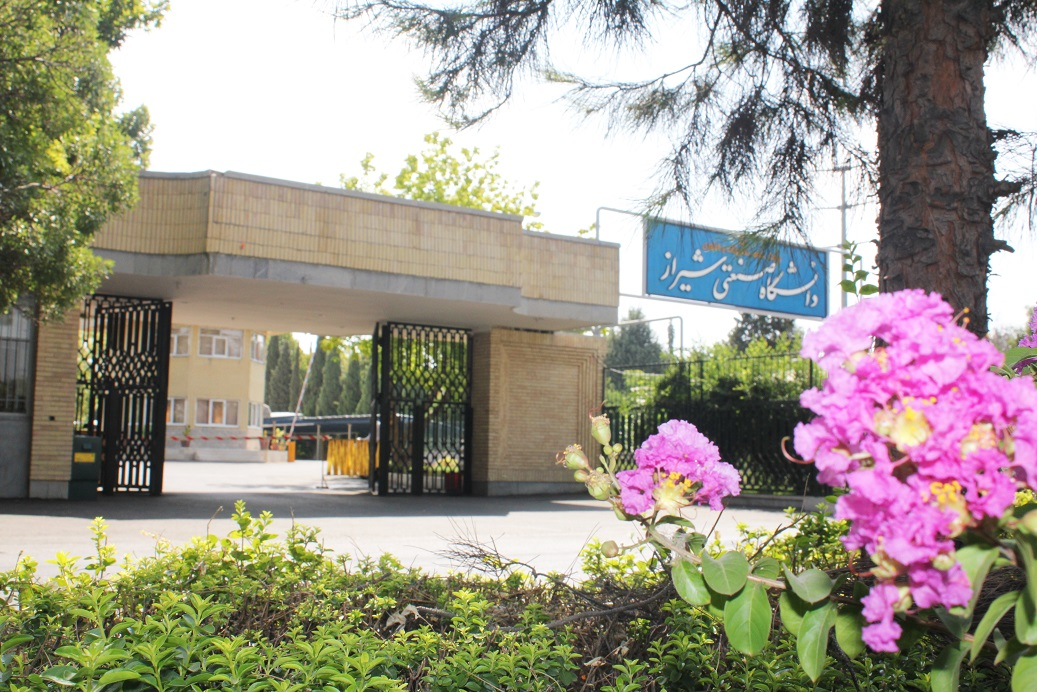
دانشگاه صنعتی شیراز
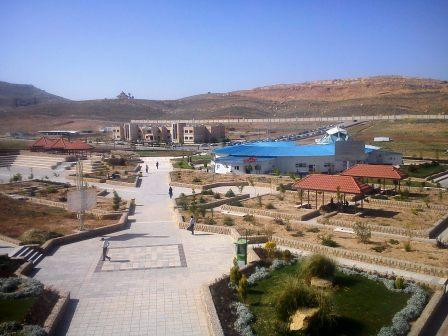
دانشگاه آزاد اسلامی شیراز
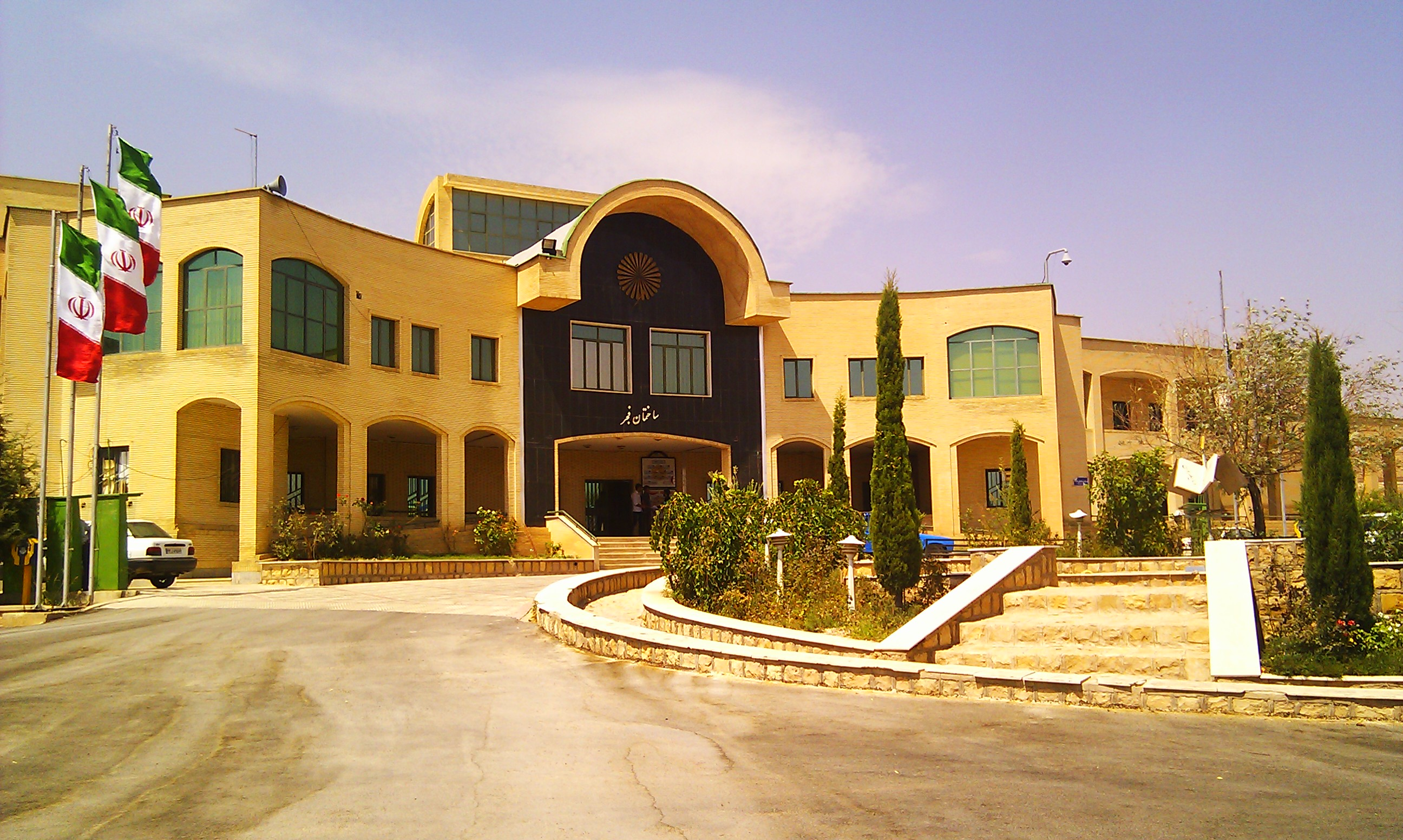
[[دانشگاه پیام نور مرکز شیراز|دانشگاه پیام نور شیراز
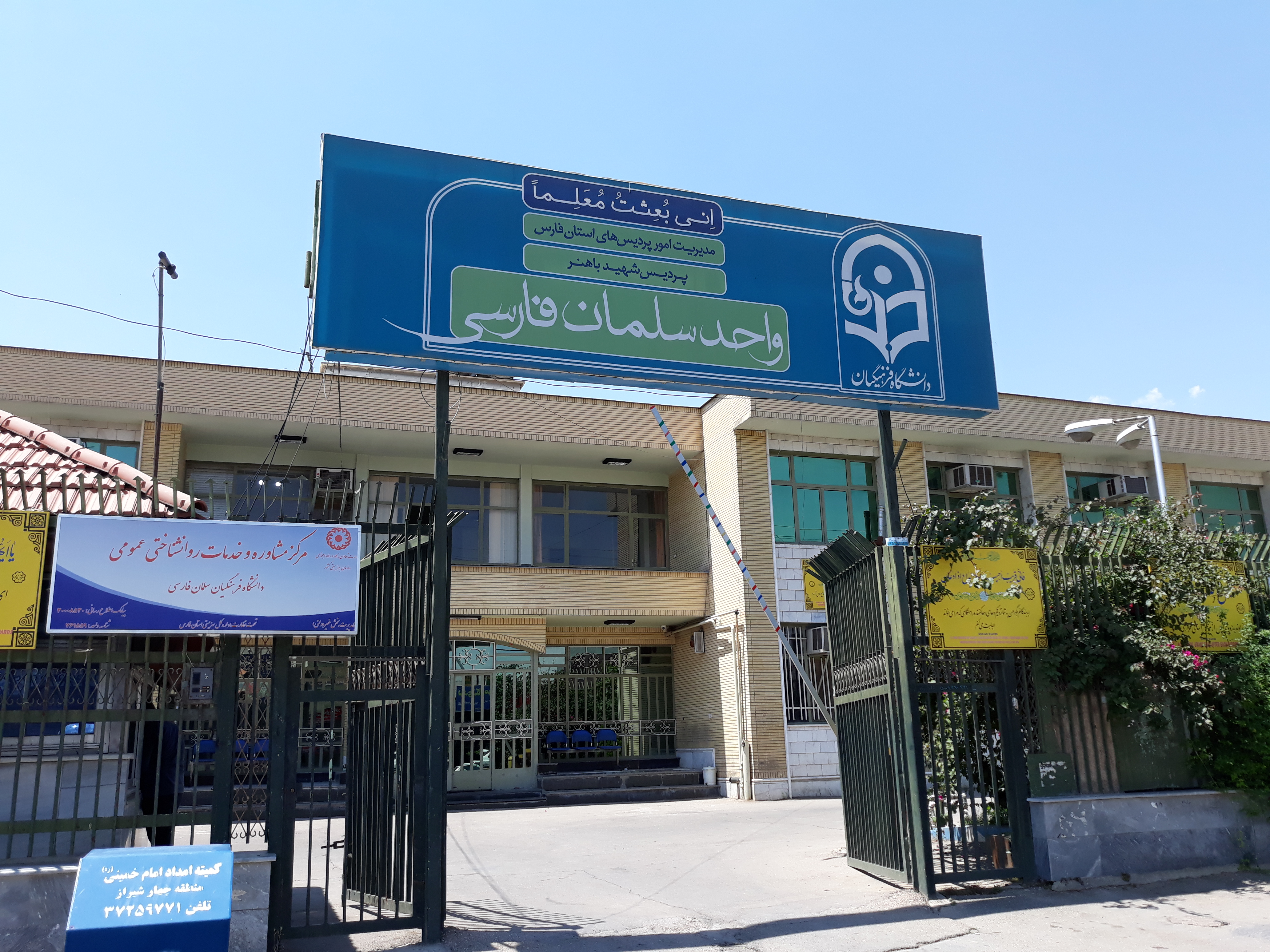
دانشگاه فرهنگیان سلمان فارسی شیراز

## محله‌ها
فهرست محله‌های شیراز:
- قصرالدشت
- ابیوردی
- ارم
- ستارخان
- باغ ناری
- عفیف‌آباد
- فرهنگ‌شهر
- میدان الله
- لپویی
- پودنک
- آستانه
- امیرکبیر
- مدرس
- جوادیه
- دروازه اصفهان
- لب آب
- کشن
- سر دزک
- سنگ سیاه
- معالی‌آباد
- شهرک گلستان
- پاسداران
- آبیاری
- ارتش
- اطلسی
- باباکوهی
- باسکول نادر
- باغ تخت
- باغ صفا
- بریجستون
- پانصد دستگاه
- پایگاه
- تاچارا
- تلخداش
- چهارراه زندان
- چمران
- درکی
- دروازه کازرون
- دینکان
- ریاستی اول
- ریاستی دوم
- زرگری
- زرهی
- سیاحت‌گر
- شاه‌چراغ
- شیشه‌گری
- قبله
- قدوسی
- کفترک
- کلبه سعدی
- کوزه‌گری
- کوی جماران
- کوی زهرا
- ملاصدرا